# أهل السنة والجماعة
أَهْلُ السُّنَّةِ وَالجَمَاعَة هم أكبر مجموعة دينية إسلامية من المسلمين في تاريخ الإسلام، وينتسب إليهم أغلب المسلمين، ويُعرِّف بهم علماؤهم أنهم هم المجتمعون على اتباع منهج السُّنَّة النَّبَويَّة وسنة الخلفاء الراشدين وأئمة الدين من الصحابة والتابعين وأصحاب المذاهب الفقهية المعتبرة من فقهاء أهل الرأي وأهل الحديث، ومن سار على نهجهم واقتفى أثرهم وأخذ عنهم طريقتهم بالنقل والإسناد المتصل. ولم تكن هذه التسمية مصطلحًا متعارفًا عليه في بداية التاريخ الإسلامي حيث لم يكن هناك انقسام ولا تفرق، وإنما ظهرت هذه التسمية تدريجياً بسبب ظهور الفرق المنشقة عن جماعة المسلمين تحت مسميات مختلفة، وكان لقب أهل السنة يطلق على أهل العلم من أئمة الصحابة ومن تبع طريقتهم المسلوكة في الدين، حيث ورد في مقدمة صحيح مسلم عن ابن سيرين أنه لما وقعت أحداث مقتل الخليفة عثمان بن عفان، والتي يشير إليها باسم «الفتنة» أنه قال: «لم يكونوا يسألون عن الإسناد فلما وقعت الفتنة قالوا سموا لنا رجالكم فينظر إلى أهل السنة فيؤخذ حديثهم وينظر إلى أهل البدع فلا يؤخذ حديثهم»،
فالأئمة في الدين من الصحابة ومن تبعهم بإحسان هم أهل السنة أي: أصحاب الطريقة المتبعة في الدين باعتبار أن طريقتهم التي كانوا عليها قائمة على اتباع منهاج الهدي النبوي حيث نقلوا علم الدين بعمومه، واستند عليه علمهم فيما بينوه وفيما استنبطوه وفق أصول الشريعة.
كان أخذ علم الدين مختصا بالحاملين له من الصحابة وكانوا في صدر الإسلام يسمونهم القراء لقراءتهم القرآن وعلمهم في الدين، وبحسب ما ذكر ابن خلدون أنه بعد تمكن الاستنباط الفقهي وكمل الفقه وصار علمًا بدلوا باسم الفقهاء والعلماء بدلا من القراء، وانتقل علم الصحابة إلى التابعين وأخذ عنهم الأئمة من بعدهم، ثم انقسم الفقه فيهم إلى: طريقة أهل الرأي في العراق ومقدم جماعتهم الذي استقر المذهب فيه وفي أصحابه أبو حنيفة، وطريقة أهل الحديث في الحجاز وإمامهم مالك بن أنس والشافعي من بعده.
بعد القرن الهجري الثاني بحسب ما ذكر ابن خلدون وغيره أن جماعة من السلف تعلقوا بظواهر نصوص متشابهة وبالغوا في إثبات الصفات فوقعوا في التجسيم، وبالمقابل فأن المعتزلة بالغوا في التنزيه فأنكروا صفات ثابتة، وأما أهل السنة حينها فكان منهم جماعة مثل: أحمد بن حنبل وداود بن علي الأصفهاني وآخرون أخذوا بمنهج المتقدمين عليهم من أصحاب الحديث كمالك بن أنس وغيره فقالوا في النصوص المتشابهة: نؤمن بها كما هي ولا نتعرض لتأويلها، وكان جماعة من أهل السنة في عصر السلف أيدوا عقائد السلف بحجج كلامية وبراهين أصولية. بعد حدوث بدعة المعتزلة والمشبهة وغيرها وانتشار مقولاتهم في أواخر عصر السلف بحسب ما ذكر ابن خلدون وغيره قام أبو الحسن الأشعري وأبو منصور الماتريدي بإيضاح عقائد السلف من أهل السنة ودفع الشبه عنها وتأييدها بالأدلة العقلية والنقلية بمناهج كلامية وكتبا عن مقالات الفِرق، فكان من ذلك تمايز هذه الفِرق التي كتب العلماء عنها في «كتب الفِرق» جلها في القرن الرابع الهجري ومنهم عبد القاهر البغدادي من فقهاء المذهب الشافعي في كتابه: «الفَرق بين الفِرق»، ذكر فيه أهل السنة والجماعة هي الفِرقة الثالثة والسبعون وأنهم جماعة واحدة من فريقي الرأي والحديث، وكلهم متفقون على قول واحد في أصول الدين، وربما اختلفوا في بعض فروعها اختلافا لا يوجب تضليلا ولا تفسيقا، وكانت التسمية تطلق على أهل السنة والجماعة تمييزا لهم عن الخوارج والمعتزلة والمجسمة وفرق التشيع وغيرها من الفِرق.
والسُّنة لغةً الطريقة والسيرة، وتكون بمعنى الطريقة المسلوكة في الدين، أو المثال المتبع والإمام المؤتم به، أو في مقابل البدعة، ويختلف معنى السنة عند علماء الشريعة بحسب المقصود منها. قال الشافعي: «إطلاق السنة يتناول سنة رسول الله صلى الله عليه وسلم». وسنة الرسول منهج لكل المسلمين، فهو إمام الأمة وأولى الناس بأمته ومعلمهم الأول، والمقصود بالسنة التي دلت نصوص الشرع على لزومها ووجوب اتباعها هي الطريقة النبوية المشار إليها في النصوص إشارة نوعية لا شخصية، قال العيني: السُّنَّة: «طريقة النبي صلى الله عليه وسلم» وسنته طريقته في الدين وسبيله إلى الله وعلمه ومنهجه وهديه الذي كان عليه هو وأصحابه، فإنهم أخذوا عنه علم الدين واهتدوا بهديه وكانوا من بعده قدوة للأمة، فالسنة هي الطريقة المسلوكة في الدين التي كان عليها هو وأصحابه والخلفاء الراشدون من بعده في الهدى والعلم والعمل والاعتقاد، وهذه الطريقة عند أئمة أهل السنة والجماعة هي المثال المتبع في الدين، الذي كان عليه الخلفاء الراشدون وأئمة الدين من الصحابة والتابعين ومن تبعهم بإحسان، فيشمل سنة الخلفاء الراشدين ومن سار سيرتهم من أئمة الإسلام المجتهدين في الأحكام فإنهم خلفاؤه من بعده المبلغون عنه الحاملون لهديه، واتباع طريقتهم في الدين عند الاختلاف هو اتباع لطريقته في الرجوع إليهم فيما أشكل من الأمور، واتباعهم فيما اجتهدوا فيه واجتمعوا عليه بعد عصر النبوة، لكونه اتباعا لسنة ثبتت عندهم لم تنقل إلينا، أو اجتهادا مجتمعا عليه منهم أو من خلفائهم؛ فإن إجماعهم إجماع.
ويدخل كل ما حدث منهم مثل جمع القرآن في مصحف واحد وتدوين الدواوين وكتب العلم وغير ذلك من الأمور لكونها موافقة لأصول الدين وإن أحدثت بعد عصر النبوة. قال الله تعالى: ﴿من يطع الرسول فقد أطاع الله... الآية﴾ [النساء:80] وقال تعالى: ﴿يا أيها الذين ءامنوا أطيعوا الله وأطيعوا الرسول وأولى الأمر منكم... الآية﴾ [النساء:59].
فالسنة عند أئمة أهل السنة والجماعة هي هذه الطريقة المأمور في الشرع باتباعها على أساس أن اتباع هؤلاء الأئمة قائم على اتباع هدي النبوة الذي هو سبيل الاهتداء إلى الصراط المستقيم. والمتفقون على هذه الطريقة هم الجماعة وهم أهل العلم الشرعي. والجماعة في هذه التسمية تشير إلى جماعة أهل السنة والجماعة من معنى الاجتماع على هذه الطريقة. وقد جاء في الحديث الأمر باتباع السنة واجتناب البدعة، وأهل السنة والجماعة يفسرون البدعة بمعناها الشرعي بأنها البدعة في الدين التي لا أصل لها في الشريعة، وهي التي ورد في الشرع ذمها ووصف صاحبها بالضلال والموعود عليها بالنار، وهي عندهم تشمل صنوف البدع التي استحدثتها الفرق التي ظهرت في العصور المتقدمة من التاريخ الإسلامي، مثل: بدع الخوارج ومن تبعهم والقدرية والمجسمة وغيرهم، وكانت أول بدعة ظهرت في الإسلام فتنة الخوارج الذين انشقوا عن جماعة المسلمين وأعلنوا خروجهم عن علي بن أبي طالب، وغالوا في الوعيد فقالوا بتكفير العصاة وتخليدهم في النار، واتخذوا من تكفير المسلمين مبررا للخروج على ولاة الأمر واستباحوا بذلك دماء المسلمين وأعراضهم وأموالهم بغير حق، وقصروا الإيمان على جماعتهم، وتشعبت منهم فرق كثيرة.
وأهل السنة والجماعة هم السواد الأعظم من أهل العلم الشرعي أصحاب المذاهب الفقهية الأئمة المجتهدون وعلماء الشريعة عبر التاريخ الإسلامي، ويدخل فيهم من سواهم ممن تبعهم ووافقهم من المسلمين، واستقر الفقه عندهم في عصور المتأخرين على تقليد المذاهب الأربعة في الأمصار وعمل كل مقلد بمذهب من قلده، وأئمتهم المتقدمون قد اتفقوا على قول واحد في أصول الاعتقاد، وعلى صحة خلافة الخلفاء الأربعة الأوائل: أبو بكر وعمر وعثمان وعلي، ويؤمنون بعدالة كل الصحابة، وبوجوب السكوت عما جرى بين الصحابة، وإثبات أجر الاجتهاد لهم، ولا يكفرون أحدا من أهل القبلة بذنب يرتكبه، واتفقوا على وجوب السمع والطاعة لولاة الأمور وعدم جواز الخروج عليهم. وإن كانوا عصاة، قال النووي: «وأما الخروج عليهم وقتالهم فحرام بإجماع المسلمين، وإن كانوا فسقة ظالمين».

## التسمية

رسم لفظ الجلالة

أهل السنة والجماعة لقب جرى استعماله منذ فترات متقدمة من تاريخ الإسلام للدلالة على أصحاب الطريقة المسلوكة في الدين التي كان عليها الخلفاء الراشدون والأئمة من الصحابة والتابعين ومن تبعهم من فقهاء أهل الرأي وأهل الحديث ومن تبعهم وسار على طريقتهم،
ولم يكن لقب أهل السنة والجماعة اصطلاحا متعارفا عليه في بداية التاريخ الإسلامي، حيث لم يكن هناك انقسام ولا تفرق بين المسلمين، فلم يكونوا بحاجة لتسمية تميزهم حيث لم يكونوا متفرقين ولا مختلفين في أصول الدين وكلياته، وإنما بدأت التسمية تظهر تدريجيا بسبب ظهور الفرق المنشقة عن جماعة المسلمين تحت مسميات مختلفة.
وأصل التسمية قبل أن تكون لقبا متعارفا عليه قد جرى استعمالها عند أئمة أهل السنة في عصر السلف، حيث كانوا يستعملون عبارة: أهل السنة بمعنى: أصحاب الطريقة المتبعة في الدين وهم الأئمة أهل العلم الشرعي الذي يحمله من كل خلف عدوله، وكانوا يستعملون كلمة: السنة بمعنى العلم في الدين عموما، فيقولون مثلا: فلان أعلمهم بالسنة، والمقصود من هذا هو العلم بالشريعة، ولما وقعت الفتنة التي ظهرت أحداثها بالخروج على الخليفة عثمان بن عفان ثالث الخلفاء وأدت إلى مقتله بدء ظهور استعمال تسمية أهل السنة في تلك الفترة، وبحسب ما جاء عن ابن سيرين أن لقب أهل السنة يراد به أئمة علماء الدين وحملة الشريعة، تمييزا لهم عن المخالفين لهم، وكان سبب ذلك أن وقوع تلك الفتنة المشار إليها حمل ظواهر غريبة تمثلت فيمن انتسب إلى علم الشريعة من غير أهلها، وجرى استنكار ذلك ووضع شروط معينة لنقل ورواية الحديث من أهمها الإسناد والعدالة، ففي صحيح مسلم: عن محمد بن سيرين قال: «إن هذا العلم دين فانظروا عمن تأخذون دينكم»
عن ابن سيرين قال: «لم يكونوا يسألون عن الإسناد، فلما وقعت الفتنة قالوا: سموا لنا رجالكم، فينظر إلى أهل السنة فيؤخذ حديثهم، وينظر إلى أهل البدع فلا يؤخذ حديثهم».
وفي رواية للترمذي في العلل:
عن ابن سيرين قال: «كان في الزمان الأول لا يسألون عن الإسناد، فلما وقعت الفتنة سألوا عن الإسناد، لكي يأخذوا حديث أهل السنة، ويدعوا حديث أهل البدع». روى مسلم في صحيحه عن أبي هريرة يقول: "قال رسول الله صلى الله عليه وسلم: «يكون في آخر الزمان دجالون كذابون يأتونكم من الأحاديث بما لم تسمعوا أنتم ولا آباؤكم فإياكم وإياهم لا يضلونكم ولا يفتنونكم»". فالسنة التي جاءت في كلامه بمعنى الطريقة المسلوكة في الدين التي كان عليها الخلفاء الراشدون والأئمة من الصحابة ومن تبعهم بإحسان في الهدى والعلم والعمل والاعتقاد، وأهل السنة هم أهل العلم في الدين رواية ودراية، فالرواية نقل نصوص القرآن والحديث وأقوال الأئمة، والدرية العلم في الدين، فأهل السنة يراد بهم أهل العلم المشتمل على الرواية والدراية معا، وقد ذكر ابن سيرين أهل السنة في مقابل أهل البدعة، وأهل السنة كانوا في حينها يفسرون أهل البدعة بأنه يشمل جميع أهل الزيغ والأهواء الذين ابتدعوا في الدين ما ليس منه مما لا أصل له في الشريعة، كالخوارج والقدرية وغيرهم من الفرق التي ظهرت في العصور السابقة، فإنهم تكلموا في الدين بأهوائهم، روى البخاري في صحيحه تعليقا في وصف الخوارج ما نصه: «وكان ابن عمر يراهم شرار خلق الله وقال: إنهم انطلقوا إلى آيات نزلت في الكفار فجعلوها على المؤمنين».
من المهم جدا معرفة الألفاظ المستعملة عند أئمة السلف، ففي عبارة ابن سيرين عند قوله: «حديث أهل السنة» تفيد أن رواية الحديث لم تكن مقصورة على أهل السنة، بل إن من وصفهم بالبدعة كذلك يروون الحديث، وأن الحديث جزء من تعريف أهل السنة، إذ المراد بهم أهل العلم الشرعي، وهو ما دلت عليه نصوص أئمة السلف من أنهم لا يقصدون بأهل السنة رواة الحديث، بل يقصدون بذلك أهل العلم المشتمل على رواية الحديث.
كان أئمة الصحابة والتابعين لهم ومن تبعهم بإحسان مرجعا للمسلمين بعد عصر النبوة في أمور الدين، من حيث أنهم نقلوا الدين وعلم الشريعة بعمومه، فلا يقتصر علمهم على النقل فقط بل يشمل كل ما نقلوه وتعلموه وما اختصوا به من المعرفة بتفسير الدين وفهم الشريعة واستنباط الأحكام الفقهية لما لديهم من أهلية الاجتهاد ومعرفة الناسخ والمنسوخ وغير ذلك ولكونهم أعلم من غيرهم بالشريعة، وقد جاء عن أئمة أهل السنة في عصر السلف أنهم كانوا يسمون هؤلاء الأئمة بـ أهل السنة أي: أصحاب الطريقة المسلوكة في الدين التي كانوا عليها من الهدى والعلم والعمل والاعتقاد، وهذه الطريقة عندهم قائمة على اتباع منهاج النبوة من حيث أنهم نقلوا علم الدين وفهموه واستنبطوا منه، والصحابة لم يكونوا كلهم أهل فتيا، بل كان مختصا بعلماء الشريعة منهم الذين تخصصوا منذ عصر النبوة للعلم في الدين، وكان يطلق عليهم في صدر الإسلام لقب: القراء أي: المتعلمين، وكان المتعلم منهم يقال له قارئ، وبعد انتشار التعليم أصبح يطلق عليهم: الفقهاء أي: أئمة الدين وعلماء الشريعة، وبحسب ما ذكر ابن خلدون أن لقب القراء كان يطلق في صدر الإسلام على المختصين بعلم الشريعة، وبعد توسع التعليم وتمكن الاستنباط الفقهي عند الأئمة المجتهدين حيث أصبح الفقه صناعة وعلما بدلوا لقب: القراء باسم: الفقهاء والعلماء. وانتقل فقه الأئمة المجتهدين من الصحابة والتابعين إلى الأئمة المجتهدين من بعدهم، وصار الفقيه لقبا لأئمة المذاهب الفقهية، ثم اشتهر من ذلك طريقتان للمنهج الفقهي حسب ما ذكر ابن خلدون هما: منهج فقهاء أهل الرأي والقياس في العراق ومقدم جماعتهم الذي استقر المذهب فيه وفي أصحابه أبو حنيفة، ومنهج فقهاء أهل الحديث في الحجاز وإمامهم مالك بن أنس والشافعي من بعده. ثم إن الإمام الشافعي وضع علم أصول الفقه في كتابه: الرسالة وجمع بين الطريقتين، والفرق بينهما أن طريقة أهل الرأي توسعوا في القياس أكثر، وهاتان الطريقتان هما اللتان اشتهرتا بعد ذلك عند فقهاء أهل السنة، باعتبار أنه منهج فقهي.
بعد تمايز الفرق التي ظهرت في تاريخ الإسلام وكشف مقولاتها في عصر المتقدمين جمع العلماء مخالفات هذه الفرق وبينوا مسمياتهم ومقولاتهم، وحصروا عدد تلك الفرق ودونوا تواريخها وجمعوها في كتب الفرق، وذكر في كتاب الفرق بين الفرق أن أهل السنة والجماعة هم الفرقة الثالثة والسبعون من فريقي الرأي والحديث، وكان منهم أئمة القراء والمحدثون والفقهاء وأهل النظر، وكلهم متفقون على قول واحد في أصول الدين، وأئمتهم المتقدمون قد اتفقوا على هذه الأصول وبينوها ودونوها وأخذها عنهم المتأخرون، واختلاف الأئمة المجتهدين في فروع الأحكام لا يدخل في هذا التفرق بالاتفاق، ولا يلحق بسببه تفسيق ولا تبديع ولا تكفير، وبحسب ما جاء في كلامه أن هذه التسمية كانت تطلق على أهل السنة والجماعة تمييزا لهم عن الخوارج والمعتزلة والمجسمة وفرق التشيع وغيرها من الفرق المخالفة لهم في أصول الدين.

## مفهوم كلمة السنة

### التعريف اللغوي
السُنَّة في اللغة الطريقة المسلوكة والمثال المتبع الذي يقتدى به والسيرة المتبعة، والعادة المستمرة الدائمة، وعرفها ابن جرير الطبري بمعنى: «المثال المتبع والإمام المؤتم به». قال لبيد:
وسَنَّة الله: أحكامه وأمره ونهيه، وسننها الله للناس: بينها. وسن الله سنة أي: بين طريقا قويما، والسُنَّة أيضا بمعنى: السيرة، حسنة كانت أو قبيحة، ويقال: سننتها سننَّا، وسننتها بمعنى: سرتها، وسنة الأولين سيرتهم، ويقال: سننت لكم سنة فاتبعوها أي: سيروا عليها، وفي الحديث: «من سن سنة حسنة فله أجرها وأجر من عمل بها ومن سن سنة سيئة..» يريد من عملها ليقتدى به فيها، وكل من ابتدأ أمرا عمل به قوم بعده، قيل: هو الذي سنه، قال نصيب:
وقد تكرر في الحديث ذكر كلمة: «السُنَّة» وما تصرف منها، والأصل فيه أنها بمعنى: الطريقة والسيرة، وقال ابن منظور: «وإذا أطلقت في الشرع فإنما يراد بها ما أمر به النبي ﷺ، ونهى عنه وندب إليه قولا وفعلا مما لم ينطق به الكتاب العزيز؛ ولهذا يقال: في أدلة الشرع: الكتاب والسنة أي: القرآن والحديث». ومما يدل على هذا حديث: «إنما أنسى لأسن» أي: إنما أدفع إلى النسيان لأسوق الناس بالهداية إلى الطريق المستقيم، وأبين لهم ما يحتاجون أن يفعلوا إذا عرض لهم النسيان، قال: ويجوز أن يكون من سننت الإبل إذا أحسنت رعيتها والقيام عليها، وفي الحديث: «أنه نزل المحصب ولم يسنه» أي: لم يجعله سنة يعمل بها. قال في التهذيب: السنة الطريقة المحمودة المستقيمة، ولذلك قيل: فلان من أهل السنة، معناه: من أهل الطريقة المستقيمة المحمودة، وهي مأخوذة من السنن وهو الطريق. قال أبو عبيد: «سنن الطريق وسننه محجته، وتنح عن سنن الجبل أي عن وجهه، وقال الجوهري: السنن الطريقة يقال: استقام فلان على سنن واحد».
قال الآمدي: السنة في اللغة: الطريقة، فسنة كل أحد ما عهدت منه المحافظة عليه والإكثار منه، سواء كان ذلك من الأمور الحميدة أو غيرها. قال في شرح الكوكب المنير: «ومنه قوله ﷺ: «من سن سنة حسنة فله أجرها وأجر من عمل بها..» الحديث». وتسمى بها أيضا: العادة والسيرة، قال في البدر المنير: «السنة السيرة حميدة كانت أو ذميمة»، وقال في القاموس:« السنة السيرة، ومن الله تعالى حكمه وأمره ونهيه».

### بالمعنى الشرعي
تستعمل كلمة: «السُنَّة» وما تصرف منها بالمعنى الشرعي لمعان متعددة عند علماء الشريعة الإسلامية على اختلاف مجالات العلوم الشرعية بحسب المقصود منها في كل علم، قال الشافعي: «إطلاق السنة يتناول سنة رسول الله صلى الله عليه وسلم».
فتطلق السُنَّة عند علماء الفقه على: «ما كان من العبادات نافلة منقولة عن النبي عليه السلام»، وتطلق تارة على المندوب أو المستحب الذي يقابل الفرض وغيره من الأحكام الخمسة.
السنة عند المحدثين هي: «ما أثر عن النبي صلى الله عليه وسلم من قول أو فعل أو تقرير أو صفة خلقية أو خُلقية سواء كان قبل البعثة أو بعدها». فهو بمعنى: نقل ورواية ما أثر من الأقوال والأفعال والإقرار والرواية حقيقة أو حكما، ويشمل سيرته وصفاته الخلقية والخلقية وحركاته وسكناته في اليقظة وفي المنام قبل البعثة وبعدها.
السنة عند علماء أصول الفقه هي: «قول النبي ﷺ وفعله وإقراره»، قال تقي الدين الفتوحي في تعريف السنة في اصطلاح علماء أصول الفقه هي: «قول النبي ﷺ غير الوحي أي: غير القرآن». أو: «ما صدر عن الرسول صلى الله عليه وسلم من الأدلة الشرعية مما ليس بمتلو، ولا هو معجز ولا داخل في المعجز»، وهذا النوع هو المقصود بالبيان في علم أصول الفقه. قال سيف الدين الآمدي: «ويدخل في ذلك أقوال النبي عليه السلام، وأفعاله وتقاريره». والأقوال تشمل الأمر والنهي والتخيير والخبر وجهات دلالتها ضمن الأدلة المنقولة الشرعية.
قال تقي الدين الفتوحي: «السنة شرعا واصطلاحا: «قول النبي ﷺ وفعله وإقراره على الشيء»، يقال أو يفعل، فإذا سمع النبي ﷺ إنسانا يقول شيئا، أو رآه يفعل شيئا فأقره عليه فهو من السنة قطعا»، وقال أيضا: «والمراد من أقوال النبي ﷺ وأفعاله: ما لم يكن على وجه الإعجاز».
وتطلق السنة عند علماء العقيدة على «هدي النبي صلي الله عليه وسلم في أصول الدين وما كان عليه من العلم والعمل والهدي».
وتطلق السنة في العرف الشرعي العام على كل ما هو منقول من السنة النبوية أو عن الصحابة والتابعين، قال تقي الدين الفتوحي: «واحترز بقوله: «اصطلاحا» من السنة في العرف الشرعي العام، فإنها تطلق على ما هو أعم من المنقول عن النبي ﷺ وعن الصحابة والتابعين؛ لأنها في اصطلاح علماء الأصول: «قول النبي ﷺ غير الوحي أي: غير القرآن».
تستعمل كلمة: «السنة» في العرف الشرعي العام بمعنى الطريقة، قال ابن حجر: «قوله ‹هذه السنة›: أشار إلى طريقة النبي ﷺ
إشارة نوعية لا شخصية». وهذا تعريف للسنة بمعناها الأعم الذي لا يقتصر على الحديث النبوي، فهو بمعنى: الطريقة النبوية والهدي النبوي بعمومه، وما يدخل ضمن ذلك من سنة الخلفاء الراشدين والأئمة المجتهدين. وقد تستعمل في العرف الشرعي العام بمعنى الدين كله باعتبار أنه مبلغ الدين عن الله وكل ما جاء بطريق الوحي لا يعلم إلا من جهته، فسنته هديه وطريقته وسبيله إلى الله وهي دعوته التي دعي إليها والطريقة التي كان عليها من الدعاء إلى توحيد الله وإخلاص العبادة له دون الآلهة والأوثان، والانتهاء إلى طاعته وترك معصيته.
والسنة عند أئمة السلف الصالح هي العلم في الدين، قال ابن حجر العسقلاني: قال الأوزاعي: «العلم ما جاء عن أصحاب رسول الله ﷺ وما لم يجئ عنهم فليس بعلم». وأخرج أبو عبيد ويعقوب بن شيبة عن ابن مسعود قال: «لا يزال الناس مشتملين بخير ما أتاهم العلم من أصحاب محمد ﷺ وأكابرهم، فإذا أتاهم العلم من قبل أصاغرهم وتفرقت أهواؤهم هلكوا». وقال أبو عبيدة معناه أن كل ما جاء عن الصحابة وكبار التابعين لهم بإحسان هو العلم الموروث، وما أحدثه من جاء بعدهم هو المذموم، وكان السلف يفرقون بين العلم والرأي فيقولون للسنة علم ولما عداها رأي. وعن أحمد: «يؤخذ العلم عن النبي ﷺ ثم عن الصحابة، فإن لم يكن فهو في التابعين مخير». وعنه: «ما جاء عن الخلفاء الراشدين فهو من السنة وما جاء عن غيرهم من الصحابة ممن قال إنه سنة لم أدفعه». وعن ابن المبارك: «ليكن المعتمد عليه الأثر وخذوا من الرأي ما يفسر لكم الخبر». قال ابن حجر: «والحاصل أن الرأي إن كان مستندا للنقل من الكتاب أو السنة فهو محمود وإن تجرد عن علم فهو مذموم، وعليه يدل حديث عبد الله بن عمرو المذكور، فإنه ذكر بعد فقد العلم أن الجهال يفتون برأيهم».

### السنة المأمور باتباعها
السنة التي دلت نصوص الشرع على الأمر باتباعها هي الطريقة النبوية بمفهومها الأعم عند علماء أهل السنة والجماعة فيدخل فيها سنة أئمة الدين من الصحابة ومن تبعهم بإحسان، وفسرها أئمة أهل السنة من السلف المتقدمين بمعنى: علم الدين والشريعة المنقول عن أئمة الصحابة وعلمائهم وأئمة التابعين لهم بإحسان، وكانوا يفسرون السنة التي دلت نصوص الشرع على لزوم اتباعها بأنها: «طريقة النبي صلى الله عليه وسلم». أي: هديه ومنهجه وما كان عليه هو وأصحابه من الهدى والعلم والعمل والاعتقاد، بمعنى: الطريقة المسلوكة في الدين التي كان عليها هو وأصحابه وخلفائه الراشدون من بعده ومن تبعهم من أئمة الدين، وهو تفسير للسنة بتمام معناها المتكامل، والكثير من علماء أهل السنة والجماعة المتأخرين يفسرون السنة التي دلت النصوص على الأمر بلزومها بأنها مخصوصة في الاعتقادات من حيث أن الابتداع المخالف فيها على خطر عظيم. وقد كان أئمتهم المتقدمون يقصدون منها علم الدين المنقول بعمومه عن أئمة الصحابة وعلمائهم، فإنهم هم الذين حملوا علم الدين والشريعة وتعلموه وبينوه للناس،
فهو إمامهم ومعلمهم الأول وأولى الناس بإمته، وسنته طريقته في الدين ومنهجه وعلمه وهديه وبيانه للناس وحكمه بينهم فيما اختلط عليهم من الأمور، والصحابة لم يكونوا كلهم أصحاب فتيا، وإنما اختص منهم الذين تعلموا منه وكان منهم أئمة الدين وعلماء الشريعة، فإنهم أخذوا عنه العلم في الدين والأمور التي علمهم إياها وفهموها منه بالمجالسة والصحبة ومعايشة الوقائع، وكل هذا هو المقصود من لفظ السنة التي لا تقتصر على نقل النصوص، وعلمهم يشمل الذي تعلموه وما يضاف إلى ذلك من الأحكام التي فهموها أو بينوها أو استنبطوها أو اجتمعوا عليها،
وقد كان أهل السنة في عصر السلف المتقدمين يفسرون السنة التي دلت نصوص الشرع على الأمر باتباعها بمعنى الفقه في الدين وهو علم الشريعة بعمومه المأخوذ عن أئمة الدين من الصحابة ومن تبعهم بإحسان، ويجعلون السنة بهذا المعنى في مقابل البدعة المخالفة لأصول الدين وقواعده من بدع الخوارج والقدرية والفرق المتفرعة منهم، ويسمون مقولات هذه الفرق أهواء مضلة، ويقصدون بذلك الذين قالوا في الدين بغير علم وفسروا الدين بأهوائهم وتكلموا فيما نهى الله ورسوله عن الخوض فيه ولم يأخذوا العلم من أئمة الدين حملة الشريعة.
وتفسيرهم السنة بمعناها المتكامل بمعنى علم الشريعة بعمومه المأخوذ عن أئمة الصحابة ومن تبعهم بإحسان باعتبار أن أئمة الصحابة كانوا مجتمعين على الهدى، وسنتهم داخلة في السنة النبوية ضمنا، وكان علمهم بالسنة مشتملا على خصائص العلم بالشريعة من جميع الوجوه، فكانوا أعلم الناس باللغة العربية التي تفسر لهم نصوص الشرع، فإنهم لم يكونوا يسئلون عن تفسير الكثير من القرآن؛ لأنه نزل بلغتهم، فلم يكونوا بحاجة إلى من يفسر لهم معاني ألفاظ نصوص القرآن والحديث؛ لأنهم أصحاب اللغة أصلا، وأئمة الصحابة لم يكونوا بحاجة إلى علم قواعد تفسير القرآن والحديث وأصول التفسير ومناهج الاستدلال الفقهي وأصول الفقه وغير ذلك؛ لأن هذه الأمور كانت قريحة وملكة راسخة في أذهانهم، وأهل العلم الذين وضعوا علم التفسير وعلم الفقه وأصول الفقه وغيرها من علوم الشريعة إنما وضعوها نتيجة أخذ علم الصحابة، والمذاهب الفقهية إنما هي محصلة مذاهب فقهاء الصحابة، وأئمة الدين من بعدهم كلهم عالة عليهم في العلم المنقول عنهم.
قال تعالى: ﴿لقد كان لكم في رسول الله أسوة حسنة ...الآية﴾ [الأحزاب:21]. أي: أن تتأسوا به وتكونوا معه حيث كان، ولا تتخلفوا عنه. قال ابن جرير: «وهذا عتاب من الله للمتخلفين عن رسول الله ﷺ وعسكره بالمدينة من المؤمنين به، فإن من يرجو ثواب الله ورحمته في الآخرة لا يرغب بنفسه ولا عن مكان هو به، ولكنه تكون له به أسوة في أن يكون معه حيث يكون هو».
قال عمر بن عبد العزيز لما سئل عن القدر: «فعليك بلزوم السنة فإنها لك بإذن الله عصمة».

### السنة في مقابل البدعة
قد تطلق السنة شرعا على ما يقابل البدعة، وقد جاء في نصوص الشرع الأمر باتباع السنة ولزومها في مقابل النهي عن الابتداع والتحذير من البدع، والسنة المتبعة في مقابل البدع المستحدثة والهدى في مقابل الضلال، وقد كان أئمة السنة من السلف المتقدمين يفسرون السنة بمعناها المتكامل، ويجعلونها في مقابل البدعة بمعناها الشرعي وهي: البدعة المستحدثة في الدين المعارضة للسنة والمضادة للشريعة التي تخالف أصول الدين وقواعده وليس لها أصل في الشريعة وليست من الدين أصلا والموصوف صاحبها بالضلال عن الصراط المستقيم الموعود عليها بالعقوبة في الآخرة، وهي عند أهل السنة والجماعة شاملة لجميع صنوف البدع والأهواء المضلة التي استحدثتها الفرق التي ظهرت في العصور المتقدمة من تاريخ الإسلام والتي كان أولها بدع الخوارج والفرق المتفرعة منها كالقدرية وغيرها، ويستندون في هذا إلى النصوص الشرعية المنقولة في تفرق الأمة وصفات الخوارج ووقوع الفتن.
أخرج الترمذي في سننه: «عن العرباض بن سارية قال وعظنا رسول الله ﷺ يوما بعد صلاة الغداة موعظة بليغة ذرفت منها العيون، ووجلت منها القلوب، فقال رجل: إن هذه موعظة مودع فماذا تعهد إلينا يا رسول الله! قال: «أوصيكم بتقوى الله، والسمع والطاعة، وإن عبد حبشي فإنه من يعش منكم؛ ير اختلافا كثيرا، وإياكم ومحدثات الأمور فإنها ضلالة، فمن أدرك ذلك منكم فعليه بسنتي وسنة الخلفاء الراشدين المهديين عضوا عليها بالنواجذ»». وأخرجه الحاكم: «عليكم بسنتي وسنة الخلفاء الراشدين المهديين من بعدي..». وفي هذا الحديث دلالة على خصائص النبوة بما تضمن من جوامع الكلم، وفيه معجزة دالة على صدق النبوة في الإخبار بما سيكون من الابتداع في الدين المؤدي إلى الاختلاف والتنازع والتفرق، وإخبار الصحابة بأن من يعش منهم؛ فسيرى اختلافا كثيرا في الدين بظهور المحدثات المخالفة لأصول الدين وقواعده وليس لها أصل في الشريعة،
وأئمة أهل السنة في عصر السلف المتقدمين يقصدون بهذه البدعة التي دلت على ذمها نصوص الشرع بأنها جميع ما استحدثته الفرق التي ظهرت في سالف العصور الإسلامية من الخوض في المتشابهات التي يحدث بسببها العداوة بين المسلمين والتفرق عن جماعة المسلمين والخروج على الحكام، والاستبداد بالرأي في معارضة النص، والاستئثار باتباع الهوى واختلاف الأهواء المضلة التي يكون الناس بسببها شيعا متفرقة لا ينتظم شملهم بالإسلام، وقد أشار إليها الحسن فقال: «اتقوا هذه الأهواء فإن جماعها الضلالة وميعادها النار».
وقد تضمن الحديث جملة من التعاليم الدينية منها: الوصية بتقوى الله، والسمع والطاعة لولاة الأمور وعدم الخروج عليهم،
وفي الصحيحين عن ابن مسعود قال: «إن رسول الله ﷺ كان يتخولنا بالموعظة كراهة السآمة علينا».
قال ابن رجب الحنبلي: فيه تحذير للأمة من اتباع الأمور المحدثة المبتدعة وأكد ذلك بقوله: كل بدعة ضلالة، والمراد بالبدعة ما أحدث مما لا أصل له في الشريعة يدل عليه، وأما ما كان له أصل من الشرع يدل عليه فليس ببدعة شرعا وإن كان بدعة لغة. وما وقع في كلام السلف من استحسان بعض البدع؛ فإنما ذلك في البدع اللغوية لا الشرعية، فمن ذلك قول عمر رضي الله عنه في التراويح: نعمت البدعة هذه، وروي عنه أنه قال: إن كانت هذه بدعة فنعمت البدعة، ومن ذلك أذان الجمعة الأول زاده عثمان لحاجة الناس إليه وأقره علي واستمر عمل المسلمين عليه، وروي عن ابن عمر أنه قال: هو بدعة، ولعله أراد ما أراد أبوه في التراويح، انتهى ملخصا. ومعنى الحديث: فمن أدرك منكم زمن الاختلاف الكثير؛ فعليه بسنتي أي: فليلزم سنتي وسنة الخلفاء الراشدين المهديين فإنهم لم يعملوا إلا بسنتي فإضافة السنة إليهم لكونهم أعلم بها ولاستنباطهم منها واختيارهم إياها. وقد جاء في الحديث الأمر بمتابعة الطريقة التي كان عليها رسول الله هو والصحابة، واتباعها والأخذ بها قولا وعملا واعتقادا، ويدل على ذلك حديث: «عليكم بسنتي وسنة الخلفاء الراشدين المهديين من بعدي..».
وفي الحديث: «تلزم جماعة المسلمين وإمامهم».
وفي الحديث: «من يعش منكم فسيرى اختلافا كثيرا»، وفي رواية: «ستكون أمور تنكرونها»،
وقال الشوكاني: «فالسنة هي الطريقة فكأنه قال: الزموا طريقتي وطريقة الخلفاء الراشدين، وقد كانت طريقتهم هي نفس طريقته، فإنهم أشد الناس حرصا عليها وعملا بها في كل شيء، وعلى كل حال كانوا يتوقون مخالفته في أصغر الأمور فضلا عن أكبرها، وكانوا إذا أعوزهم الدليل من كتاب الله وسنة رسوله ﷺ؛ عملوا بما يظهر لهم من الرأي بعد الفحص والبحث والتشاور والتدبر، وهذا الرأي عند عدم الدليل هو أيضا من سنته لما دل عليه حديث معاذ لما قال له رسول الله ﷺ: بم تقضي؟ قال: بكتاب الله، قال: فإن لم تجد قال: فبسنة رسول الله قال: فإن لم تجد قال: أجتهد رأيي قال: الحمد لله الذي وفق رسول رسوله أو كما قال..».
فإن ما عملوا فيه بالرأي هو من سنته، وقد حث على اتباعهم؛ تأكيدا لمن بعدهم لئلا يتوهم أحد أنهم مخالفون لهديه، وسنة الخلفاء الراشدين هي نفس السنة النبوية ولا تخرج عنها.
قال ابن حجر العسقلاني: والمحدثات بفتح الدال جمع محدثة والمراد بها ما أحدث، وليس له أصل في الشرع ويسمى في عرف الشرع: «بدعة» وما كان له أصل يدل عليه الشرع فليس ببدعة، فالبدعة في عرف الشرع مذمومة بخلاف اللغة فإن كل شيء أحدث على غير مثال يسمى بدعة سواء كان محمودا أو مذموما، وكذا القول في المحدثة وفي الأمر المحدث الذي ورد في حديث عائشة: «من أحدث في أمرنا هذا ما ليس منه فهو رد». وحديث العرباض في المعنى قريب من حديث عائشة المشار إليه وهو من جوامع الكلم. يدل على أن المحدث يسمى بدعة، والمراد بقوله: «كل بدعة ضلالة» ما أحدث ولا دليل له من الشرع بطريق خاص ولا عام. وقال ابن حجر أيضا: وقسم بعض العلماء البدعة إلى الأحكام الخمسة وهو واضح، وثبت عن ابن مسعود أنه قال: «قد أصبحتم على الفطرة وإنكم ستحدثون ويحدث لكم فإذا رأيتم محدثة فعليكم بالهدي الأول». قال الشافعي: «البدعة بدعتان: محمودة ومذمومة، فما وافق السنة فهو محمود وما خالفها فهو مذموم». وقال الشافعي أيضا: «المحدثات ضربان: ما أحدث يخالف كتابا أو سنة أو أثرا أو إجماعا فهذه بدعة الضلال، وما أحدث من الخير لا يخالف شيئا من ذلك فهذه محدثة غير مذمومة». فمما حدث تدوين الحديث ثم تفسير القرآن ثم تدوين المسائل الفقهية المولدة عن الرأي المحض ثم تدوين ما يتعلق بأعمال القلوب. ومما حدث الخوض في المتشابهات والأغاليط في مسائل العقيدة، وقد اشتد إنكار السلف على ذلك، قال ابن حجر العسقلاني: «وثبت عن مالك: أنه لم يكن في عهد النبي ﷺ وأبي بكر وعمر شيء من الأهواء -يعني بدع الخوارج والروافض والقدرية-»، وقال أيضا: «واشتد إنكار السلف لذلك كأبي حنيفة وأبي يوسف والشافعي، وكلامهم في ذم أهل الكلام مشهور، وسببه أنهم تكلموا فيما سكت عنه النبي ﷺ وأصحابه». وقسم العز بن عبد السلام البدعة خمسة أقسام: واجبة ومحرمة ومندوبة ومباحة ومكروهة.
والبدعة التي توصف بكونها ضلالة عند علماء أهل السنة والجماعة هي التي تكون في الدين باستحداث ما ليس منه مثل: ابتداع الخوارج القول بتكفير أهل المعاصي، ومثل: ابتداع المجسمة فتنة التجسيم وغيرها من البدع الموعود مبتدعها بالنار وإن لم يخرج ببدعته عن الملة إذ المقصود العقوبة على البدعة. أما ما كان له أصل من الدين أو ما هو من السنة الحسنة؛ فلا يكون من البدع المنهي عنها فقد ورد في الحديث: «من سن في الإسلام سنة حسنة فعمل بها بعده كتب له مثل أجر من عمل بها ولا ينقص من أجورهم شيء ومن سن في الإسلام سنة سيئة فعمل بها بعده كتب عليه مثل وزر من عمل بها ولا ينقص من أوزارهم شيء». وفي رواية أخرى لمسلم بلفظ: و«من دعا إلى الهدى..» و«من دعا إلى الضلالة..». قال النووي: هذان الحديثان صريحان في الحث على استحباب سن الأمور الحسنة، وتحريم سن الأمور السيئة. وقال النووي: «قوله ﷺ: «فعمل بها بعده» معناه: إن سنها سواء كان العمل في حياته أو بعد موته. والله أعلم».

### اتباع سنة الخلفاء الراشدين

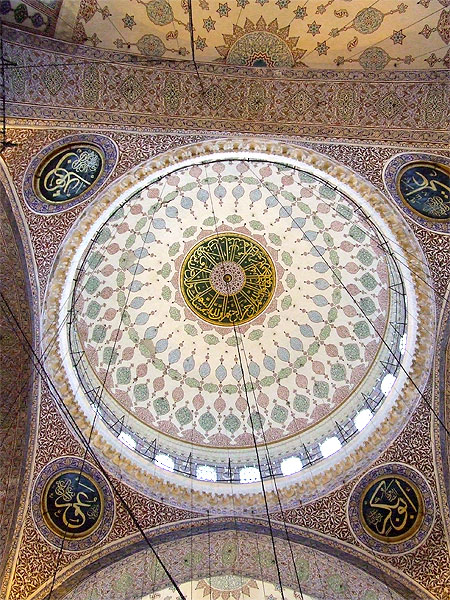
أسماء الخلفاء الأربع مكتوبة على سقف يني جامع في إسطنبول.

الخلفاء الراشدون بالمعنى العام هم أئمة المسلمين في الدين أهل الهدى والرشاد، أو من كان منهم خليفة للمسلمين وهم عند أهل السنة والجماعة الخلفاء الأربعة اتفاقا، ونص كثير من الأئمة على أن عمر بن عبد العزيز خامس الخلفاء الراشدين،
لأنهم جمعوا بين إمامة الدين والدنيا، وكانت لهم ولاية قائمة على منهاج النبوة، وأهل السنة والجماعة متفقون وجوب اتباع سنة الخلفاء، وأنها من السنة التي أمر الشرع باتباعها وأنهم كانوا مجتمعين على الهدى، ويستدلون على ذلك بأدلة منها حديث: «عليكم بسنتي وسنة الخلفاء الراشدين المهديين من بعدي» ومعناه إلزموا طريقتي أي: التي كان عليها هو وأصحابه من العلم والعمل والاعتقاد والهدى، والزموا طريقة الخلفاء الراشدين المشهود لهم بالهدى والرشاد، وهم المقتفون لأثره المتبعون لسنتة المهتدون بهديه، وذلك أنه لما كان رسولا للعالمين وخاتما للأنبياء والمرسلين كان الأئمة في الدين هم المستخلفون من بعده الحاملون لشريعته المبلغون عنه لرسالته الداعون بدعوته الهادون بهديه الآمرون بالمعروف الناهون عن المنكر الوارثون لعلم النبوة من بعده في أخذ العلم عنهم، وفي الحديث: «كان بنو إسرائيل تسوسهم الأنبياء، كلما مات نبي قام بعده نبي، وإنه لا نبي بعدي، وستكون خلفاء فيكثرون».
والمقصود بـالخلفاء في هذا الحديث الأئمة المجتهدون الفقهاء في الدين، الذين اختصوا بعلم الكتاب والسنة رواية ودراية، وهم الخلفاء الأربعة الأوائل أبو بكر الصديق وعمر بن الخطاب وعثمان بن عفان وعلي بن أبي طالب، ويتضمن الأمر باتباع سنة الخلفاء اتباع أئمة الفقهاء في الدين علماء الشريعة من الصحابة ومن تبعهم بإحسان، فإنهم ورثة علم النبوة.
«عن يحيى بن أبي المطاع قال سمعت العرباض بن سارية يقول: قام فينا رسول الله ﷺ ذات يوم فوعظنا موعظة بليغة وجلت منها القلوب وذرفت منها العيون، فقيل يا رسول الله وعظتنا موعظة مودع فاعهد إلينا بعهد فقال: «عليكم بتقوى الله والسمع والطاعة وإن عبدا حبشيا، وسترون من بعدي اختلافا شديدا فعليكم بسنتي وسنة الخلفاء الراشدين المهديين عضوا عليها بالنواجذ، وإياكم والأمور المحدثات فإن كل بدعة ضلالة.»» في الحديث: الأمر بالسمع والطاعة لولاة الأمور وإن كان المولى عليهم عبد حبشي مبالغة في وجوب لزوم الطاعة، وعدم جواز الخروج على ولاة الأمر ما لم يأمروكم بكفر بواح عندكم فيه من الله برهان. وقوله: «وسترون من بعدي اختلافا..» بمنزلة التعليل للوصية بذلك أي: والسمع والطاعة مما يدفع الخلاف الشديد فهو خير وعند ذلك: «عليكم بسنتي وسنة الخلفاء الراشدين المهديين من بعدي» قيل هم الخلفاء الأربعة، وقيل: هم أهل العلم بالكتاب والسنة ومما يدل عليه حديث: «وعن إبراهيم بن عبد الرحمن العذري قال: قال رسول الله ﷺ: «يحمل هذا العلم من كل خلف عدوله، ينفون عنه تحريف الغالين، وانتحال المبطلين، وتأويل الجاهلين»». رواه البيهقي. قال السندي: قوله: «وسنة الخلفاء إلخ» قيل: هم الأربعة رضي الله عنهم وقيل: بل هم ومن سار سيرتهم من أئمة الإسلام المجتهدين في الأحكام فإنهم خلفاء الرسول عليه الصلاة والسلام في إعلاء الحق وإحياء الدين وإرشاد الخلق إلى الصراط المستقيم. وقوله: «عضوا عليها بالنواجذ»: بالذال المعجمة وهي الأضراس قيل: أراد به الجد في لزوم السنة كفعل من أمسك الشيء بين أضراسه وعض عليه منعا من أن ينتزع أو الصبر على ما يصيب من التعب في ذات الله كما يفعل المتألم بالوجع يصيبه قوله: «والأمور المحدثات» قيل: أريد بها ما ليس له أصل في الدين، قال السندي: «وأما الأمور الموافقة لأصول الدين فغير داخلة فيها، وإن أحدثت بعده ﷺ قلت: هو الموافق لقوله: «وسنة الخلفاء» فليتأمل».
والراشدون جمع راشد وهو الذي عرف الحق وعمل به،
وإنما وصف الخلفاء بالراشدين لأنهم عرفوا الحق وقضوا به، والرشاد ضد الغواية، والغاوي من عرف الحق وعمل بخلافه. وفي رواية: «المهديين» يعني: أن الله يهديهم للحق ولا يضلهم عنه فالأقسام ثلاثة: راشد وغاو وضال فالراشد عرف الحق واتبعه والغاوي: عرفه ولم يتبعه، والضال: لم يعرفه بالكلية، فكل راشد فهو مهتد، وكل مهتد هداية تامة فهو راشد، لأن الهداية إنما تتم بمعرفة الحق والعمل به أيضا.
«عن عبد الرحمن بن عمرو السلمي أنه سمع العرباض بن سارية يقول وعظنا رسول الله ﷺ موعظة ذرفت منها العيون ووجلت منها القلوب فقلنا يا رسول الله إن هذه لموعظة مودع فماذا تعهد إلينا قال: «قد تركتكم على البيضاء ليلها كنهارها لا يزيغ عنها بعدي إلا هالك من يعش منكم فسيرى اختلافا كثيرا فعليكم بما عرفتم من سنتي وسنة الخلفاء الراشدين المهديين عضوا عليها بالنواجذ وعليكم بالطاعة وإن عبدا حبشيا فإنما المؤمن كالجمل الأنف حيثما قيد انقاد»».
قال السندي: قوله: «على البيضاء» أي: الملة والحجة الواضحة التي لا تقبل الشبه أصلا فصار حال إيراد الشبه عليها كحال كشف الشبه عنها ودفعها وإليه الإشارة بقوله: «ليلها كنهارها» قوله: «فإنما المؤمن» أي: شأن المؤمن ترك التكبر والتزام التواضع فيكون كالجمل الأنف ككنف أي بلا مد وكصاحب أي: بالمد والأول أصح وأفصح أي: الذي جعل الزمام في أنفه فيجره من يشاء من صغير وكبير إلى حيث يشاء حيثما قيد أي سيق والله أعلم.
وفيه إخبار صحابته بما سيكون من بعده من الاختلاف الكثير أي: بعد انتشار الإسلام واندماج ثقافات الشعوب المختلفة ووقوع ظواهر جديدة وإشكالات، فبين لهم أن من أدرك زمن هذا الاختلاف فعليه بالرجوع إلى ما علموه من سنته وسنة خلفائه من بعده فالسنة المأمور باتباعها عند أئمة السنة من السلف المتقدمين هي علم الدين بعمومة عن أئمة الصحابة وعلمائهم، «وسنة الخلفاء..» داخلة في عموم معنى السنة، وإنما خصهم بالسنة المضافة إليهم لأن لهم سنة متبعة، ويجب اتباعها والرجوع إليها عند الاختلاف، وسنن الخلفاء التي اجتمع الناس عليها مثل جمع القرآن، وجمع الناس على إمام واحد في صلاة التراويح ووضع الدواوين وغير ذلك،
روى أبو نعيم من حديث عرزب الكندي: "أن رسول الله صلى الله عليه وسلم قال: «إنه سيحدث بعدي أشياء فأحبها إلي أن تلزموا ما أحدث عمر»".
وقال مالك: قال عمر بن عبد العزيز: «سن رسول الله صلى الله عليه وسلم وولاة الأمر من بعده سننا، الأخذ بها اعتصام بكتاب الله وقوة على دين الله، وليس لأحد تبديلها ولا تغييرها ولا النظر في أمر خالفها، من اهتدى بها فهو مهتد، ومن استنصر بها فهو منصور، ومن تركها واتبع غير سبيل المؤمنين ولاه الله ما تولى وأصلاه جهنم وساءت مصيرا».
وقال خلف بن خليفة: شهدت عمر بن عبد العزيز يخطب الناس وهو خليفة فقال في خطبته: «ألا إن ما سن رسول الله صلى الله عليه وسلم وصاحباه فهو وظيفة دين، نأخذ به وننتهي إليه».
وسنة الخلفاء التي وقع الاجتماع عليها تشمل الأحكام الصادرة عنهم في مستجدات ليس فيها نص شرعي يدل عليها بخصوصها، كقضاء عمر الذي جمع عليه الصحابة في العول وفي مسألتي الغراوين ومثل ما جمع عليه الناس في الطلاق الثلاث، وفي تحريم متعة النساء، وغير ذلك.
وكل ما قضى به أئمة الصحابة أو خلفائهم وحصل الاجتماع عليه فهو عند أهل السنة والجماعة حجة معتبرة وإجماعهم إجماع، أما ما لم يجتمعوا عليه من فروع الأحكام فلا تكون حجة بل هي مذاهب فقهية.
قال وكيع: «إذا اجتمع عمر وعلي على شيء فهو الأمر».
عن ابن مسعود أنه كان يحلف بالله: إن الصراط المستقيم هو الذي ثبت عليه عمر حتى دخل الجنة.
وكان علي يتبع أحكامه وقضاياه، ويقول: «إن عمر كان رشيد الأمر».
وروى أشعث عن الشعبي قال: «إذا اختلف الناس في شيء فانظر كيف قضى فيه عمر فإنه لم يكن يقضي عمر في أمر لم يقض فيه قبله حتى يشاور».
وقال مجاهد: «إذا اختلف الناس في شيء فانظروا ما صنع عمر فخذوا به».
وقال أيوب عن الشعبي: «انظروا ما اجتمعت عليه أمة محمد، فإن الله لم يكن ليجمعها على ضلالة، فإذا اختلفت فانظروا ما صنع عمر ابن الخطاب فخذوا به».
وسئل عكرمة عن أم الولد فقال: تعتق بموت سيدها، فقيل له: بأي شيء تقول؟ قال: بالقرآن قال: بأي القرآن؟ قال: ﴿أَطِيعُوا اللَّهَ وَأَطِيعُوا الرَّسُولَ وَأُولِي الْأَمْرِ مِنْكُمْ﴾ [النساء:59]، وعمر من أولي الأمر.

## مفهوم لفظ الجماعة

### تعريف
الجَماعة في اللغة المجتمعون على الشيء، وجمع الشيء عن تفرقة، وأصل الكلمة لإفادة معنى الاجتماع في مقابل الافتراق، وقد جاء في نصوص القرآن والحديث استعمال كلمة الجَماعة ضد الفُرقة والاجتماع ضد الافتراق، فلا تقتصر كلمة الجماعة على فرقة في مقابل أخرى، فالمسلمون كلهم كالجسد الواحد، ربهم واحد ونبيهم واحد ودينهم واحد، والمسلمون جميعا أمة واحدة وجماعة واحدة تجمعهم كلمة الإسلام، واجتماع أهل الإسلام جماعة واحدة وعدم تفرقهم هو المطلوب في الشرع الإسلامي،
وقد أمر الله جميع المسلمين أن يكونوا جماعة واحدة مجتمعين غير متفرقين،
فقال تعالى: ﴿وَاعْتَصِمُوا بِحَبْلِ اللَّهِ جميعاً ولا تفرقوا... الآية﴾ [آل عمران:103]، قال ابن عباس: معناه تمسكوا بدين الله، وقال ابن مسعود: هو الجماعة، وقال: «عليكم بالجماعة فإنها حبل الله الذي أمر الله به، وإن ما تكرهون في الجماعة والطاعة خير مما تحبون في الفرقة». وقال مجاهد وعطاء: بعهد الله، وقال قتادة والسدي: هو القرآن، وقال مقاتل بن حيان: بحبل الله: أي بأمر الله وطاعته. وقال العيني: الكتاب والسنة. ﴿ولا تفرقوا﴾ قال البغوي: أي: لا تتفرقوا كما تفرق اليهود والنصارى.
وقال تعالى: ﴿وَأَطِيعُوا اللَّهَ وَرَسُولَهُ وَلَا تَنَازَعُوا فَتَفْشَلُوا وَتَذْهَبَ رِيحُكُمْ وَاصْبِرُوا إِنَّ اللَّهَ مَعَ الصَّابِرِينَ﴾.
فالتنازع يؤدي إلى الخذلان وذهاب القوة، والفُرقة المنهي عنها في الشرع الإسلامي هي التي تكون مضادة للجماعة بمخالفة جماعة أهل الإسلام فيما اجتمعوا عليه التي تُصيِّر الأمة شيعا وأحزابا متفرقين وجماعات متعددة، وهو غير الخلاف المعتبر في مسائل الفروع، فلا يدخل في معنى التفرق في الدين، فاجتهاد الخلفاء الراشدين وأئمة الصحابة ومن تبعهم من أهل الاجتهاد المعتبر لا يدخل في هذا بالإجماع، فهو لا يؤدي إلى التنازع وتفريق الدين بل هو الذي رحمة ولا يفسد للودِّ قضية.

### تفسير معنى الجماعة
الجماعة من حيث هي بالمعنى الشرعي تشير عموما إلى جماعة المسلمين، لكن الجماعة التي يحرم في الشرع مفارقتها هي جماعة الأئمة والأمراء، والجماعة من حيث أنها تفيد معنى الاجتماع تدل على المجتمعين على أمر خالفهم فيه غيرهم، وقد جاء عن أئمة أهل السنة والجماعة تفسيرات لمعنى الجماعة المذكورة في الأحاديث المأثورة في أقول منقولة عن أئمتهم من متقدمي السلف، وهي تفسيرات لتحديد الجماعة لاعتبارات مخصوصة في الجماعة وصفات المجتمعين وفيما اجتمعوا عليه، وقد جمع ابن جرير الطبري (ت 318 هـ) أقوال الأئمة ونقلها عنه العلماء من بعده، ويرجع الفرق بين هذه الأقوال إلى اختلاف صفات الاجتماع بحسب ما يراد منه في معنى المخالفة، وهذه الأقوال نقلها عنه الشاطبي في كتاب: الاعتصام وذكرها في خمسة أقول باختصار هي: «السواد الأعظم، الأئمة المجتهدون، الصحابة، أهل الإسلام إذا اجتمعوا على أمر، جماعة المسلمين إذا اجتمعوا على أمير».
القول الأول: أن الجماعة هي السواد الأعظم من أهل الإسلام، فما كانوا عليه من أمر دينهم فهو الحق، ومن خالفهم مات ميتة جاهلية، سواء خالفهم في شيء من الشريعة أو في إمامهم وسلطانهم، فهو مخالف للحق، وهم الذين إذا اجتمعوا على الرضى بتقديم أمير كان المفارق لهم ميتا ميتة جاهلية، وهم معظم الناس وكافتهم من أهل العلم والدين وغيرهم، المجتمعون على ما كان عليه أهل الهدي الأول، فيدخل في الجماعة مجتهدو الأمة وعلماؤها وأهل الشريعة العاملون بها، ومن سواهم داخلون في حكمهم، لأنهم تابعون لهم ومقتدون بهم، فما كانوا عليه من أمر دينهم فهو الحق، وممن قال بهذا أبو مسعود الأنصاري وابن مسعود، وهذه هي الجماعة التي وصفها أبو مسعود الأنصاري فيما روى الطبري أنه لما قتل الخليفة عثمان بن عفان سئل أبو مسعود الأنصاري عن الفتنة فأوصى بالجماعة وقال: إن الأمة لا تجتمع على ضلال، ووصف الفرقة بأنها هي الضلال، فكل من خرج عن جماعتهم فهم الذين شذوا، ويدخل في هؤلاء جميع أهل البدع لأنهم مخالفون لمن تقدم من الأمة، لم يدخلوا في سوادهم بحال، سواء كان المخالف لهم في أمر من الدين أو خالفهم في أميرهم.
أحدها: أنها السواد الأعظم من أهل الإسلام، فما كانوا عليه من أمر دينهم فهو الحق، ومن خالفهم مات ميتة جاهلية، سواء خالفهم في شيء من الشريعة أو في إمامهم وسلطانهم، فهو مخالف للحق، وممن قال بهذا أبو مسعود الأنصاري وابن مسعود، فروى أنه لما قتل عثمان سئل أبو مسعود الأنصاري عن الفتنة فقال: «عليك بالجماعة فإن الله لم يكن ليجمع أمة محمد ﷺ على ضلالة، واصبر حتى تستريح أو يستراح من فاجر»، وقال: «إياك والفرقة فإن الفرقة هي الضلالة»، وقال ابن مسعود: «عليكم بالسمع والطاعة فإنها حبل الله الذي أمر به»، ثم قبض يده وقال: «إن الذي تكرهون في الجماعة خير من الذين تحبون في الفرقة»، وعن الحسين قيل له: أبو بكر خليفة رسول الله صلى الله عليه وسلم؟ فقال: «أي والذي لا إله إلا هو، ما كان الله ليجمع أمة محمد على ضلالة». فعلى هذا القول يدخل في الجماعة مجتهدو الأمة وعلماؤها وأهل الشريعة العاملون بها، ومن سواهم داخلون في حكمهم، لأنهم تابعون لهم ومقتدون بهم، فكل من خرج عن جماعتهم فهم الذين شذوا وهم نهبة الشيطان ويدخل في هؤلاء جميع أهل البدع لأنهم مخالفون لمن تقدم من الأمة، لم يدخلوا في سوادهم بحال.
الثاني: أن الجماعة هي جماعة أئمة العلماء المجتهدين، فمن خرج مما عليه علماء الأمة مات ميتة جاهلية، وممن قال بهذا عبد الله بن المبارك، وإسحاق بن راهويه، وجماعة من السلف وهو رأي الأصوليين، فالأئمة المجتهدون مرجع الأمة.
الثالث: أن الجماعة هي الصحابة على الخصوص، لأن جماعتهم هي الأصل فإنهم مجتمعون على الهدى، ولا يتحقق الاجتماع على الهدى إلا باتباعهم فيما اجتمعوا عليه من الحق، وممن قال بهذا القول عمر بن عبد العزيز.
والثالث: أن الجماعة هي الصحابة على الخصوص، فإنهم الذين أقاموا عماد الدين وأرسوا أوتاده، وهم الذين لا يجتمعون على ضلالة أصلا، وقد يمكن فيمن سواهم ذلك، وممن قال بهذا القول عمر بن عبد العزيز، فروى ابن وهب عن مالك قال: كان عمر بن عبد العزيز يقول: «سن رسول الله ﷺ وولاة الأمر من بعده سننا، الأخذ بها تصديق لكتاب الله، واستكمال لطاعة الله، وقوة على دين الله، ليس لأحد تبديلها ولا تغييرها، ولا النظر فيها، من اهتدى بها مهتد، ومن استنصر بها منصور، ومن خافها اتبع غير سبيل المؤمنين، وولاه الله ما تولى، وأصلاه جهنم وساءت مصيرا»، فقال مالك: فأعجبني عزم عمر على ذلك. وعلى هذا القول فلفظ الجماعة مطابق للرواية الأخرى في قوله عليه الصلاة والسلام: «ما أنا عليه وأصحابي» فكأنه راجع إلى ما قالوه وما سنوه، وما اجتهدوا فيه حجة على الإطلاق، وبشهادة رسول الله ﷺ لهم بذلك خصوصا في قوله: «فعليكم بسنتي وسنة الخلفاء الراشدين» وأشباهه، أو لأنهم المتقلدون لكلام النبوة، المهتدون للشريعة، الذين فهموا أمر دين الله بالتلقي من نبيه مشافهة، على علم وبصيرة بمواطن التشريع وقرائن الأحوال، بخلاف غيرهم فإذاً كل ما سنوه فهو سنة من غير نظير فيه، بخلاف غيرهم، فإن فيه لأهل الاجتهاد مجالا للنظر ردا وقبولا، فأهل البدع إذاً غير داخلين في الجماعة قطعا على هذا القول.
والرابع: أن الجماعة هي جماعة أهل الإسلام، إذا أجمعوا على أمر فواجب على غيرهم من أهل الملل اتباعهم، وهم الذين ضمن الله لنبيه عليه الصلاة والسلام أن لا يجمعهم على ضلالة، فإن وقع بينهم اختلاف فواجب تعرف الصواب فيما اختلفوا فيه، قال الشافعي: «الجماعة لا تكون فيها غفلة عن معنى كتاب الله، ولا سنة ولا قياس، وإنما تكون الغفلة في الفرقة». وكأن هذا القول يرجع إلى الثاني وهو يقتضي أيضا ما يقتضيه، أو يرجع إلى القول الأول وهو الأظهر.
والخامس: ما اختاره الطبري الإمام من أن الجماعة جماعة المسلمين إذا اجتمعوا على أمير، فأمر عليه الصلاة والسلام بلزومه ونهى عن فراق الأمة فيما اجتمعوا عليه من تقديمه عليهم، لأن فراقهم لا يعدو إحدى حالتين، إما للنكير عليهم في طاعة أميرهم والطعن عليه في سيرته المرضية لغير موجب، بل بالتأويل في إحداث بدعة في الدين، كالحرورية التي أمرت الأمة بقتالها وسماها النبي ﷺ مارقة من الدين، وإما لطلب إمارة من انعقاد البيعة لأمير الجماعة، فإنه نكث عهد ونقض عهد بعد وجوبه. وقد قال ﷺ: «من جاء إلى أمتي ليفرق جماعتهم فاضربوا عنقه كائنا من كان». قال الطبري: فهذا معنى الأمر بلزوم الجماعة، قال: وأما الجماعة التي إذا اجتمعت على الرضى بتقديم أمير كان المفارق لها ميتا ميتة جاهلية، فهي الجماعة التي وصفها أبو مسعود الأنصاري، وهم معظم الناس وكافتهم من أهل العلم والدين وغيرهم، وهم السواد الأعظم. قال: وقد بين ذلك عمر بن الخطاب ، فروي عن عمر بن ميمون الأودي قال: قال عمر حين طعن لصهيب: «صل بالناس ثلاثا وليدخل علي عثمان وعلي وطلحة والزبير وسعد وعبد الرحمن، وليدخل ابن عمر في جانب البيت وليس له من الأمر شيء، فقم يا صهيب على رؤوسهم بالسيف فإن بايع خمسة ونكص واحد فاجلد رأسه بالسيف، وإن بايع أربعة ونكص رجلان فاجلد رأسيهما حتى يستوثقوا على رجل»، قال: فالجماعة التي أمر رسول الله ﷺ بلزومها وسمى المنفرد عنها مفارقا لها نظير الجماعة التي أوجب عمر الخلافة لمن اجتمعت عليه، وأمر صهيبا بضرب رأس المنفرد عنهم بالسيف، فهم في معنى كثرة العدد المجتمع على بيعته وقلة العدد المنفرد عنهم، قال: وأما الخبر الذي ذكر فيه أن لا تجتمع الأمة على ضلالة فمعناه: أن لا يجمعهم على إضلال الحق فيما نابهم من أمر دينهم حتى يضل جميعهم عن العلم ويخطئوه، وذلك لا يكون في الأمة. هذا تمام كلامه وهو منقول بالمعنى وتحر في أكثر اللفظ. وحاصله: أن الجماعة راجعة إلى الاجتماع على الإمام الموافق للكتاب والسنة وذلك ظاهر في أن الاجتماع على غير سنة خارج عن معنى الجماعة المذكور في الأحاديث المذكورة، كالخوارج ومن جرى مجراهم.

### الأئمة المجتهدون
كان الصحابة يختارون الخليفة على أساس أن يكون إماما مجتهدا من أفقههم في الدين وأعلمهم بالشريعة يأتم به الناس وتجتمع عليه الأمة، وكان خلفاؤهم يختارون الولاة على أساس أن يكونوا من أئمة الدين وعلماء الشريعة، وذلك أن معنى الجماعة عندهم لا يتحقق إلا باجتماع الأئمة المجتهدين من أهل العلم، وجاء عن أئمة أهل السنة من متقدمي السلف تفسيرات لمعنى الجماعة التي دلت الأحاديث عليها، وقد ذكر ابن جرير الطبري أقوالهم في تفسير الجماعة، ونقلها عنه علماء أهل السنة والجماعة ومنهم الشاطبي فقال: «والثاني: أنها جماعة أئمة العلماء المجتهدين، فمن خرج مما عليه علماء الأمة مات ميتة جاهلية، لأن جماعة الله العلماء، جعلهم الله حجة على العالمين، وهم المعنيون بقوله عليه الصلاة والسلام: «إن الله لن يجمع أمتي على ضلالة»، وذلك أن العامة عنها تأخذ دينها، وإليها تفزع من النوازل، وهي تبع لها. فمعنى قوله: لن تجتمع أمتي لن يجتمع علماء أمتي على ضلالة، وممن قال بهذا عبد الله بن المبارك، وإسحاق بن راهويه، وجماعة من السلف وهو رأي الأصوليين، فقيل لـ عبد الله بن المبارك: من الجماعة الذين ينبغي أن يقتدى بهم؟ قال: أبو بكر وعمر -فلم يزل يحسب حتى انتهى إلى محمد بن ثابت والحسين ابن واقد- فقيل: هؤلاء ماتوا: فمِن الأحياء؟ قال: أبو حمزة السكري، وعن المسيب بن رافع قال: كانوا إذا جاءهم شيء من القضاء ليس في كتاب الله ولا سنة رسول الله سموه ‹صوافي الأمراء› فجمعوا له أهل العلم، فما أجمع رأيهم عليه فهو الحق، وعن إسحاق بن راهويه نحو مما قال ابن المبارك. فعلى هذا القول لا مدخل في السؤال لمن ليس بعالم مجتهد، لأنه داخل في أهل التقليد، فمن عمل منهم بما يخالفهم فهو صاحب الميتة الجاهلية».
وقد اتفق الجميع على اعتبار أهل العلم والاجتهاد، وأن الاعتبار في الجماعة المفسرة بالسواد الأعظم إنما هو بالسواد الأعظم من العلماء المعتبر اجتهادهم فمن شذ عنهم فمات فميتته جاهلية، وأما جماعة العوام فإنهم تبع لأئمتهم؛ لأنهم غير عارفين بالشريعة فلا بد من رجوعهم في دينهم إلى العلماء، فإنهم لو اجتمعوا على مخالفة العلماء لكانوا هم السواد الأعظم لقلة العلماء وكثرة الجهال، لكن العبرة ليست بالكثرة، فلا يكون اجتماع العوام حجة ولا مرجعا في الدين وإن كانوا هم الأكثر عددا، فإنهم قد يجتمعون على ضلال، فلا يقول أحد: إن اتباع جماعة العوام هو المطلوب وإن العلماء هم المفارقون للجماعة والمذمومون في الحديث، بل الأمر بالعكس وأن العلماء هم السواد الأعظم وإن قلوا والعوام هو المفارقون للجماعة إن خالفوا فإن وافقوا فهو الواجب عليهم، فلا يمكن أن يقال أن العوام هم الجماعة المأمور باتباعها، وإن خلا الزمان عن مجتهد فلا يمكن اتباع العوام لأمثالهم،
بل يتنزل النقل عن المجتهدين منزلة وجود المجتهدين فالذي يلزم العوام مع وجود المجتهدين هو الذي يلزم أهل الزمان المفروض الخالي عن المجتهد، فالأئمة المجتهدون في العصور المتقدمة فيما اجتمعوا عليه حجة على من بعدهم. وقد سئل ابن المبارك عن الجماعة الذين يقتدى بهم أجاب بأن قال: أبو بكر وعمر.. قال: فلم يزل يحسب حتى انتهى إلى محمد بن ثابت والحسين ابن واقد قيل: فهؤلاء ماتوا، فمن الأحياء؟ قال: أبو حمزة السكري، وهو محمد بن ميمون المروزي.
قال الشاطبي: فاتباع نظر من لا نظر له واجتهاد من لا اجتهاد له محض ضلالة ورمي في عماية وهو مقتضى الحديث الصحيح: «إن الله لا يقبض العلم انتزاعا..» الحديث.
روى أبو نعيم عن محمد بن القاسم الطوسي قال: سمعت إسحاق بن راهوية وذكر في حديث رفعه إلى النبي صلى الله عليه وسلم قال: «إن الله لم يكن ليجمع أمة محمد على ضلالة فإذا رأيتم الاختلاف فعليكم بالسواد الأعظم» فقال رجل يا أبا يعقوب من السواد الأعظم؟ فقال محمد بن أسلم وأصحابه ومن تبعهم ثم قال: سأل رجل ابن المبارك: من السواد الأعظم؟ قال: أبو حمزة السكري ثم قال إسحاق: في ذلك الزمان (يعني أبا حمزة) وفي زماننا محمد بن أسلم ومن تبعه ثم قال إسحاق: لو سألت الجهال عن السواد الأعظم لقالوا: جماعة الناس ولا يعلمون أن الجماعة عالم متمسك بأثر النبي صلى الله عليه وسلم وطريقه فمن كان معه وتبعه فهو الجماعة.
وقد جاء عن البخاري وغيره تفسير الجماعة بأنها: جماعة أهل العلم، وهم الأئمة المجتهدون وسائر علماء الشريعة التابعون لهم بإحسان،
وقال بدر الدين العيني في بيان المراد بـ«الجماعة» في المذكورة في الحديث: «الجماعة التي أمر الشارع بلزومها هي جماعة العلماء؛ لأن الله عزّ وجل جعلهم حجة على خلقه، وإليهم تفزع العامة في دينها، وهم تبع لها، وهم المعنيون بقوله: «إن الله لن يجمع أمتي على ضلالة»».
ثبت في الحديث الصحيح إخبار الصحابة بأن من يعش منهم فسيدرك زمنا يكون فيه الاختلاف الكثير وأمورا ينكرونها، فأوصاهم بأن من أدرك شيئا من ذلك فعليه بالهدي الأول أي طريقته التي كان عليها هو وأصحابه وطريقة الخلفاء الراشدين من بعده، وهذا هو الاجتماع على الحق والهدى في أمور الدين الذي كان عليه أئمة الصحابة ومن تبعهم بإحسان، وهي مبنية على الاتفاق في أصول الدين، وأما الاختلاف في فروع الأحكام فقد حصل في زمن الصحابة ومن بعدهم من الأئمة المجتهدين في حوادث الأمور التي ليس في الشرع نص يدل عليها بخصوصها، وفق شروط ذكرها العلماء في علم أصول الفقه، وقد كان هذا الاجتهاد المخصوص بالأئمة المجتهدين في غالب الأحيان ينتهي بالإجماع، وإجماع الأئمة المجتهدين من الصحابة فمن بعدهم حجة على أهل ذلك العصر فمن بعدهم، وقد انتقلت مذاهب فقهاء الصحابة إلى فقهاء التابعين فمن بعدهم من أئمة المذاهب الفقهية، واشتهر منها عند أهل السنة والجماعة مذاهب فقهاء أهل الرأي وفقهاء أهل الحديث، فأخذوا مذاهب الصحابة فمن تبعهم من الأئمة واجتهدوا في المسائل التي بقيت محل اختلاف فانتهوا في كثير منها إلى الإجماع، وهذه المذاهب نقلها أئمتهم واجتهد أصحاب كل مذهب في المسائل التي لم يرد فيها نص عن إمام مذهبه ووقع الاختلاف في فروع من كل مذهب، ثم جاء أهل الترجيح من أصحاب كل مذهب فرجحوا قولا واحدا من الأقوال التي وقع فيها الخلاف، والمذاهب الفقهية المعتبرة عند أهل السنة والجماعة التي استقر عليها العمل عندهم في عصر المتأخرين هي المذاهب الأربعة، ويكون العمل بمذهب واحد منها في التعليم والإفتاء والقضاء عند علماء كل مذهب بما ترجح في مذهبه، وقد ذكر ابن خلدون أنه وقف التقليد في الأمصار عند هؤلاء الأربعة، وسد الناس باب الخلاف وطرقه لما كثر تشعب الاصطلاحات في العلوم ولما عاق عن الوصول إلى رتبة الاجتهاد، ولما خشي من إسناد ذلك إلى غير أهله ومن لا يوثق برأيه ولا بدينه، فصرحوا بالعجز والإعواز. وعمل كل مقلد بمذهب من قلده منهم بعد تصحيح الأصول واتصال سندها بالرواية، لا مجرد النقل من الكتب. وقال ابن خلدون: «ومدعي الاجتهاد لهذا العهد مردود على عقبه مهجور تقليده. وقد صار أهل الإسلام اليوم على تقليد هؤلاء الأئمة الأربعة».

### لزوم جماعة المسلمين
لزوم جماعة المسلمين جماعة المسلمين مطلوب في سائر الأحوال، إلا أنه اختص على وجه التأكيد في حال الافتراق، ولزوم الجماعة يكون فيه معنى الاتباع والاقتداء بالأئمة في الدين والسمع والطاعة لولاة الأمر، وقد جاء في الحديث الأمر بلزوم جماعة المسلمين فيما اجتمعوا عليه من الحق عموما، ورجح ابن جرير الطبري أن المراد: لزوم جماعة المسلمين إذا اجتمعوا على أمير، قال: «فأمر عليه الصلاة والسلام بلزومه ونهى عن فراق الأمة فيما اجتمعوا عليه من تقديمه عليهم»، قال ابن حجر العسقلاني: قال الطبري: اختلف في هذا الأمر وفي الجماعة، فقال قوم: هو للوجوب والجماعة السواد الأعظم، ثم ساق عن محمد بن سيرين عن أبي مسعود أنه وصى من سأله لما قتل عثمان: «عليك بالجماعة فإن الله لم يكن ليجمع أمة محمد صلى الله عليه وسلم على ضلالة». وقال قوم: المراد بالجماعة الصحابة دون من بعدهم، وقال قوم: المراد بهم أهل العلم لأن الله جعلهم حجة على الخلق والناس تبع لهم في أمر الدين. قال الطبري: والصواب أن المراد من الخبر لزوم الجماعة الذين في طاعة من اجتمعوا على تأميره، فمن نكث بيعته خرج عن الجماعة، قال: وفي الحديث أنه متى لم يكن للناس إمام فافترق الناس أحزابا فلا يتبع أحدا في الفرقة ويعتزل الجميع إن استطاع ذلك خشية من الوقوع في الشر، وعلى ذلك يتنزل ما جاء في سائر الأحاديث، وبه يجمع بين ما ظاهره الاختلاف منها، ويؤيده رواية عبد الرحمن بن قرط المتقدم ذكرها.
وفي الحديث أنه متى لم يكن للناس إمام فافترق الناس أحزابا فلا يتبع أحدا في الفرقة ويعتزل الجميع إن استطاع ذلك خشية من الوقوع في الشر، وهو ما يدل عليه: «عن حذيفة بن اليمان يقول كان الناس يسألون رسول الله ﷺ عن الخير وكنت أسأله عن الشر مخافة أن يدركني فقلت يا رسول الله إنا كنا في جاهلية وشر فجاءنا الله بهذا الخير فهل بعد هذا الخير من شر؟ قال: نعم، قلت: وهل بعد ذلك الشر من خير؟ قال: «نعم وفيه دخن»، قلت وما دخنه؟ قال: «قوم يهدون بغير هديي تعرف منهم وتنكر» قلت: فهل بعد ذلك الخير من شر قال: «نعم دعاة على أبواب جهنم من أجابهم إليها قذفوه فيها» قلت يا رسول الله صفهم لنا قال: «هم من جلدتنا ويتكلمون بألسنتنا» قلت: فما تأمرني إن أدركني ذلك قال «تلزم جماعة المسلمين وإمامهم» قلت فإن لم يكن لهم جماعة ولا إمام قال «فاعتزل تلك الفرق كلها ولو أن تعض بأصل شجرة حتى يدركك الموت وأنت على ذلك»». والخير سبيل هدى الإسلام وهو الطريقة التي كان عليها أئمة الصحابة والخلفاء الراشدون ومن تبعهم بإحسان في الهدى والعلم والعمل والاعتقاد، والمخالفون لهذه الطريقة هم الذين وصفهم بأنهم يهدون بغير هدي النبوة، وجاء عن أهل السنة والجماعة تفسير الدعاة على أبواب جهنم بأنهم الذين خرجوا في طلب الملك كالخوارج وغيرهم فإنهم ضلوا عن سبيل الهدى، فأوصاه بأن لا يتبع تلك الفرق المنشقة عن جماعة المسلمين، وأن يلزم الجماعة وإمامهم وهو الخليفة، فلزوم الجماعة راجع إلى الاجتماع على خليفة، فإن كان اجتماعهم موافقا لما اجتمع عليه أئمة الصحابة والخلفاء الراشدون فلزوم الجماعة معناه اتباعهم والاقتداء بهم والسمع والطاعة لأميرهم، وإن كان الخليفة عاصيا أو فاسقا أو من أصحاب الفرق المخالفة لما عليه أهل السنة والجماعة كما هو الحال في تغلب المعتزلة في زمن المأمون وأخويه من بعده فلا يتبعهم فيما استحدثوه من الأهواء، ورغم ذلك فإن أهل السنة حينها لم يخرجوا على الخليفة، والمراد بالدعاة على أبواب جهنم من قام في طلب الملك من الخوارج وغيرهم، وإلى ذلك الإشارة بقوله: «الزم جماعة المسلمين وإمامهم»، يعني ولو جار، ويوضح ذلك رواية أبي الأسود: «ولو ضرب ظهرك وأخذ مالك». ومعنى: «تلزم جماعة المسلمين وإمامهم» أي: ولي الأمر، زاد في رواية أبي الأسود: «تسمع وتطيع وإن ضرب ظهرك وأخذ مالك»، وكذا في رواية خالد بن سبيع عند الطبراني: «فإن رأيت خليفة فالزمه وإن ضرب ظهرك، فإن لم يكن خليفة فالهرب». وقوله: «ولو أن تعض بأصل شجرة..» هو كناية عن لزوم جماعة المسلمين وطاعة سلاطينهم ولو عصوا، وفي رواية عبد الرحمن بن قرط عن حذيفة عند ابن ماجه: «فلأن تموت وأنت عاض على جذل خير لك من أن تتبع أحدا منهم» أي: لا تتبع أحدا من أهل الأهواء الخارجين عن جماعة المسلمين وإمامهم. والجذل بكسر الجيم وسكون المعجمة بعدها لام عود ينصب لتحتك به الإبل. قال البيضاوي: المعنى إذا لم يكن في الأرض خليفة فعليك بالعزلة والصبر على تحمل شدة الزمان، وعض أصل الشجرة كناية عن مكابدة المشقة كقولهم فلان يعض الحجارة من شدة الألم، أو المراد اللزوم كقوله في الحديث الآخر: «عضوا عليها بالنواجذ». ويؤيد الأول قوله في الحديث الآخر: «فإن مت وأنت عاض على جذل خير لك من أن تتبع أحدا منهم». وقال ابن بطال: فيه حجة لجماعة الفقهاء في وجوب لزوم جماعة المسلمين وترك الخروج على أئمة الجور، لأنه وصف الطائفة الأخيرة بأنهم: «دعاة على أبواب جهنم» ولم يقل فيهم: تعرف وتنكر كما قال في الأولين، وهم لا يكونون كذلك إلا وهم على غير حق، وأمر مع ذلك بلزوم الجماعة.
تدل النصوص الشرعية على وجوب السمع والطاعة لولاة الأمر؛ لأن فيه اجتماع الكلمة وفي الحديث: «عن ابن عباس عن النبي ﷺ قال: "من كره من أميره شيئا فليصبر، فإنه من خرج من السلطان شبرا مات ميتة جاهلية"». وفي رواية: «فليصبر عليه». وقوله: فإنه من خرج من السلطان أي: من طاعة السلطان وفي الرواية الثانية «من فارق الجماعة»، وقوله «شبرا»: كناية عن معصية السلطان ومحاربته. قال ابن أبي جمرة: المراد بالمفارقة السعي في حل عقد البيعة التي حصلت لذلك الأمير ولو بأدنى شيء، فكني عنها بمقدار الشبر لأن الأخذ في ذلك يؤول إلى سفك الدماء بغير حق. وفي الرواية الأخرى: «فمات إلا مات ميتة جاهلية» وفي رواية لمسلم: «فميتته ميتة جاهلية»، وعنده في حديث ابن عمر رفعه: «من خلع يدا من طاعة لقي الله ولا حجة له، ومن مات وليس في عنقه بيعة مات ميتة جاهلية» أي: حالة الموت كموت أهل الجاهلية على ضلال وليس له إمام مطاع؛ لأنهم كانوا لا يعرفون ذلك، وليس المراد أنه يموت كافرا بل يموت عاصيا، والمقصود الزجر والتنفير وظاهره غير مراد، قال ابن بطال: في الحديث حجة في ترك الخروج على السلطان ولو جار، وقد أجمع الفقهاء على وجوب طاعة السلطان المتغلب والجهاد معه وأن طاعته خير من الخروج عليه لما في ذلك من حقن الدماء وتسكين الدهماء.
والأدلة على لزوم الجماعة كثيرة ومنها: ما أخرج الترمذي: «عن عبد الرحمن بن عبد الله بن مسعود يحدث عن أبيه عن النبي ﷺ قال: نضر الله امرأ سمع مقالتي فوعاها وحفظها وبلغها فرب حامل فقه إلى من هو أفقه منه ثلاث لا يغل عليهن قلب مسلم إخلاص العمل لله ومناصحة أئمة المسلمين ولزوم جماعتهم فإن الدعوة تحيط من ورائهم». ورواة الشافعي والبيهقي في المدخل.
وعن ابن أبي مليكة قال: قالت أسماء: "عن النبي صلى الله عليه وسلم قال: «أنا على حوضي أنتظر من يرد علي فيؤخذ بناس من دوني فأقول أمتي فيقال لا تدري مشوا على القهقرى»" قال ابن أبي مليكة: اللهم إنا نعوذ بك أن نرجع على أعقابنا أو نفتن.
اتفق جمهور أهل السنة والجماعة على وجوب طاعة ولاة الأمر لما فيه من اجتماع كلمة المسلمين، فإن الخلاف سبب لفساد أحوالهم في دينهم ودنياهم؛ لقوله تعالى: ﴿أَطِيعُوا اللَّهَ وَأَطِيعُوا الرَّسُولَ وَأُولِي الْأَمْرِ مِنْكُمْ﴾ [النساء:59] وقال النووي: «قال العلماء: المراد بأولي الأمر من أوجب الله طاعته من الولاة والأمراء، هذا قول جماهير السلف والخلف من المفسرين والفقهاء وغيرهم، وقيل: هم العلماء وقيل: الأمراء والعلماء، وأما من قال: الصحابة خاصة فقط فقد أخطأ».
روى مسلم في صحيحه: "عن أبي هريرة عن النبي صلى الله عليه وسلم قال: «من أطاعني فقد أطاع الله ومن يعصني فقد عصى الله ومن يطع الأمير فقد أطاعني ومن يعص الأمير فقد عصاني». قال النووي: «لأن الله تعالى أمر بطاعة رسول الله صلى الله عليه وسلم وأمر هو صلى الله عليه وسلم بطاعة الأمير، فتلازمت الطاعة».
وفي رواية لمسلم: "عن أبي هريرة قال: قال رسول الله صلى الله عليه وسلم: «عليك السمع والطاعة في عسرك ويسرك ومنشطك ومكرهك وأثرة عليك»".
قال النووي: «ومعنى الحديث: لا تنازعوا ولاة الأمور في ولايتهم، ولا تعترضوا عليهم إلا أن تروا منهم منكرا محققا تعلمونه من قواعد الإسلام، فإذا رأيتم ذلك فأنكروه عليهم، وقولوا بالحق حيث ما كنتم، وأما الخروج عليهم وقتالهم فحرام بإجماع المسلمين، وإن كانوا فسقة ظالمين». قال: وقد تظاهرت الأحاديث بمعنى ما ذكرته، وأجمع أهل السنة أنه لا ينعزل السلطان بالفسق، وأما الوجه المذكور في كتب الفقه لبعض أصحابنا أنه ينعزل، وحكي عن المعتزلة أيضا فغلط من قائله مخالف للإجماع.
وقال أيضا: «قال العلماء: وسبب عدم انعزاله وتحريم الخروج عليه ما يترتب على ذلك من الفتن وإراقة الدماء وفساد ذات البين، فتكون المفسدة في عزله أكثر منها في بقائه».
«وقال جماهير أهل السنة من الفقهاء والمحدثين والمتكلمين: لا ينعزل بالفسق والظلم وتعطيل الحقوق، ولا يخلع ولا يجوز الخروج عليه بذلك، بل يجب وعظه وتخويفه؛ للأحاديث الواردة في ذلك».

### مسألة الإمامة

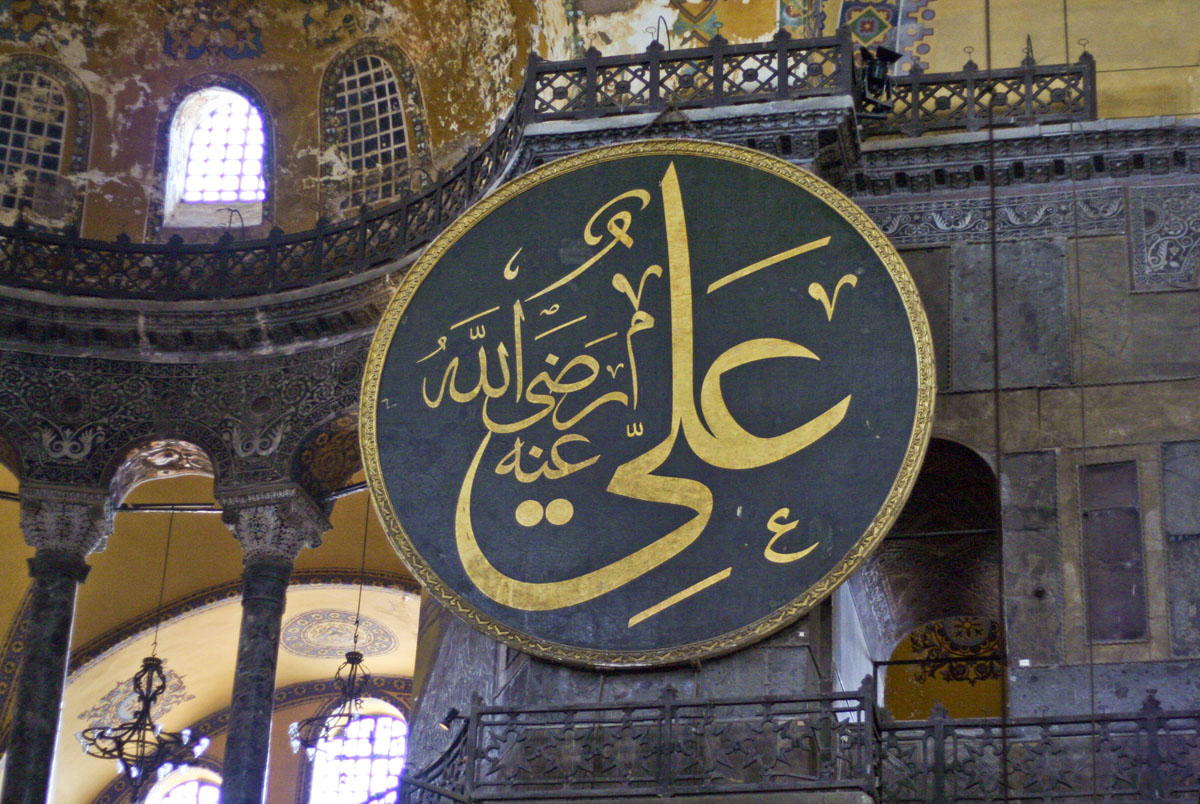
رسم لاسم الإمام علي بن أبي طالب على أحد الصحون الجدارية العملاقة في آيا صوفيا.

تعد مسألة الإمامة من أهم المسائل التي استخدمتها الفرق المنشقة عن جماعة المسلمين، وكان أولها فتنة الخوارج الذين انشقوا عن جماعة المسلمين وأعلنوا خروجهم عن علي بن أبي طالب، قائلين لا حكم إلا لله، وقد رد عليهم علي بن أبي طالب بقوله: «كلمة حق يراد من ورائها باطل» وهم أول من ابتدع الخروج على الحكام، ثم ظهرت فرق التشيع الذين اعتقدوا أن الإمامة أصل من أصول الدين، وأنها بالوراثة على اختلافهم في تحديد مستحقها. واعتبر أهل السنة والجماعة أن الإمامة مسألة مصلحية إجماعية وليست من أصول العقيدة. والإمام هو الذي يقتدي به الناس في أقواله وأفعاله، وأئمة المسلمين علماء الدين وهم ورثة الأنبياء في حمل العلم وتأدية المهام الدينية تجاه عامة الناس، وتختلف هذه المهام باختلاف المراتب العلمية والصلاحيات المسندة إليهم، وأئمة المسلمين هم: الخلفاء فمن دونهم من أهل الولايات وعلماء الدين، والأصل في الإمامة أنها إمامة الدين في الأئمة المجتهدين على اختلاف مراتب الاجتهاد، وعلماء الدين تبع لهم، باعتبار أن الأئمة في الدين حملة الشرع هم ورثة الأنبياء في نقل الدين وبيانه للناس، وقد قيل لأبي بكر الصديق: يا خليفة الله فقال: "لا بل أنا خليفة رسول الله ﷺ"، وقد كان اختيار الخلفاء في الابتداء على أساس أن يكونوا أئمة في الدين، والخلفاء الراشدون كانوا كذلك، وكان كل واحد منهم إماما مجتهدا، والصحابة لا يختارون لمنصب الخلافة إلا إماما مجتهدا من أفضلهم وأعلمهم في الدين، حتى يتمكن من الحكم بشرع الله بما لديه من علم الشريعة، ويكون مرجعا للحكم في الناس فيما أشكل عليهم من مستجدات الأمور، والكثير من أئمة الصحابة والتابعين ومن بعدهم وكالأئمة الأربعة وغيرهم من أعلام الدين كانت مهمتهم علمية، ولم يكونوا يسعون بعلمهم للحصول على السلطة، وكان الصحابة يختارون للخلافة أفضلهم وأعلمهم في الدين ويلتزمون طاعته، ولم يتخذوا من علمهم سلما للوصول إلى مناصب سياسة ومعارضة الحكام ومنازعتهم.

#### الخلافة

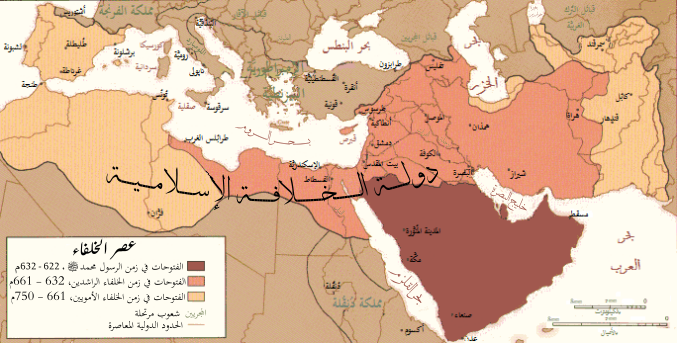
الخلافة الإسلاميّة، 622-750
توسع الدولة الإسلامية تحت حكم الرسول، 622-632
التوسع تحت حكم الخلفاء الراشدين، 632-661
التوسع تحت حكم الخلافة الأمويّة، 661-750

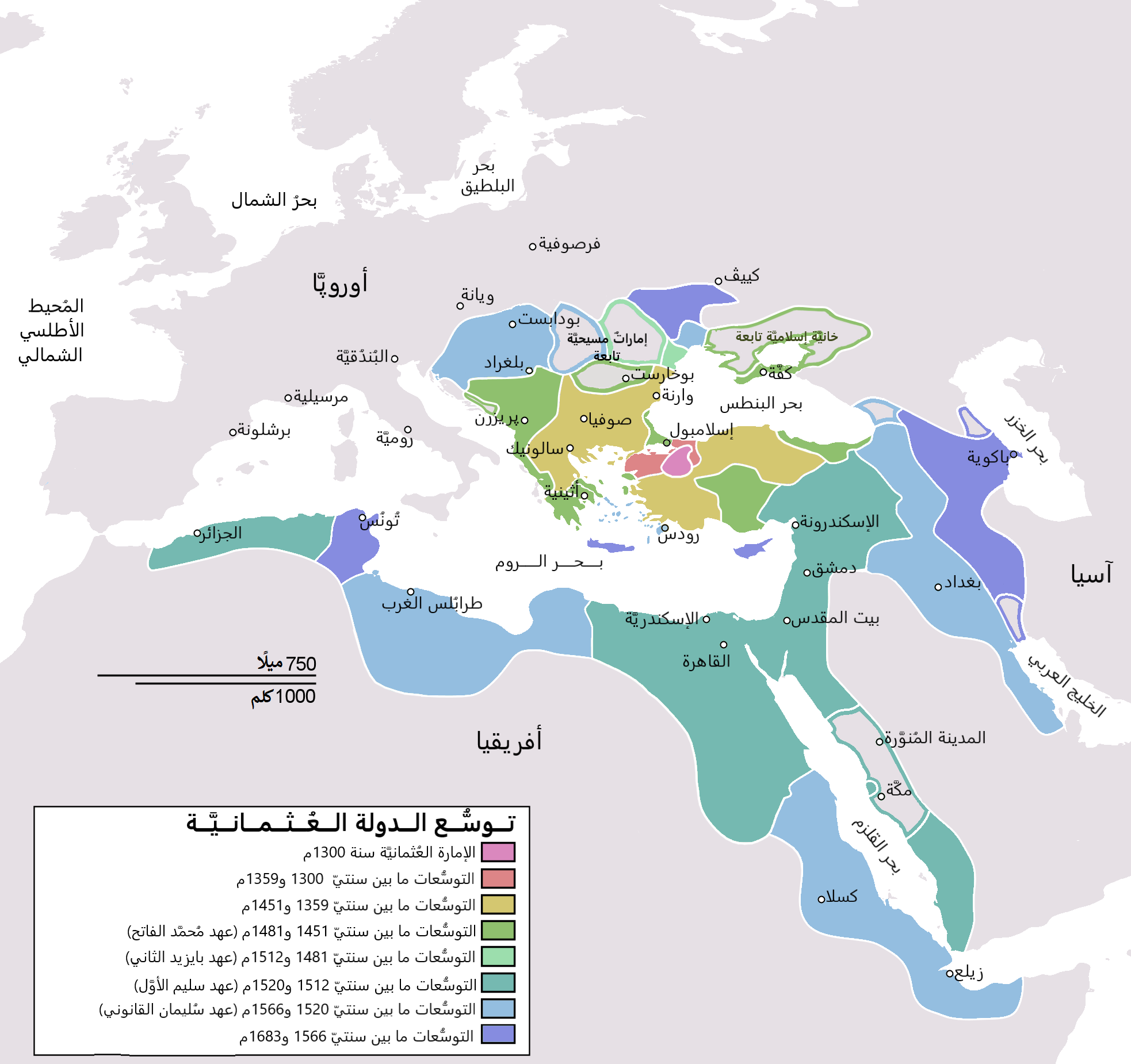
الخلافة الإسلامية العثمانية.

والخلافة أو الإمامة العظمى هي ولاية عامة، والإمام الأعظم القائم بخلافة النبوة في حراسة الدين وسياسة الدنيا، ومن ثم اشترط فيه ما شرط في القاضي وزيادة. ويسمى الخليفة إماما؛ لأن اختيار الخلفاء الراشدين قام على أساس أن يكون الخليفة إماما مجتهدا في أعلى رتبة ممكنة من العلم في الدين يقتدي به الناس في العلم والدين ينقادون لحكمه ويصلون خلفه وتجب عليهم طاعته. قال الماوردي: «الإمامة موضوعة لخلافة النبوة في حراسة الدين وسياسة الدنيا». وقال سعد الدين التفتازاني في المقاصد: «الإمامة: هي رياسة عامة في أمر الدين والدنيا خلافة عن النبي ﷺ». وقال إمام الحرمين: «الإمامة رياسة تامة، وزعامة عامة، تتعلق بالخاصة والعامة، في مهمات الدين والدنيا. مهمتها حفظ الحوزة، ورعاية الرعية، وإقامة الدعوة بالحجة والسيف، وكف الخيف والحيف، والانتصاف للمظلومين من الظالمين، واستيفاء الحقوق من الممتنعين، وإيفاؤها على المستحقين». فيتولى أمور الرعية ويتفقد أحوالهم ويراعي مصالحهم ويقيم أحكام الدين وشعائره، ويلجأ إليه المظلوم فينصفه وينصره، ويأمن به الخائف، ويقطع تمادي الظالمين وقاطعي الطريق والمفسدين، وفي الحديث: «عن أبي هريرة عن النبي ﷺ قال: إنما الإمام جنة يقاتل من ورائه ويتقى به فإن أمر بتقوى الله عز وجل وعدل كان له بذلك أجر، وإن يأمر بغيره كان عليه منه». قال النووي: «قوله ﷺ: «الإمام جنة» أي: كالستر؛ لأنه يمنع العدو من أذى المسلمين، ويمنع الناس بعضهم من بعض، ويحمي بيضة الإسلام، ويتقيه الناس ويخافون سطوته، ومعنى: «يقاتل من ورائه» أي: يقاتل معه الكفار والبغاة والخوارج وسائر أهل الفساد والظلم مطلقا، والتاء في «يتقى» مبدلة من الواو لأن أصلها من الوقاية».
قال ابن خلدون: «ثم إن نصب الإمام واجب قد عرف وجوبه في الشرع بإجماع الصحابة والتابعين؛ لأن أصحاب رسول الله ﷺ عند وفاته بادروا إلى بيعة أبي بكر  وتسليم النظر إليه في أمورهم، وكذا في كل عصر من بعد ذلك، ولم تترك الناس فوضى في عصر من الأعصار، واستقر ذلك إجماعاً دالاً على وجوب نصب الإمام». قال: وإذا تقرر أن هذا النصب واجب بإجماع فهو من فروض الكفاية وراجع إلى اختيار أهل العقد والحل، فيتعين عليهم نصبه، ويجب على الخلق جميعاً طاعته، لقوله تعالى: ﴿أَطِيعُوا اللَّهَ وَأَطِيعُوا الرَّسُولَ وَأُولِي الْأَمْرِ مِنْكُمْ﴾ [النساء:59]. ذكر سعد الدين التفتازاني أدلة الجمهور على وجوب تنصيب خليفة في متن المقاصد بقوله: «لنا وجوه: الأول: الإجماع وهو العمدة حتى قدموه على دفن النبي ﷺ الثاني: أنه لا يتم إلا به ما وجب من إقامة الحدود وسد الثغور ونحو ذلك مما يتعلق بحفظ النظام، الثالث: أن فيه جلب منافع ودفع مضار لا تحصى وذلك واجب إجماعا، الرابع: وجوب طاعته ومعرفته بالكتاب والسنة، وهو يقتضي وجوب حصوله وذلك بنصبه». انتهى باختصار من كلام السعد. ووجوب نصب الإمام ثابت بالأحاديث الصحيحة الواردة فِي التزام جماعة المسلمين وإمامهم، مثل حديث: «من مات وليس فِي عُنُقه بيعَة مات ميتَة جاهلية». و«عن حذيفة بن اليمان قال ﷺ له: "تلْزم جماعة المسلمين وإمامهم"».
والإجماع على تنصيب الخليفة حجة كافية، وعليه استقر حال الأمة على مدى التاريخ الإسلامي، وكانت الخلافة العثمانية آخر دولة للخلافة الإسلامية.

#### أحكام الخلافة

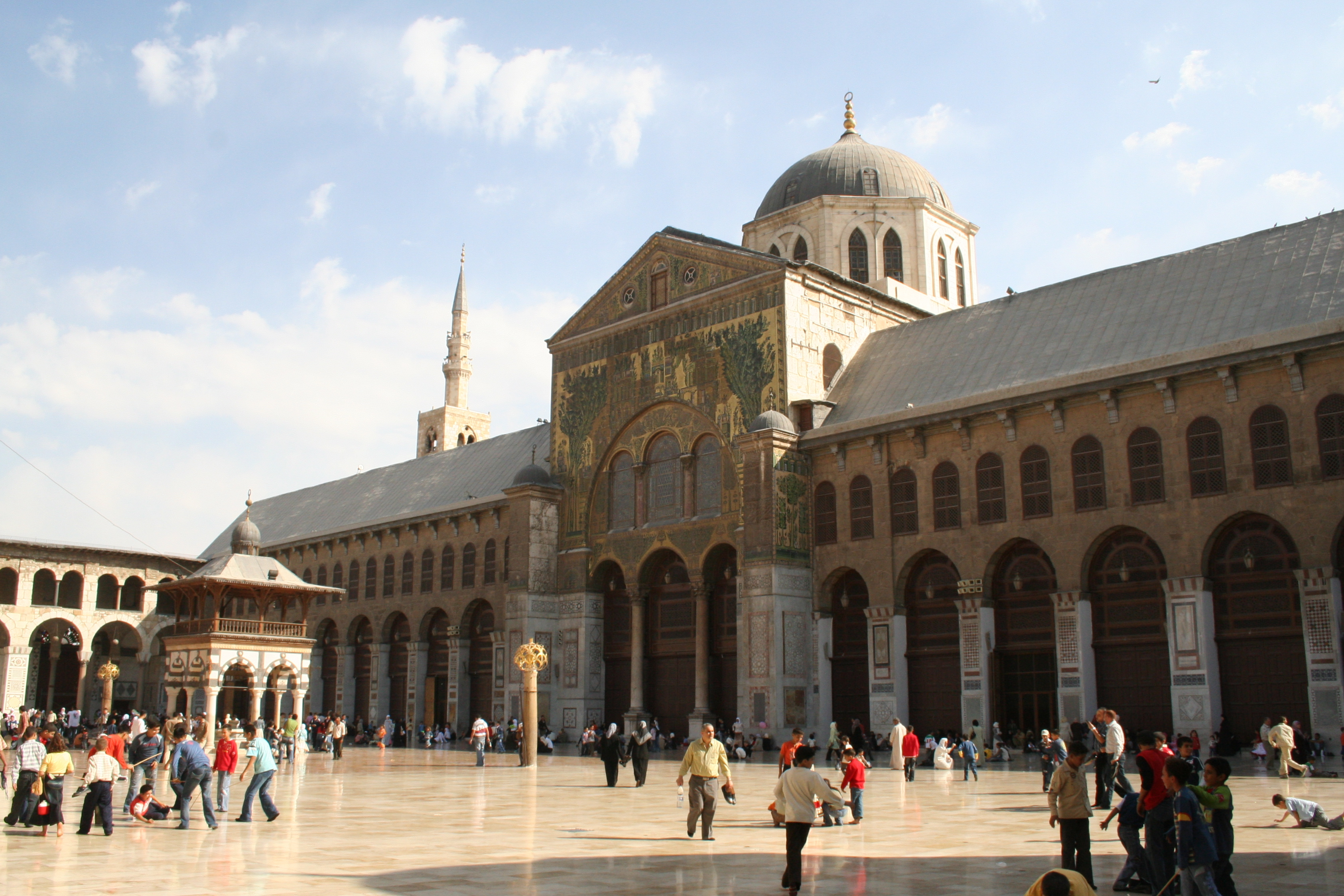
جامع بني أمية الكبير في دمشق، أحد أبرز الأمثلة على العمارة الأموية.

أجمع أهل السنة والجماعة سلفا وخلفا، وجمهور الطوائف الأخرى على أن نصب الإمام أي: توليته على الأمة واجب على المسلمين شرعا لا عقلا فقط؛ لأن الحاكم مأمور بوظائف دينية كما أن الرعية مأمورون ديانة بطاعة ولي الأمر. واتفق جمهور أهل السنة والجماعة على أن حكم تنصيب الخليفة أو الحاكم واجب شرعي؛ لحماية مصالح الناس، وأقوال الخوارج ومن وافقهم بخلاف ذلك لا يقوى على معارضة الإجماع. وقد تظافرت الأدلة الشرعية على وجوب طاعه ولاة الأمر بنصوص الكتاب والسنة والإجماع، قال الله تعالى: ﴿أَطِيعُوا اللَّهَ وَأَطِيعُوا الرَّسُولَ وَأُولِي الْأَمْرِ مِنْكُمْ فَإِنْ تَنَازَعْتُمْ فِي شَيْءٍ فَرُدُّوهُ إِلَى اللَّهِ وَالرَّسُولِ﴾ [النساء:59]، وفي الحديث: «عليكم بالسمع والطاعة» أي: لولاة الأمور، قال أبو الحسن الأشعري: «وأجمعوا على السمع والطاعة لأئمة المسلمين وعلى أن كل من ولي شيئا من أمورهم عن رضى أو غلبة وامتدت طاعته من بر وفاجر لا يلزم الخروج عليهم بالسيف جار أو عدل وعلى أن يغزوا معهم العدو ويحج معهم البيت وتدفع إليهم الصدقات إذا طلبوها ويصلى خلفهم الجمع والأعياد».

#### طرق انعقاد الإمامة وتنصيب ولاة الأمر
تنعقد الإمامة بطرق أحدها: بطريق البيعة أي: بيعة أهل الحل والعقد من العلماء والرؤساء ووجوه الناس الذين يتيسر اجتماعهم حالة البيعة بلا كلفة عرفا، وأما بيعة غير أهل الحل والعقد من العوام فلا عبرة بها، وثانيها: بإستخلاف الإمام واحدا بعده، أو بإستخلاف عدد يختار أهل الحل والعقد واحدا منهم، قال النووي: «وتنعقد الإمامة بالبيعة، والأصح بيعة أهل الحل والعقد من العلماء والرؤساء ووجوه الناس الذين يتيسر اجتماعهم، وبإستخلاف الإمام، فلو جعل الأمر شورى بين جمع فكإستخلاف، فيرتضون أحدهم وباستيلاء جامع الشروط وكذا فاسق وجاهل في الأصح».

#### شروط الإمام
ذكر علماء أهل السنة والجماعة شروطا متعددة فيمن يتولى منصب الخلافة، ومنها ما هو متفق عليه ومنها مختلف فيه، وهذه الشروط في الابتداء، أي: في ابتداء تنصيب الخليفة، أما في الدوام ففيه تفصيل، قال النووي: «شرط الإمام كونه مسلما مكلفا حرا ذكرا قرشيا مجتهدا شجاعا ذا رأي وسمع وبصر ونطق وعدلا». فشرط الإمام كونه مسلما ليراعي مصلحة الإسلام وأهله، وهذا باتفاق جمهور أهل السنة والجماعة، أما من كان من غير المسلمين كاليهودي أو النصراني أو غيره فلا ولاية له على المسلمين، وكونه مكلفا؛ لأن غيره مولى عليه فلا يلي أمر غيره، وأن يكون حرا؛ لأن من فيه رق لا يهاب، وأن يكون ذكرا فلا ولاية للمرأة بالإجماع؛ لضعفها وعدم مخالطتها للرجال، وفي الحديث: «لن يفلح قوم ولوا أمرهم امرأة»، وأن يكون قرشيا؛ وفي الحديث: «الأئمة من قريش»، ولا يشترط كونه هاشميا ولا علويا؛ لأن الخلفاء الثلاثة لم يكونوا كذلك وهم قرشيون، وقد اتفق الصحابة على خلافتهم. وأن يكون مجتهدا كالقاضي وأولى بل حكى فيه الإجماع، وقد كان الصحابة لا يختارون للخلافة إلا إماما مجتهدا من أعلمهم في الدين وأفضلهم، فإن لم يوجد مجتهدون أو استخلف واستتم له الأمر ولم يكن مجتهدا كما هو الحال في البعض بعد الخلفاء الراشدين؛ وجبت طاعته حيث يفوض للعلماء أمور الدين فيما يفتقر للاجتهاد، وأن يكون شجاعا ليغزو بنفسه ويعالج الجيوش ويقوى على فتح البلاد ويحمي البيضة، ويعتبر سلامته من نقص يمنع استيفاء الحركة وسرعة النهوض كما دخل في الشجاعة وأن يكون ذا رأي ليسوس به الرعية ويدبر مصالحهم الدينية والدنيوية قال الهروي: وأدناه أن يعرف أقدار الناس وأن يكون ذا سمع وإن ثقل وذا بصر وإن ضعف بحيث لم يمنع التمييز بين الأشخاص أو كان أعور أو أعشى، وأن يكون ناطقا يفهم نطقه، وإن فقد الذوق والشم وذلك ليتأتى منه فصل الأمور، وأن يكون عدلا، فلو اضطر لولاية فاسق جاز، ولذا قال ابن عبد السلام: لو تعذرت العدالة في الأئمة قدمنا أقلهم فسقا، قال الأذرعي وهو متعين؛ إذ لا سبيل لجعل الناس فوضى، فإذا تعذرت العدالة في أهل قطر قدم أقلهم فسقا.
قال ابن خلدون: وأما شروط هذا المنصب فهي أربعة: العلم والعدالة والكفاية وسلامة الحواس والأعضاء، مما يؤثر في الرأي والعمل، واختلف في شرط خامس وهو النسب القرشي.
ذكر القرطبي أن شروط الإمامة أحد عشر شرطا، قال ابن عابدين: وذكر العلامة البيري في أواخر شرحه على الأشباه أن من شروط الإمامة: أن يكون عدلا بالغا أمينا ورعا ذكرا موثوقا به في الدماء والفروج والأموال، زاهدا متواضعا مسايسا في موضع السياسة.

## المدارس الفقهية

### التاريخ

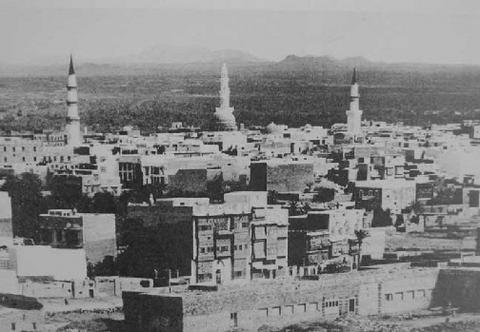
منظر قديم للمدينة المنورة.

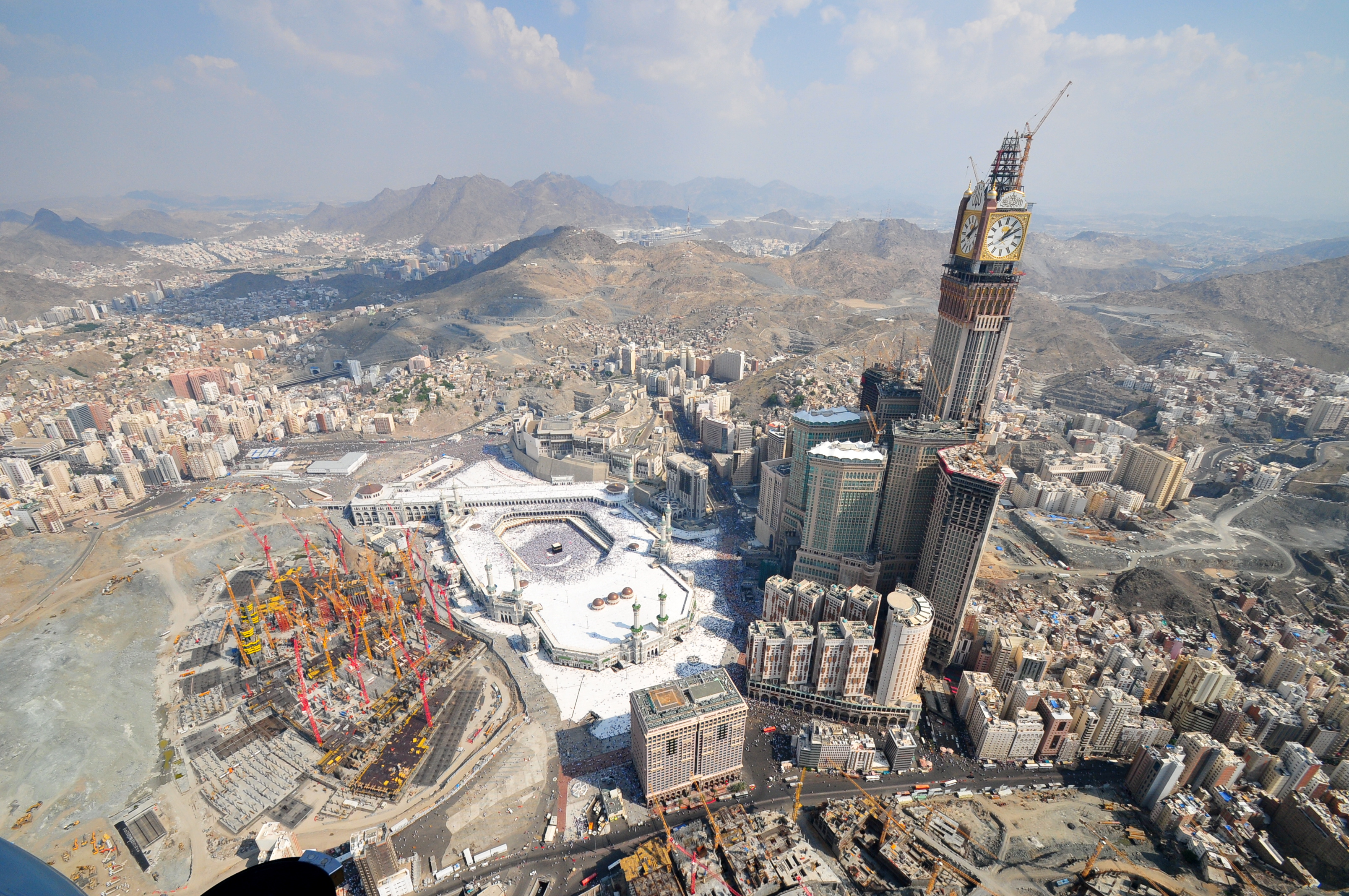
صورة لمكة

في كتب التراث الإسلامية مثل طبقات الفقهاء للشيرازي المكتوب في القرن الخامس الهجري، يذهب المؤلف لاعتبار أكثر الصحابة فقهاء بالتعريف، ويجعل الشيرازي الخلفاء الراشدين وعائشة من طبقة «فقهاء الصحابة»، ويضم إليهم من عُيّن ليفتي أو يفقّه أو أرسل ليقضي أو يحكم في زمن الرسول أو من الخلفاء والصحابة، ويستشهد لهم بالرسول والصحابة وأقوالهم عن بعض. فيورد عبد الله بن مسعود الذي أرسله عمر بن الخطاب إلى الكوفة في العراق قاضيا ووزيرا وأبو موسى الأشعري الذي بعثه النبي ليعلم أهل اليمن القرآن وولاه عمر على البصرة وأبي بن كعب الذي قيل عنه «أقرأ المسلمين» و«سيد أهل المدينة» ومعاذ بن جبل الذي قيل أن الصحابة كانو يقبلون عليه إذا امترى عليهم شيء فيسألونه وزيد بن ثابت الذي قيل فيه أنه أعلم المسلمين بالفروض وأبو الدرداء الذي أوصى معاذ بن جبل بالتماس العلم من منه.:35-
يصنف الشيرازي طبقة أخرى من فقهاء الصحابة ويسميهم «أحداث الصحابة» فقه هؤلاء إلى طبقة أخرى من الصحابة وكان أشهرهم العبادلة الأربعة (لأسمائهم التي تبتدئ بـ«عبد الله» وهم: عبد الله بن العباس وعبد الله بن عمر بن الخطاب وعبد الله بن الزبير بن العوام وعبد الله بن عمرو بن العاص، وانتقل فقه العبادلة إلى فقهاء التابعين، ثم يصنف الشيرازي طبقة فقهاء يسميها «فقهاء التابعين» وتابعيهم، وأسسوا مذاهب الفقه الإسلامي، وكان كل من جاء بعدهم عالة عليهم في الأخذ عنهم، ويعد القرن الثاني والثالث من الهجرة النبوية بمثابة العصر الذهبي لصياغة المذاهب الفقهية وتدوين أصولها وقواعدها. وبعد وفاة العبادلة كان فقه الصحابة قد انتقل إلى التابعين في جميع البلدان، وكان من أشهرهم بحسب البلدان: فقيه مكة عطاء وفقيه المدينة سعيد بن المسيب وفقيه اليمن طاوس وفقيه اليمامة يحيى بن أبي كثير وفقيه البصرة الحسن وفقيه الكوفة إبراهيم النخعي وفقيه الشام مكحول وفقيه خراسان عطاء الخراساني.:35-
تأسست مدارس فقه أهل السنة والجماعة على يد فقهاء الصحابة الذين انتشروا في مختلف البلدان، ثم تابعييهم، وكان منهم الأئمة المجتهدون، وجميع الفقهاء كانوا من رواة الحديث، واشتهرت مدرسة فقه أهل الحجاز في المدينة المنورة، وأشتهر من أعلامها زيد بن ثابت، وأشهر من أخذ عنه عشرة من فقهاء المدينة: سعيد بن المسيب وأبو سلمة بن عبد الرحمن وعبيد الله بن عبد الله بن عتبة بن مسعود وعروة بن الزبير وأبو بكر بن عبد الرحمن وخارجة بن زيد وسليمان بن يسار وأبان بن عثمان وقبيصة بن ذؤيب والقاسم بن محمد. وأشهر من أخذ عنهم محمد بن مسلم الزهري وعنه أخذ الإمام مالك بن أنس.
ومدرسة الحجاز بمكة واشتهر فيها مذهب ابن عباس ومن أشهر تلامذته الفقهاء: عكرمة، وعطاء، وطاووس، وسعيد بن جبير. ثم انتقل الفقه إلى طبقة ثانية ومنهم: ابن جريج، ثم انتقل الفقه إلى طبقة ثالثة ومنهم: مسلم بن خالد الزنجي وعنه أخذ الشافعي الفقه. ثم انتقل الفقه إلى طبقة أخرى اشتهر منها: محمد بن إدريس الشافعي مؤسس المذهب الشافعي.
واشتهر من الطبقة الأولى من فقهاء الصحابة في اليمن: علي بن أبي طالب وأبو موسى الأشعري ومعاذ بن جبل، ثم فقهاء التابعين في باليمن واشتهر منهم:طاوس بن كيسان اليماني، وعطاء بن مركبوذ،:73- وأبو الأشعث شراحيل بن شرحبيل الصنعاني، وحنش بن عبد الله الصنعاني، ووهب بن منبه.
واشتهر من فقهاء التابعين بالشام والجزيرة: أبو إدريس الخولاني وشهر بن حوشب الأشعري، ثم انتقل الفقه إلى طبقة ثانية ومنهم: عبد الله بن أبي زكريا،:73- وهاني بن كلثوم. ورجاء بن حيوة ومكحول الشامي، ومنهم أبو أيوب سليمان بن موسى أبو الربيع الأشدق،:73- ثم انتقلت الفتوى بالشام إلى: الأوزاعي وسعيد بن عبد العزيز التنوخي، ومنهم: يزيد بن يزيد بن جابر، وعبد الرحمن بن يزيد بن جابر،:73- وأبو الهذيل محمد بن الوليد بن عامر الزبيدي، ويحيى بن يحيى الغساني وكان مفتي أهل دمشق. وثبتت الفتيا بالشام على مذهب الأوزاعي وسعيد بن عبد العزيز. ومن فقهاء التابعين بالجزيرة: ميمون بن مهران.
واشتهر من فقهاء التابعين بمصر: الصنابحي، والجيشاني، وهما من أصحاب عمر. ثم انتقل إلى طبقة أخرى،:73- ومنهم: أبو الخير مرثد بن عبد الله اليزني، قاضي الإسكندرية، أخذ عنه أبو رجاء يزيد بن أبي حبيب. وكان ممن انتقل إليه الفقه: بكير بن عبد الله بن الأشج وأبو أمية عمرو بن الحارث، ثم انتهى علم هؤلاء إلى أبي الحارث الليث بن سعد بن عبد الرحمن، مؤسس مذهب فقهي.:73-

### فقهاء العراق والبلدان الأخرى

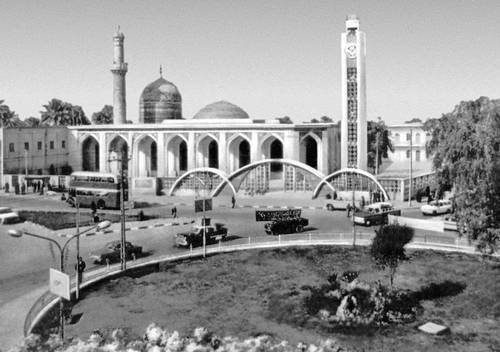
جامع الإمام الأعظم في بغداد عام 1960م

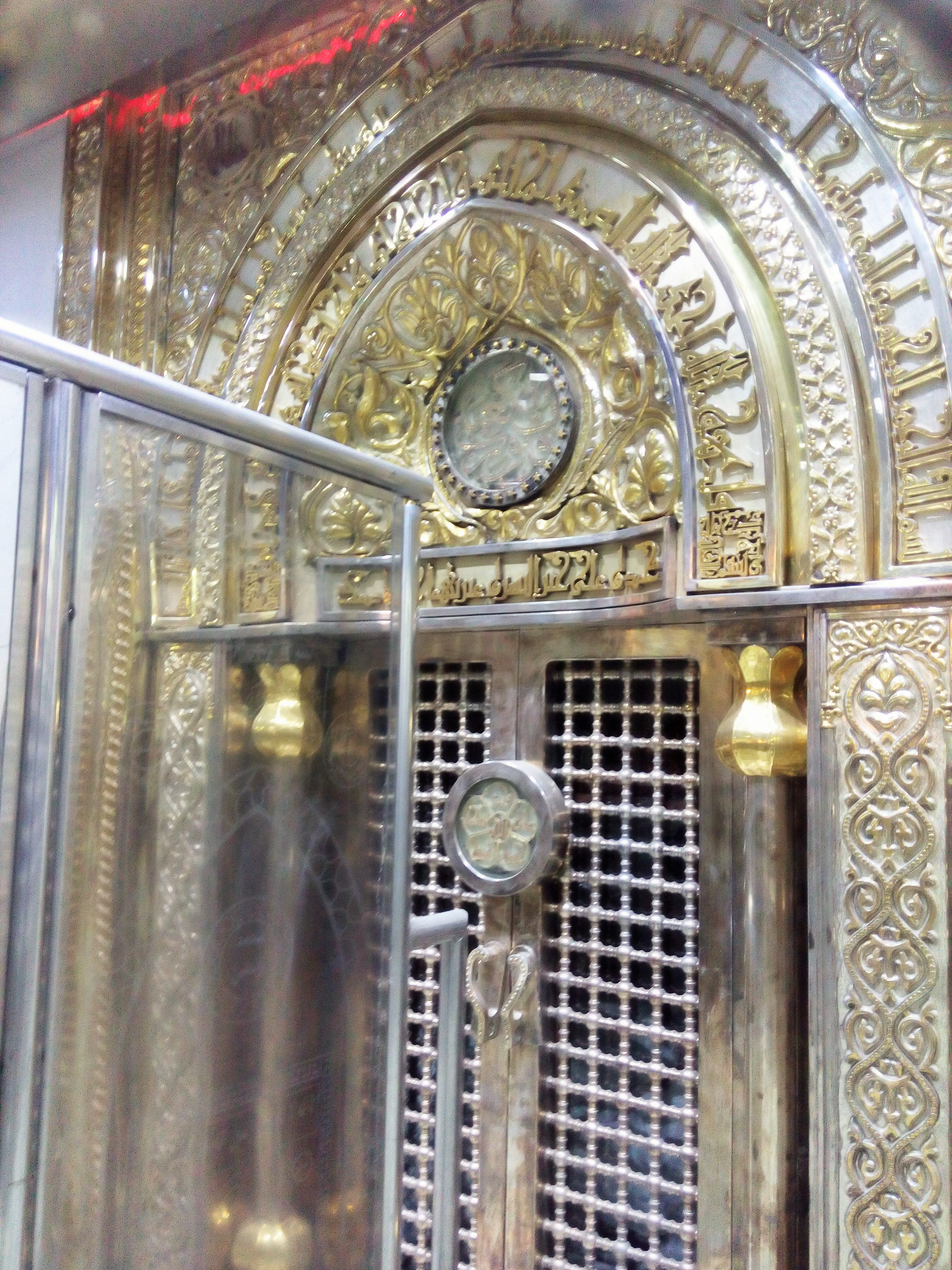
محراب مسجد الكوفة

مدرسة الكوفة بالعراق: واشتهرت بفقه ابن مسعود. وأخذ عنه فقهاء العراق وغيرهم، وكان من أشهر التابعين الذين أخذوا مذهبه: علقمة بن قيس، والأسود بن يزيد، ومسروق بن الأجدع، وعبيدة بن عمرو السلماني وشريح القاضي والحارث الهمداني،:80- وهؤلاء الستة المذكورون هم أصحاب عبد الله بن مسعود، ومنهم عمرو ابن شرحبيل الهمداني وغيره.:35- ثم انتقل الفقه إلى طبقة أخرى منهم: الشعبي، وسعيد بن جبير وإبراهيم النخعي، ثم انتقل الفقه بعد ذلك إلى طبقة أخرى منهم: الحكم بن عتيبة، وحماد بن أبي سليمان تفقه بإبراهيم النخعي، وأخذ أبو حنيفة عنه الفقه. وحبيب بن أبي ثابت، والحارث بن يزيد العكلي، والمغيرة بن مقسم الضبي وأبو معشر زياد بن كليب بن تميم الحنظلي، والقعقاع بن يزيد، والأعمش، ومنصور بن المعتمر، أخذوا العلم عن الشعبي والنخعي، وابن شبرمة وابن أبي ليلى ثم حصل الفقه والفتيا في: سفيان الثوري، مؤسس مذهب فقهي ومنهم: الحسن بن صالح بن حي بن مسلم بن حيان الهمداني، وشريك بن عبد الله بن أبي شريك النخعي، وأبو حنيفة النعمان مؤسس المذهب الحنفي.
واشتهر من فقهاء التابعين بالبصرة: الحسن البصري، وجابر بن زيد الأزدي، ومحمد بن سيرين، ورفيع بن مهران، وحميد بن عبد الرحمن الحميري، ومسلم بن يسار، أبو قلابة، وغيرهم.
واشتهر في عصر الأئمة المتقدمين من أصحاب المذاهب الفقهية بعد أبي حنيفة ومالك والشافعي فقهاء بغداد وأشهرهم: أبو عبد الله أحمد بن محمد بن حنبل بن هلال الشيباني،:90- كان أحد رواة المذهب الشافعي، ثم استقل بوضع مذهب آخر يعد رابع المذاهب الفقهية الكبرى. وأبو ثور إبراهيم بن خالد بن أبي اليمان الكلبي، وهو من رواة المذهب الشافعي، بصفة مجتهد مطلق منتسب. وأبو عبيد القاسم بن سلام البغدادي. وأبو سليمان داود بن علي بن خلف الأصفهاني.:90- وأبو جعفر محمد بن جرير بن يزيد الطبري، أحد رواة المذهب الشافعي بصفة مجتهد مطلق منتسب.
واشتهر من فقهاء خراسان: عطاء بن أبي مسلم الخراساني. وأبو القاسم الضحاك بن مزاحم الهلالي. وأبو عبد الرحمن عبد الله بن المبارك المروزي. وأبو يعقوب إسحاق بن إبراهيم بن مخلد الحنظلي المروزي المعروف بـ ابن راهويه.:90-
وبعد انتشار الإسلام في أفريقية ثم الأندلس والمغرب، وكانت الحجاز أقرب إليهم من غيرها، حيث اشتهرت المدينة المنورة بفقه الإمام مالك بن أنس وكان أغلب فقهاء تلك البلاد يأخذون بفقه مالك، وبعد تدوين المذاهب الفقهية انتشر مذهب مالك في المغرب والأندلس.

## المذاهب الفقهية

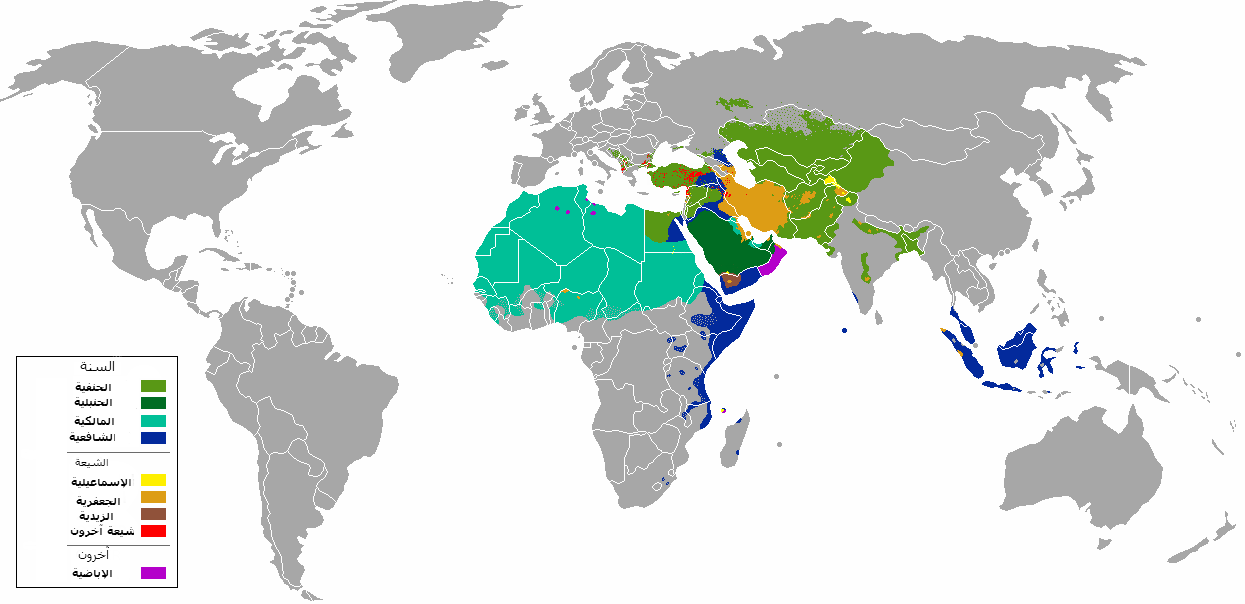
خريطة توضح انتشار المذاهب الإسلامية حول العالم.

المذاهب الفقهية التي صارت تعرف بمذاهب أهل السنة والجماعة هي خلاصة فقه الصحابة والتابعين وتابعيهم، وفي بداية تاريخ نشأة هذه المذاهب كانت هناك طريقتان مشهورتان أحدهما: طريقة أهل الرأي والقياس وهي طريقة أهل العراق، وإمامهم أبو حنيفة وأصحابه من بعده، وثانيهما: طريقة أهل الحديث وهي طريقة أهل الحجاز، وإمامهم مالك بن أنس وكان يعرف بـإمام دار الهجرة، وقد اختص فقهه بعمل أهل المدينة على اعتبار أنهم متابعون لمن قبلهم ضرورة لدينهم واقتدائهم. ثم كان من بعد مالك بن أنس محمد بن أدريس الشافعي، تفقه بفقه أهل الحجاز، ثم انتقل إلى العراق من بعد مالك وأخذ عن أصحاب أبي حنيفة وجمع بين طريقة أهل الحجاز وطريقة أهل العراق، وجاء من بعدهما أحمد بن حنبل وكان من عِلِّيّة المحدثين، وأخذ عن الشافعي وروى عنه مذهبه، ثم استقل بمذهب آخر. ويذكر ابن خلدون في تاريخه: أن المذاهب المشتهرة في العصور المتقدمة كانت ثلاثة: مذهب أهل الرأي والقياس وأشهر أئمتهم أبو حنيفة وأصحابه من بعده، ومذهب أهل الحديث وإمامهم مالك ثم الشافعي، ومذهب داود الظاهري. وكان إمام هذا المذهب داود ابن علي وابنه وأصحابهما وكانت هذه المذاهب الثلاثة هي مذاهب الجمهور المشتهرة بين الأمة. وقد انقرض مذهب الظاهرية واندراس في العصور المتأخرة، ولم يبق منه سوى الرسوم في الكتب، بنقل العلم من الكتب من غير مفتاح المعلمين وهو ما قد يؤدي إلى مخالفة الجمهور. قال ابن خلدون: «ثم درس مذهب أهل الظاهر اليوم بدروس أئمته وإنكار الجمهور على منتحله ولم يبق إلا في الكتب المجلدة».
وقد استقر العمل بهذه المذاهب الأربعة، ووقف التقليد في الأمصار عند هؤلاء الأربعة ودرس المقلدون لمن سواهم وسد الناس باب الخلاف وطرقه لما كثر تشعب الاصطلاحات في العلوم ولما عاق عن الوصول إلى رتبة الاجتهاد، ولما خشي من إسناد ذلك إلى غير أهله ومن لا يوثق برأيه ولا بدينه، فصرحوا بالعجز والإعواز، وردوا الناس إلى تقليد هؤلاء كل من اختص به من المقلدين، وحظروا أن يتداول تقليدهم لما فيه من التلاعب، ولم يبق إلا نقل مذاهبهم، وعمل كل مقلد بمذهب من قلده منهم بعد تصحيح الأصول واتصال سندها بالرواية، لا مجرد النقل من الكتب. قال ابن خلدون: «ومدعي الاجتهاد لهذا العهد مردود على عقبه مهجور تقليده، وقد صار أهل الإسلام اليوم على تقليد هؤلاء الأئمة الأربعة». وأما أحمد بن حنبل فتأسس مذهبه في بغداد، وكان أكثر مقلديه بالشام والعراق من بغداد ونواحيها وهم أكثر الناس حفظا للسنة ورواية الحديث. وانتشر مذهب مالك في الأندلس والمغرب، وانتشر مذهب أبي حنيفة في العراق ومسلمة الهند والصين وما وراء النهر وبلاد العجم. وكثرت مؤلفات الحنفية ومناظراتهم ومباحثهم مع الشافعية، وجاءوا منها بعلم مستظرف وأنظار غريبة وهي بين أيدي الناس وبالمغرب منها شئ قليل نقله إليه القاضي بن العربي وأبو الوليد الباجي في رحلتهما. وأما الشافعي فمقلدوه بمصر أكثر مما سواها وقد كان انتشر مذهبه بالعراق وخراسان وما وراء النهر وقاسموا الحنفية في الفتوى والتدريس في جميع الأمصار وعظمت مجالس المناظرات بينهم وملئت كتبهم بأنواع استدلالاتهم ثم درس ذلك كله بدروس المشرق وأقطاره وكان الإمام محمد بن أدريس الشافعي لما نزل على بني عبد الحكم بمصر أخذ عنه جماعة من بني عبد الحكم وأشهب وابن القاسم وابن المواز وغيرهم ثم الحارث بن مسكين وبنوه، ثم انقرض فقه أهل السنة من مصر بظهور دولة الرافضة وتداول بها فقه الإسماعيلية وتلاشى من سواهم إلى أن ذهبت دولة العبيديين من الرافضة على يد صلاح الدين يوسف بن أيوب ورجع إليهم فقه الشافعي وأصحابه من أهل العراق والشام فعاد إلى أحسن ما كان ونفقت سوقه واشتهر منهم محيي الدين النووي في ظل الدولة الأيوبية بالشام وعز الدين بن عبد السلام كذلك، ثم ابن الرفعة بمصر وتقي الدين ابن دقيق العيد ثم تقي الدين السبكي بعدهما إلى أن انتهى ذلك إلى شيخ الإسلام بمصر لهذا العهد وهو سراج الدين البلقيني فقد كان في ذلك اليوم أكبر الشافعية بمصر كبير العلماء بل أكبر العلماء من أهل العصر.
| المذاهب الأربعة حسب تاريخ الظهور هي: - المذهب الحنفي، نسبة إلى أبي حنيفة النعمان. - المذهب المالكي، نسبة إلى مالك بن أنس. - المذهب الشافعي، نسبة إلى الشافعي. - المذهب الحنبلي، نسبة إلى أحمد بن حنبل. | المذاهب الفقهية الأخرى: - مذهب الحسن البصري. - المذهب الظاهري. - مذهب الأوزاعي. - مذهب الليث بن سعد. - مذهب سفيان الثوري. |

## علم الخلافيات
أئمة المذاهب الفقهية متفقون في أصول الأحكام الشرعية الكلية وأصول الدين (العقيدة)، وإنما وقع الاختلاف في الفروع الفقهية. ولا يوجد بينهم اختلاف في العقيدة. ولم يحصل الاختلاف بين الأئمة من السلف في أمور الاعتقاد (أصول الدين) وإنما كان اختلافهم في الأحكام الفرعية، إما لعدم توفر دليل صريح من الكتاب والسنة، أو لضعف حديث بحيث لا تقوم به حجة، أو غيره من الأسباب.
ومع انتشار الإسلام وتوسعه وتعرضه للكثير من القضايا الجديدة التي ليس لها نص من الكتاب والسنة يدل عليها بخصوصها كانت هناك حاجة ملحة للخروج باجتهادات لهذه القضايا الفقهية المستجدة وتلبية حاجات الناس والإجابة عن تساؤلاتهم ومن هنا نشأت جماعة من علماء الفقه في الدين تعلم الناس في كل إقليم شؤون دينهم ودنياهم. وكان التوسع الجغرافي للإسلام وتنوع البيئات التي انتشر فيها، وأيضا قابلية الكثير من النصوص الشرعية الإسلامية للاجتهاد فيها حسب الظروف والحالات كل ذلك أدى إلى نشأة المدارس الفقهية التي انتشرت في مختلف الأمصار الإسلامية. وأدلة الفقه عند أهل السنة والجماعة إما سمعية وهي: الكتاب والسنة والإجماع وإما عقلية وهي: القياس، بالإضافة إلى طرق أخرى للاستدلال مذكورة في كتب أصول الفقه.
وكما تقرر فإنه لا اختلاف بين الأئمة كليات الشريعة، ولا في فروع الدين المتفق عليها مثل: فرض الصلاة والزكاة وغيرها مما هو معلوم من الدين بالضرورة، وإنما حصل الاختلاف في فروع الفقه التي هي محل الاجتهاد، ويكون الترجيح أو تقرير الحكم في المسألة عند المجتهد وفق أصول وقواعد مذهبه التي يستند إليها في الاستدلال. وبما أن المذاهب الأربعة هي التي استقر العمل عليها عند جمهور أهل السنة والجماعة؛ فقد ظهرت ثمرة الخلاف في نشأة علم الخلافيات، الذي الذي كانت مؤلفات الحنفية والشافعية فيه أكثر من المالكية، وقد ذكره ابن خلدون ثم قال عنه: «وهو لعمري علم جليل الفائدة في معرفة مآخذ الأئمة وأدلتهم ومران المطالعين له على الاستدلال عليه وتآليف الحنفية والشافعية فيه أكثر من تآليف المالكية؛ لأن القياس عند الحنفية أصل للكثير من فروع مذهبهم كما عرفت فهم لذلك أهل النظر والبحث، وأما المالكية فالأثر أكثر معتمدهم وليسوا بأهل نظر».

## عقيدة أهل السنة والجماعة
عقيدة أهل السنة والجماعة هي أصول الدين الإسلامي المتفق عليها، بناء على أن الإسلام هو دين الله الذي ارتضاه لجميع خلقه، قال تعالى: ﴿ثُمَّ أَوْحَيْنَا إِلَيْكَ أَنِ اتَّبِعْ مِلَّةَ إِبْرَاهِيمَ﴾ [النحل:123] وقال تعالى: ﴿مِلَّةَ أَبِيكُمْ إِبْرَاهِيمَ هُوَ سَمَّاكُمُ الْمُسْلِمِينَ مِنْ قَبْلُ﴾ [الحج:78]. وأهل السّنة والجماعة متفقون في أصول الاعتقاد المتمثلة في توحيد الله والإيمان به وعبادته وحده لا شريك له، والإيمان بكل ما جاء به الرسول من عند الله، والإيمان بالله وملائكته وكتبه ورسله واليوم الآخر والقدر خيره وشره. والإيمان تصديق بكل ما علم من الضروريات أنه من الدين، والإيمان بالله هو العلم واليقين الجازم أن الله وحده هو إله الكون كله وهو الإله المعبود بحق لا إله غيره ولا تكون العبادة إلا له وحده لا شريك له ولا شبيه ولا نظير ولا ند ولا صاحبة له ولا ولد، لا تدركه الأبصار وهو يدرك الأبصار وهو اللطيف الخبير، وأنه رب العالمين وخالق الخلق أجمعين ومالكهم ومدبر جميع شؤونهم، وأنه متصف بكل صفات الكمال المطلق، والمنزه عن كل نقص، وأنه أنشأ الخلق وأوجد كل المخلوقات من عدم، وكل ما سواه مفتقر إليه وهو مستغن عمن سواه، يدخل من يشاء في رحمته، يغفر لمن يشاء بفضله ويعاقب من يشاء بعدله، لا يسأل عما يفعل وهم يسئلون، يعلم كل الأشياء ظاهرة وباطنة خفية كانت أو دقيقة ويعلم ما هو أدق وأخفى ويعلم السر وأخفى، وهو السميع البصير اللطيف الخبير، كل المخلوقات قهر عظمته، وأنه هو المبدئ والمعيد والمحيي والمميت والنافع الضار، له الأسماء الحسنى والصفات العلا. والإيمان بالله -«مقرونا بالباء»- تصديق بالقلب وإقرار، والإيمان لله -«مقرونا باللام»- هو العمل الصالح. والإيمان بالرسل وبالملائكة وبكل ما يجب في حقهم. والإيمان باليوم الآخر وبالقدر خيره وشره، والإيمان بالغيب أي: بما غاب عن الأعين مما دلت النصوص الشرعية عليه كالإيمان بالجنة والنار والبعث والنشور والجزاء والحساب والصراط والميزان وغير ذلك.

### أصول الدين
أصول الدين أو أصول العقيدة الإسلامية عند أهل السنة والجماعة كلها منقولة بالتلقي عن أئمة السلف الصالح من الصحابة والتابعين، وكلهم متفقون سلفا وخلفا على قول واحد في أصول الاعتقاد، وما وقع بينهم من اختلاف فهو خلاف لفظي أو شكلي لا يستوجب تكفيرا ولا تبديعا ولا تفسيقا لبعضهم البعض، وهذه الأصول مقررة في كتب أئمتهم المعول على الأخذ بها، ويكفي معرفتها بطريقة ميسرة من غير التدخل فيما نهى الله ورسوله عن الخوض فيه، وقد بين مراتب الدين في حديث جبريل وهي الإسلام والإيمان والإحسان. والإيمان في اللغة التصديق، والمقصود به الإقرار والتصديق بالله ورسوله وبكل ما يجب الإيمان به أنه من دين الإسلام، وفي القرآن: ﴿قالت الأعراب ءامنا قل لم تؤمنوا ولكن قولوا أسلمنا.. الآية﴾ [الحجرات:14] نزلت في وفد أقروا بالإسلام ظاهرا وعلم الله ما في قلوبهم فأخبر نبيه بذلك فتحقق الحكم عليهم بطريق الوحي، فالإيمان بالله تصديق وإقرار في القلب وهو بعلم الله المطلع على حقائق القلوب، وقد سمى الله الصلاة إيمانا؛ لأن العمل الصالح من الإيمان لله بمعنى تصديق ما في القلب بالعمل فالإيمان قول وعمل، وأجمع أهل السنة والجماعة على أن الإيمان يزيد بعمل الطاعات وينقص بالمعصية، وعلى أن المؤمن بالله لا يخرجه عنه شيء من المعاصي، خلافا للخوارج ومن وافقهم؛ لأن العصاة لم يخرجوا من خطاب التكليف ولا يخرجون من الملة بسبب الذنوب، وأنه لا يقطع على أحد من عصاة أهل القبلة بدخول النار، ولا على أحد من أهل الطاعة بالجنة، إلا من ثبت فيه نص صريح قطعي من الكتاب أو السنة. وأجمع أهل السنة والجماعة على وصف الله تعالى بجميع ما وصف به نفسه ووصفه به نبيه من غير اعتراض فيه ولا تكييف له وأن الإيمان به واجب وترك التكييف له لازم، وعلى أنه تعالى غير محتاج إلى شيء مما خلق، وأنه تعالى يضل من يشاء ويهدى من يشاء ويعذب من يشاء وينعم على من يشاء، ويعز من يشاء ويغفر لمن يشاء ويغني من يشاء، ويؤتي الملك من يشاء وينزع الملك ممن يشاء، وأنه لا يسأل في شيء من ذلك عما يفعل، وأنه يفعل ما يشاء كما يريد، ويؤتي من يشاء ما يشاء لا اعتراض عليه كما قال: ﴿ذَلِكَ فَضْلُ اللَّهِ يُؤْتِيهِ مَنْ يَشَاءُ﴾ [المائدة:54] وقال: ﴿عَذَابِي أُصِيبُ بِهِ مَنْ أَشَاءُ﴾ [الأعراف:156] لا يسأل عما يفعل وهم يسألون، وعلى جميع الخلق الرضا بأحكام الله التي أمرهم أن يرضوا بها، والتسليم في جميع ذلك لأمره، والصبر على قضائه، والانتهاء إلى طاعته فيما دعاهم إلى فعله أو تركه، وأنه متصف بالعدل في جميع أفعاله وأحكامه ساءنا ذلك أم سرنا نفعنا أو ضرنا. وأجمعوا على أن الله خالق لجميع الحوادث وحده لا خالق لشيء منها سواه، يعطي من يشاء ويوفق من يشاء ويهدي من يشاء ويضل من يشاء، وهو المنعم المتفضل على عباده، وأنه ليس لأحد من الخلق الاعتراض على الله تعالى في شيء من تدبيره، وأن من يعترض عليه في أفعاله متبع لرأي الشيطان في ذلك حين امتنع من السجود لآدم عليه السلام وزعم أن ذلك فساد في التدبير وخروج من الحكمة حين ﴿قَالَ أَنَا خَيْرٌ مِنْهُ خَلَقْتَنِي مِنْ نَارٍ وَخَلَقْتَهُ مِنْ طِينٍ ۝٧٦﴾ [ص:76].
وأجمع أهل السنة والجماعة على أن للعباد حفظة يكتبون أعمالهم، وعلى أنه تعالى قد قدر جميع أفعال الخلق وآجالهم وأرزاقهم قبل خلقه لهم وأثبت في اللوح المحفوظ جميع ما هو كائن منهم إلى يوم يبعثون، وقد دل على ذلك بقوله: ﴿وَكُلُّ شَيْءٍ فَعَلُوهُ فِي الزُّبُرِ ۝٥٢ وَكُلُّ صَغِيرٍ وَكَبِيرٍ مُسْتَطَرٌ ۝٥٣﴾ [القمر:52–53]. وعلى أن عذاب القبر حق وأن الجنة حق وأن النار حق وأن الله يبعث من في القبور، وعلى أنه ينفخ في الصور قبل يوم القيامة ويصعق من في السموات ومن في الأرض إلا من شاء الله ثم ينفخ فيه أخرى فإذا هم قيام ينظرون، وعلى أن الله تعالى يعيدهم كما بدأهم، وأن الله تعالى ينصب الموازين لوزن أعمال العباد، وأن الخلق يؤتون يوم القيامة بصحائف فيها أعمالهم فمن أوتي كتابه بيمينه حوسب حسابا يسيرا، ومن أوتي كتابه بشماله فأولئك يصلون سعيرا، وعلى الصراط والشفاعة والحوض، وعلى أن الله تعالى يخرج من النار من في قلبه شيء من الإيمان بعد الانتقام منه. وأجمعوا على وجوب الأمر بالمعروف والنهي عن المنكر عليهم بأيديهم وبألسنتهم إن استطاعوا ذلك وإلا فبقلوبهم.
قال أبو الحسن الأشعري: «وأجمعوا على السمع والطاعة لأئمة المسلمين وعلى أن كل من ولي شيئا من أمورهم عن رضى أو غلبة وامتدت طاعته من بر وفاجر لا يلزم الخروج عليهم بالسيف جار أو عدل وعلى أن يغزوا معهم العدو ويحج معهم البيت وتدفع إليهم الصدقات إذا طلبوها ويصلى خلفهم الجمع والأعياد».

### فضل الصحابة
اتفق جمهور أهل السنة والجماعة على أن خير القرون قرن الصحابة ثم الذين يلونهم على كما دل عليه حديث: «خيركم قرني» وعلى أن خير الصحابة الأئمة الخلفاء الأربعة وأولهم: أبو بكر الصديق ثم عمر بن الخطاب ثم عثمان بن عفان ثم علي بن أبي طالب، ثم باقي العشرة المبشرين بالجنة ثم أهل بدر، وعلى أن الخيار بعد العشرة في أهل بدر من المهاجرين والأنصار على قدر الهجرة والسبق في الإسلام، وعلى أن كل من آمن بالله ورسوله وحصلت له الصحبة ولو ساعة أو اجتمع برسول الله أو رآه ولو مرة مع إيمانه به وبما دعا إليه أفضل من التابعين بذلك. وأن إمامة الخلفاء الراشدين كانت عن رضى من جماعتهم وأن الله ألف قلوبهم على ذلك لما أراده من إستخلافهم جميعا بقوله: ﴿وَعَدَ اللَّهُ الَّذِينَ آمَنُوا مِنْكُمْ وَعَمِلُوا الصَّالِحَاتِ لَيَسْتَخْلِفَنَّهُمْ فِي الْأَرْضِ كَمَا اسْتَخْلَفَ الَّذِينَ مِنْ قَبْلِهِمْ وَلَيُمَكِّنَنَّ لَهُمْ دِينَهُمُ الَّذِي ارْتَضَى لَهُمْ﴾ [النور:55] وأجمعوا على الكف عن ذكر الصحابة عليهم السلام إلا بخير ما يذكرون به وعلى أنهم أحق أن ينشر محاسنهم ويلتمس لأفعالهم أفضل المخارج وأن نظن بهم أحسن الظن وأحسن المذاهب ممتثلين في ذلك لقول رسول الله: «إذا ذكر أصحابي فأمسكوا» وقال أهل العلم معنى ذلك لا تذكروهم إلا بخير الذكر، وقوله «لا تؤذوني في أصحابي فوالذي نفسي بيده لو أنفق أحدكم مثل أحد ذهبا ما بلغ مد أحدهم ولا نصيفه» وعلى ما أثنى الله تعالى به عليهم بقوله: ﴿مُحَمَّدٌ رَسُولُ اللَّهِ وَالَّذِينَ مَعَهُ أَشِدَّاءُ عَلَى الْكُفَّارِ رُحَمَاءُ بَيْنَهُمْ تَرَاهُمْ رُكَّعًا سُجَّدًا يَبْتَغُونَ فَضْلًا مِنَ اللَّهِ وَرِضْوَانًا سِيمَاهُمْ فِي وُجُوهِهِمْ مِنْ أَثَرِ السُّجُودِ ذَلِكَ مَثَلُهُمْ فِي التَّوْرَاةِ وَمَثَلُهُمْ فِي الْإِنْجِيلِ﴾ [الفتح:29] ... الآية
وأجمعوا على أن ما كان بينهم من الأمور الدنيا لا يسقط حقوقهم كما لا يسقط ما كان بين أولاد يعقوب النبي عليه السلام من حقوقهم، وعلى أنه لا يجوز لأحد أن يخرج عن أقاويل السلف فيما أجمعوا عليه وعما اختلفوا فيه أو في تأويله لأن الحق لا يجوز أن يخرج عن أقاويلهم. وأجمعوا على النصيحة للمسلمين والتولي بجماعتهم وعلى التوادد في الله والدعاء لأئمة المسلمين والتبري ممن ذم أحدا من أصحاب رسول الله وأهل بيته وأزواجه وترك الاختلاط بهم والتبري منهم. فهذه الأصول التي مضى الأسلاف عليها واتبعوا حكم الكتاب والسنة بها واقتدى بهم الخلف الصالح في مناقبها.

### مفهوم الوسطية
مفهوم الوسطية في الإسلام عدم الإفراط ولا التفريط، بل وسطا بين ذلك قواما ودينا قيما لا غلو فيه ولا تقصير، فالمغالاة في الدين بتجاوز الحد فيه منهي عنها في الدين الإسلامي، والوسطية فيه مطلوب ديني لا يختص بمجموعة من المسلمين دون أخرى، وقد جاء عن أئمة أهل السنة والجماعة وعلمائهم أنهم يعتبرون التوسط في الدين منهجا دينيا عاما على اختلاف المسارات الاعتقادية والعملية والأخلاقية، ويعتبرون الغلو أو التقصير في أصول الاعتقاد أنه من سمات فرق الضلال كالخوارج ومن تبعهم فقد ذكروا في وصفهم ما رواه البخاري في صحيحه في الحديث بلفظ: «يحقر أحدكم صلاته مع صلاتهم..» الحديث. وذلك أنهم بالغوا في التعبد حتى وصفوا المقصرين والعصاة بالكفر، وهذا مخالف لوسطية الإسلام، ومن جهة أخرى فإنهم بالغوا في القول: أن المعصية كفر، وغالوا في تفسير آيات الوعيد حتى كفروا كل من يرتكب إثما وقالوا: أن العاصي مخلد في النار، ومنعوا بذلك رحمة الله عن الناس، ومن أصول اعتقاد أهل السنة والجماعة أنهم لا يكفرون أحدا من أهل القبلة بذنب يرتكبه، وأن الجزاء الأخروي بمشيئة الله ولا شأن للمخلوقين بتقرير ذلك.
ومن أمثلة الغلو في الدين ما ذكر في القرآن من وصف النصارى لعيسى ابن مريم بصفات الألوهية، قال الله تعالى: ﴿وَمَنْ يُعَظِّمْ شَعَائِرَ اللَّهِ فَإِنَّهَا مِنْ تَقْوَى الْقُلُوبِ ۝٣٢﴾ [الحج:32] فالأنبياء والعلماء والصالحون لهم مكانة واحترام وهم أولى بالتعظيم، والمنهي عنه في الإسلام إنما هو الإطراء بمعنى: المبالغة في تعظيم المخلوق ووصفه بما لا يستحق، فالألوهية لله وحده لا شريك له.
وقد جاء في القرآن التأكيد على أن الله جعل الأمة المحمدية أمة وسطا في قوله تعالى: ﴿وَكَذَلِكَ جَعَلْنَاكُمْ أُمَّةً وَسَطًا﴾ [البقرة:143] أي: خيارا عدولا، أي: جعلناكم دون الأنبياء وفوق الأمم. والوسط: العدل، وأصل هذا أن أحمد الأشياء أوسطها. وروى الترمذي: «عن أبي سعيد الخدري عن النبي ﷺ في قوله تعالى: ﴿وَكَذَلِكَ جَعَلْنَاكُمْ أُمَّةً وَسَطًا﴾ [البقرة:143] قال: عدلا». قال: هذا حديث حسن صحيح. وفي التنزيل: ﴿قَالَ أَوْسَطُهُمْ﴾ [القلم:28]، أي: أعدلهم وخيرهم.
وقال زهير:
وقال آخر:
وقال آخر:
ووسط الوادي: خير موضع فيه وأكثره كلأ وماء. ولما كان الوسط مجانبا للغلو والتقصير كان محمودا، أي هذه الأمة لم تغل غلو النصارى في أنبيائهم، ولا قصروا تقصير اليهود في أنبيائهم. وفي الحديث: «خير الأمور أوسطها»، وفيه عن علي رضي الله عنه: «عليكم بالنمط الأوسط، فإليه ينزل العالي، وإليه يرتفع النازل».
قال الشاطبي في معنى قول الله تعالى: ﴿وَأَنَّ هَذَا صِرَاطِي مُسْتَقِيمًا فَاتَّبِعُوهُ وَلَا تَتَّبِعُوا السُّبُلَ فَتَفَرَّقَ بِكُمْ عَنْ سَبِيلِهِ ذَلِكُمْ وَصَّاكُمْ بِهِ لَعَلَّكُمْ تَتَّقُونَ ۝١٥٣﴾ [الأنعام:153]: فالصراط المستقيم هو سبيل الله الذي دعا إليه، وهو السنة، والسبل هي سبل الاختلاف الحائدين عن الصراط المستقيم وهم أهل البدع، وليس المراد سبل المعاصي؛ لأن المعاصي من حيث هي معاص لم يضعها أحد طريقا تسلك دائما على مضاهاة التشريع، وإنما هذا الوصف خاص بالبدع المحدثات. وعن مجاهد في قوله: ﴿وَلَا تَتَّبِعُوا السُّبُلَ﴾ [الأنعام:153]، قال: البدع والشبهات. وسئل مالك عن السنة؟ فقال: هي ما لا اسم له غير السنة، وتلا: ﴿وَأَنَّ هَذَا صِرَاطِي مُسْتَقِيمًا فَاتَّبِعُوهُ وَلَا تَتَّبِعُوا السُّبُلَ فَتَفَرَّقَ بِكُمْ عَنْ سَبِيلِهِ﴾ [الأنعام:153]. فهذا التفسير يدل على شمول الآية لجميع طرق البدع، لا تختص ببدعة دون أخرى. ومن الآيات قول الله تعالى: ﴿وَعَلَى اللَّهِ قَصْدُ السَّبِيلِ وَمِنْهَا جَائِرٌ وَلَوْ شَاءَ لَهَدَاكُمْ أَجْمَعِينَ ۝٩﴾ [النحل:9]. فالسبيل القصد هو طريق الحق، وما سواه جائر عن الحق أي: عادل عنه وهي طرق البدع والضلالات.
والصراط المستقيم الذي لا اعوجاج فيه هو سبيل الله الذي دعا إليه، ومهمة الأنبياء والرسل هداية الناس إلى صراط الله المستقيم هداية دلالة وإرشاد، والله يهدي من يشاء ويضل من يشاء ومن يضلل الله فما له من هاد، والضلال والضلالة: ضد الهدي والهدى، وهو الخروج عن الطريق، فالضال يلتبس عليه الأمر حيث لم يكن له هاد يهديه، وهو الدليل، فصاحب البدعة لما غلب الهوى مع الجهل بطريق السنة توهم أن ما ظهر له بعقله هو الطريق القويم دون غيره، فمضى عليه، فحاد بسببه عن الطريق المستقيم، فهو ضال وإن كان بزعمه يتحرى قصدها. فالمبتدع من هذه الأمة، إنما ضل في أدلتها، حيث أخذها مأخذ الهوى والشهوة لا مأخذ الانقياد تحت أحكام الله، وهذا هو الفرق بين المبتدع وغيره؛ لأن المبتدع جعل الهوى أول مطالبه، وأخذ الأدلة بالتبع.
وقد جاء النهي عن كثرة السؤال والمغالات فيه لقوله تعالى: ﴿يَا أَيُّهَا الَّذِينَ آمَنُوا لَا تَسْأَلُوا عَنْ أَشْيَاءَ إِنْ تُبْدَ لَكُمْ تَسُؤْكُمْ﴾ [المائدة:101] وفي الحديث: «عن أبي هريرة عن النبي ﷺ قال: "دعوني ما تركتكم إنما هلك من كان قبلكم بسؤالهم واختلافهم على أنبيائهم فإذا نهيتكم عن شيء فاجتنبوه وإذا أمرتكم بأمر فأتوا منه ما استطعتم"». ولمسلم بلفظ: «ذروني» وهي بمعنى دعوني وذكر مسلم سبب هذا الحديث من رواية محمد بن زياد فقال: «عن أبي هريرة خطبنا رسول الله ﷺ فقال: يا أيها الناس قد فرض الله عليكم الحج فحجوا، فقال رجل: أكل عام يا رسول الله؟ فسكت حتى قالها ثلاثا، فقال رسول الله: لو قلت نعم لوجبت ولما استطعتم، ثم قال ذروني ما تركتكم..». قال ابن حجر: والمراد بهذا الأمر ترك السؤال عن شيء لم يقع خشية أن ينزل به وجوبه أو تحريمه، والنهي عن كثرة السؤال لما فيه غالبا من التعنت، وخشية أن تقع الإجابة بأمر يستثقل، فقد يؤدي لترك الامتثال فتقع المخالفة.
قال ابن فرج: معنى قوله ذروني ما تركتكم لا تكثروا من الإستفصال عن المواضع التي تكون مفيدة لوجه ما ظهر ولو كانت صالحة لغيره، والنهي عن التنقيب عن ذلك لأنه قد يفضي إلى مثل ما وقع لبني إسرائيل، إذ أمروا أن يذبحوا البقرة فلو ذبحوا أي بقرة كانت لامتثلوا ولكنهم شددوا فشدد عليهم. وفيه دليل النهي عن كثرة المسائل والمغالاة في ذلك، قال البغوي في شرح السنة: المسائل على وجهين أحدهما: ما كان على وجه التعليم لما يحتاج إليه من أمر الدين فهو جائز بل مأمور به لقوله تعالى: ﴿فَاسْأَلُوا أَهْلَ الذِّكْرِ﴾ [النحل:43] ... الآية، وعلى ذلك تتنزل أسئلة الصحابة عن الأنفال والكلالة وغيرهما. ثانيهما: ما كان على وجه التعنت والتكلف، وهو المراد في هذا الحديث والله أعلم، ويؤيده ورود الزجر في الحديث عن ذلك وذم السلف، فعند أحمد من حديث معاوية أن النبي ﷺ نهى عن الأغلوطات قال الأوزاعي: هي شداد المسائل، وقال الأوزاعي أيضا: «إن الله إذا أراد أن يحرم عبده بركة العلم ألقى على لسانه المغاليط، فلقد رأيتهم أقل الناس علما» وقال ابن وهب: سمعت مالكا يقول: «المراء في العلم يذهب بنور العلم من قلب الرجل» وقال ابن العربي: «كان النهي عن السؤال في العهد النبوي خشية أن ينزل ما يشق عليهم، فأما بعد فقد أمن ذلك لكن أكثر النقل عن السلف بكراهة الكلام في المسائل التي لم تقع» قال: «وإنه لمكروه إن لم يكن حراما إلا للعلماء فإنهم فرعوا ومهدوا فنفع الله من بعدهم بذلك، ولا سيما مع ذهاب العلماء ودروس العلم» انتهى. ملخصا. وفي الحديث: «إنما أهلك الذين من قبلكم كثرة مسائلهم واختلافهم على أنبيائهم».
قال الشاطبي: فمن نصوص القرآن الدالة على ذم البدعة: قول الله تعالى: ﴿هو الذي أنزل عليك الكتاب منه ءايات محكمات هن أم الكتاب وأخر متشابهات فأما الذين في قلوبهم زيغ فيتبعون ما تشابه منه ابتغاء الفتنة وابتغاء تأويله... الآية﴾ [آل عمران:7]، فالمحكمات بينات واضحات الدلالة لا التباس فيها على أحد من الناس، والمتشابهات تحتمل دلالتها موافقة المحكم وقد تحتمل شيئا آخر من حيث اللفظ والتركيب لا من حيث المراد. وفي رواية للبخاري بلفظ: «فإذا رأيت الذين يتبعون ما تشابه منه فأولئك الذين سمى الله فاحذروهم». وفي رواية: «إذا رأيتم الذين يتبعون ما تشابه منه فأولئك الذين سمى الله فاحذروهم». وفي رواية: «قد حذركم الله فإذا رأيتموهم فاعرفوهم». روى ابن كثير عن الإمام أحمد: في قوله: ﴿فأما الذين في قلوبهم زيغ فيتبعون ما تشابه منه﴾ قال: «هم الخوارج»، وفي قوله: ﴿يوم تبيض وجوه وتسود وجوه﴾، قال: «هم الخوارج». ورجح الطبري أنه وإن كان نزول الآية في نصارى نجران إلا أنه يشمل جميع أصناف المبتدعة كان من النصرانية أو اليهودية أو المجوسية أو كان سبئيا أو حروريا أو قدريا أو جهميا وغيرهم ممن يجادلون فيه.
وهذا بخلاف استخدام العقل وسيلة للتفكر في المخلوقات المؤدي إلى الإيمان، حيث دلت نصوص الشريعة على استخدام البرهنة العقلية في إثبات العقائد، قال ابن خلدون: «وأمهات العقائد الإيمانية معللة بأدلتها العقلية وأدلتها من الكتاب والسنة كثير وهي معلومة ومقررة، وما وقع من الخلاف في العقائد أكثره من اتباع المتشابه».
الجدول التالي يعرض وجهة النظر السنية من ناحية أن أهل السنة والجماعة هم أهل الوسطية في المعتقدات.
| القضاء والقدر        | الجبرية: غلوا في إثبات القدر، فنفوا فعل العبد أصلا، وجعلوا الإنسان مقسورا ومجبورا وليس له اختيارات أبدا.                                                                       | أهل السنة والجماعة: فتوسطوا وجعلوا له اختيارا، ولكن اختياره مربوط بمشيئة الله: وَمَا تَشَاءُونَ إِلَّا أَنْ يَشَاءَ اللَّهُ وقالوا: إن العباد فاعلون والله خالقهم وخالق أفعالهم، كما ذكر القرآن: وَاللَّهُ خَلَقَكُمْ وَمَا تَعْمَلُونَ. فهذا توسطهم في باب القضاء والقدر.                                                                      | القدرية: فرطوا في القضاء والقدر، وقالوا إن الإنسان هو الذي يخلق أفعاله وليس لله قدرة على هداية العبد أو على إضلاله.                                                                                          |
| مسالة الإيمان والدين | الحرورية والمعتزلة: فالحرورية يسمون مرتكب الكبيرة كافرا ويستحلون دمه وماله، وأما المعتزلة فقالوا: إن مرتكب الكبيرة خرج من الإيمان ولم يدخل في الكفر فهو بمنزلة بين المنزلتين؟. | أهل السنة والجماعة: جعلوا الإنسان مستحقا اسم الإيمان واسم الإسلام، ولو كان معه شيء من الذنوب وشيء من المعاصي، فمرتكب الكبيرة عندهم ناقص الإيمان، قد نقص إيمانه بقدر ما ارتكب من معصيته، فلا ينفون عنه الإيمان أصلا ولا يخرجونه من الإسلام بالكلية، ولم يجعلوا المذنب كامل الإيمان بل جعلوه مؤمنا ناقص الإيمان. | المرجئة والجهمية: فالمرجئة قالوا: أن مرتكب الكبيرة مؤمن كامل الإيمان ولا يستحق دخول النار، وقالوا لا يضر مع الإيمان ذنب كما لا ينفع مع الكفر طاعة، فعندهم أن من صدّق بقلبه ولو لم يعمل فهو مؤمن كامل الإيمان. |
| علي بن أبي طالب      | النواصب والخوارج: النواصب قالوا: بفسق علي بن أبي طالب، والخوارج قالوا: بكفر علي بن أبي طالب.                                                                                   | أهل السنة والجماعة: قالوا أن علي بن أبي طالب خليفة راشد وأنه أفضل من ألوف من الصحابة إلا ثلاثة وهم أبو بكر وعمر وعثمان وكلهم ذوي فضل، ولكنه ليس معصوما كعصمة الأنبياء. | الشيعة: فالإثناعشرية قالوا: بأنه معصوم كعصمة الأنبياء وأنه أفضل من كل الأنبياء إلا النبي محمد. |

## التاريخ
بطبيعة الحال يتصور كثير من أهل السنة اليوم أن الإسلام السني يمثل طبيعة الإسلام الذي ظهر في الفترة اللاحقة لموت الرسول ، وأن باقي الطوائف هي انشقاقات عن الإسلام السني، كذلك ترى الطوائف الأخرى في المقابل بطبيعة الحال أيضا أنها هي الأصل أو الممثل لطبيعة الإسلام الأولى، والأخذ بالتصور السني هو أمر يشير إليه مؤرخون مثل آرون هويز بأنها مغالطة شائعة لأنها مبنية على الأخذ بمصادر متأخرة وأيدولوجية كما لو كانت تمثل سرد تاريخي منضبط، ويرسخ ذلك الانطباع كون الغالبية العظمى من عموم المسلمين ينتسبون للسنة، بينما يُعزى الطائفتان الكبريان، السنة والشيعة، وغيرهما من الطوائف، لكونهم نتاج نهائي لخلافات أيدولوجية امتدت لقرون، استخدمت فيها كل طائفة الآخر لتثبيت هويتها وتعاليمها.

### أول بِدعة في الإسلام
كانت أول بِدعة وقعت في الإسلام فتنة الخوارج، وكان خروجهم عن الحق بسبب الدنيا، وهو ما ذكره ابن كثير الدمشقي (ت 774 هـ) في تفسيره حيث قال: «فإن أول بِدعة وقعت في الإسلام فتنة الخوارج، وكان مبدؤهم بسبب الدنيا حين قسم رسول الله ﷺ غنائم حنين، فكأنهم رأوا في عقولهم الفاسدة أنه لم يعدل في القسمة، ففاجئوه بهذه المقالة، فقال قائلهم -وهو ذو الخويصرة -بقر الله خاصرته- اعدل فإنك لم تعدل، فقال له رسول الله ﷺ: «لقد خبت وخسرت إن لم أكن أعدل أيأمنني على أهل الأرض ولا تأمنوني»، فلما قفا الرجل استأذن عمر بن الخطاب -وفي رواية: خالد بن الوليد- (ولا بعد في الجمع)- رسول الله في قتله، فقال: «دعه فإنه يخرج من ضئضئ هذا -أي: من جنسه- قوم يحقر أحدكم صلاته مع صلاتهم وصيامه مع صيامهم، وقراءته مع قراءتهم، يمرقون من الدين كما يمرق السهم من الرمية، فأينما لقيتموهم فاقتلوهم، فإن في قتلهم أجرا لمن قتلهم»..». وهذا الحديث في الصحيحين وغيرهما بروايات صحيحة ومنها في صحيح مسلم: «عن جابر بن عبد الله قال أتى رجل رسول الله ﷺ بالجعرانة -منصرفه من حنين- وفي ثوب بلال: فضة، ورسول الله ﷺ يقبض منها يعطي الناس، فقال: يا محمد اعدل، قال: «ويلك ومن يعدل إذا لم أكن أعدل لقد خبت وخسرت إن لم أكن أعدل» فقال عمر بن الخطاب رضي الله عنه: دعني يا رسول الله فأقتل هذا المنافق، فقال: «معاذ الله أن يتحدث الناس أني أقتل أصحابي، إن هذا وأصحابه يقرؤون القرآن لا يجاوز حناجرهم، يمرقون منه كما يمرق السهم من الرمية»».
وفي كلام ابن كثير أن ذا الخويصرة رأس الخوارج فإنه استحدث شبهة الخروج على الحق، ويدل عليه قوله: «يخرج من ضئضئ هذا..» أي: من جنسة، ومثل هذا استحداث الفتنة في زمن عثمان بن عفان والخروج عليه وقتله، إلا أن خروجهم عن الحق لم يكن تحت مسمى فرقة إلا في زمن الخليفة علي بن أبي طالب حينما أعلنوا انشقاقهم عنه بعد وقعة صفين فكانوا أول فرقة ظهرت في الإسلام، فقد انضموا في بداية الأمر إلى صف علي بن أبي طالب، فلما قبل بالتحكيم أعلنوا خروجهم وصاحوا قائلين: «لا حكم إلا لله»، فرد عليهم علي بن أبي طالب بقوله: «كلمة حق يراد من ورائها باطل»، حيث كان خروجهم لسبب دنيوي تحت مسمى ديني، وقد استشار الصحابة بشأنهم وحاورهم ابن عباس وغيره من الصحابة، ثم اتفقت أقوال الصحابة على وجوب قتالهم بما لديهم من نصوص الأحاديث الدالة على قتالهم إذا أعلنوا خروجهم، وقتلهم علي بن أبي طالب بالنهروان. قال ابن كثير: «ثم كان ظهورهم أيام علي بن أبي طالب، وقتلهم بالنهروان، ثم تشعبت منهم شعوب وقبائل وآراء وأهواء ومقالات ونحل كثيرة منتشرة، ثم نبعت القدرية، ثم المعتزلة ثم الجهمية وغير ذلك من البدع التي أخبر عنها الصادق المصدوق في قوله: «وستفترق هذه الأمة على ثلاث وسبعين فرقة، كلها في النار إلا واحدة» قالوا: من هم يا رسول الله؟ قال: «من كان على ما أنا عليه وأصحابي»..». وفي رواية عن حذيفة: «إن في أمتي قوما يقرؤون القرآن ينثرونه نثر الدقل، يتأولونه على غير تأويله». عن ابن العاص عن رسول الله ﷺ قال: «إن القرآن لم ينزل ليكذب بعضه بعضا، فما عرفتم منه فاعملوا به، وما تشابه منه فآمنوا به». قال النووي: «قوله ﷺ: «يقرؤون القرآن لا يجاوز حناجرهم»، قال القاضي: فيه تأويلان: أحدهما: معناه: لا تفقهه قلوبهم ولا ينتفعون بما تلوا منه، ولا لهم حظ سوى تلاوة الفم والحنجرة والحلق إذ بهما تقطيع الحروف، الثاني: معناه: لا يصعد لهم عمل ولا تلاوة ولا يتقبل». وقد جاء في الحديث: «يمرقون من الدين» وفي رواية مسلم: «يمرقون منه كما يمرق السهم من الرمية»، أي: من الدين، والمراد به هنا: دين الإسلام، كما في الرواية الأخرى بلفظ: «يمرقون من الإسلام»، كما يدل عليه قول الله تعالى: ﴿إِنَّ الدِّينَ عِنْدَ اللَّهِ الْإِسْلَامُ﴾ [آل عمران:19]. قال القاضي: معناه: يخرجون منه خروج السهم إذا نفذ الصيد من جهة أخرى، ولم يتعلق به شيء منه، والرمية هي الصيد المرمي. وقال الخطابي: هو الطاعة أي: من طاعة الإمام. انتهى ملخصا من كلام النووي. وقد ثبت في الصحيحين وغيرهما الكثير من الأحاديث الصحيحة في نعت الخوارج بأنهم: «يقتلون أهل الإسلام ويدعون أهل الأوثان»، وجاء في وصفهم حديث: «يحسنون القيل ويسيؤون الفعل». وجاء في حديث ذي الخويصرة في صحيح مسلم بلفظ: «فقال رسول الله ﷺ: إن من ضئضئ هذا قوما يقرءون القرآن لا يجاوز حناجرهم يقتلون أهل الإسلام ويدعون أهل الأوثان يمرقون من الإسلام كما يمرق السهم من الرمية لئن أدركتهم لأقتلنهم قتل عاد».
استحدث الخوارج أول بدعة في الإسلام تتضمن مقولات متشددة ومبالغ فيها، واتخذوا من مبدأ التكفير سببا للخروج على ولاة أمر المسلمين، وبما أن علي بن أبي طالب كان صارما في التعامل معهم وبما لديه من الفقه في الدين، فقد حاورهم وحاول أن يستعيدهم للصواب فرجع منهم من رجع وبقي منهم من بقي، وبعد وقعة النهروان لم يبق منهم إلا عدد قليل تفرقوا في البلدان. ذكر ابن بطال في حديث عن علي بن أبي طالب أنه قال في أثناء خطبته: «مايمنع أشقاكم أن يخضبها بدم» وأشار إلى لحيته. وقد توجه من الخوارج عبد الرحمن بن ملجم لقتل علي بن أبي طالب فقتله في المسجد يوم الجمعة قبل صلاة الفجر.

### الكلام في الصفات ومسائل الاعتقاد
بعد ظهور الخوارج وانشقاقهم عن جماعة الصحابة تفرعت منهم فرق كثيرة، وقد وصفهم أهل السنة بأنهم أهل الأهواء المضلة الذين استحدثوا بأهوائهم ما لا أصل له في الشريعة وتكلموا فيما نهى الله ورسوله عن البحث فيه فاختلفت أهواؤهم وافترقت آرآؤهم وتحولت شبهاتهم إلى معتقدات صاروا بسببها جماعات متفرقة، وكان أئمة أهل السنة من متقدمي عصر السلف يكتفون بإضاح القول فيما يحتاج إلى إيضاح ولا يتكلمون فيما نهى الله ورسوله عن الخوض فيه، ويتركون الخصام والجدال والمراء فيه، قال ابن خلدون في تاريخه المدون في القرن الثامن الهجري: «وأمهات العقائد الإيمانية معللة بأدلتها العقلية، وأدلتها من الكتاب والسنة كثير وهي معلومة ومقررة، وما وقع من الخلاف في العقائد أكثره من اتباع المتشابه». وجاء في كلامه أنه لما كان وجوب التنزيه لله تعالى في وصفه بالكمال المطلق، ودلت عليه النصوص كقوله تعالى: ﴿لَيْسَ كَمِثْلِهِ شَيْءٌ﴾ [الشورى:11] فقد بالغت القدرية (المعتزلة) في التنزيه مما أدى إلى استحداث بدعة القول بإنكار صفات ثابتة بالنص، وبالمقابل فقد ظهر في عصر السلف مبتدعة بالغوا في إثبات الصفات، اتبعوا المتشابهات من النصوص وفسروها بحسب الظاهر، فوقعوا في التجسيم المناقض لآيات التنزيه الصريح، وذكر أبو الفتح الشهرستاني (479 هـ/ 548 هـ) في كتابه: «الملل والنحل» أن المعتزلة لما بالغوا في التنزيه فأنكروا صفات ثابتة بالنص أطلقوا عليهم معطلة، وأن السلف لما كانوا من مثبتي الصفات كانوا يسمونهم الصفاتية، وأن بعض السلف بالغوا في إثبات الصفات فوقعوا في التجسيم، وذكر منها بدعة محمد بن كرام السجستاني، في القول بالتجسيم وتنسب إليه الكرامية، وقد نصرهم محمود بن سُبُكْتِكِيْن السلطان، (وكان من الكرامية). قال ابن خلدون: «ولم يبق في هذه الظواهر إلا اعتقادات السلف ومذاهبهم والإيمان بها كما هي لئلا يكون النفي على معانيها بنفيها مع أنها صحيحة ثابتة من القرآن».
اتفق أهل السنة والجماعة سلفا وخلفا على أن النصوص الموهمة بظاهرها للتشبيه بالحوادث هي من المتشابهات التي لا يجوز الخوض فيها، وقد نهى الله عن الخوض فيها؛ لأنه من صفات أهل الزيغ والضلال حيث أنهم تكلموا فيما لم يأذن به الله مما ليس لهم به علم وفسروا المتشابهات وفق أهوائهم، وقد ورد ذلك في القرآن في قوله تعالى: ﴿فَأَمَّا الَّذِينَ فِي قُلُوبِهِمْ زَيْغٌ فَيَتَّبِعُونَ مَا تَشَابَهَ مِنْهُ ابْتِغَاءَ الْفِتْنَةِ وَابْتِغَاءَ تَأْوِيلِهِ وَمَا يَعْلَمُ تَأْوِيلَهُ إِلَّا اللَّهُ﴾ [آل عمران:7]. روى ابن كثير: «عن ابن عباس أنه قال: التفسير على أربعة أنحاء: فتفسير لا يعذر أحد في فهمه، وتفسير تعرفه العرب من لغاتها، وتفسير يعلمه الراسخون في العلم، وتفسير لا يعلمه إلا الله عز وجل. ويروى هذا القول عن عائشة وعروة وأبي الشعثاء وأبي نهيك وغيرهم».
هناك مذهبان مرويان عن الصحابة ذكرهما المفسرون في قوله تعالى: ﴿وَمَا يَعْلَمُ تَأْوِيلَهُ إِلَّا اللَّهُ﴾ [آل عمران:7]، وقد ذكر ابن جرير الطبري القول في تأويل الآية: أن المتشابه لا يعلم تأويله إلا الله، قال: «وأما الراسخون في العلم فيقولون: ﴿آمَنَّا بِهِ كُلٌّ مِنْ عِنْدِ رَبِّنَا﴾ [آل عمران:7]، لا يعلمون ذلك، ولكن فضل علمهم في ذلك على غيرهم العلم بأن الله هو العالم بذلك دون من سواه من خلقه». ثم ذكر اختلاف أهل التأويل في تأويل ذلك وهل ﴿الراسخون﴾ يعلمون بتأويل المتشابه، أم أنهم يقولون: ءامنا بالمتشابه وصدقنا أن علم ذلك لا يعلمه إلا الله؟
فقال بعضهم: معنى ذلك: وما يعلم تأويل ذلك إلا الله وحده منفردا بعلمه، وأما الراسخون في العلم فيؤمنون به ولا يعلمون تأويله، عن عائشة قالت: «كان من رسوخهم في العلم أن آمنوا بمحكمه ومتشابهه، ولم يعلموا تأويله». وروى هذا عن ابن عباس وعروة وأبي نهيك الأسدي وعمر بن عبد العزيز ومالك.
وقال آخرون: بل معنى ذلك: ﴿وَمَا يَعْلَمُ تَأْوِيلَهُ إِلَّا اللَّهُ وَالرَّاسِخُونَ فِي الْعِلْمِ﴾ [آل عمران:7]، وهم مع علمهم بذلك ورسوخهم في العلم يقولون: ﴿آمَنَّا بِهِ كُلٌّ مِنْ عِنْدِ رَبِّنَا﴾ [آل عمران:7]. وروى عن ابن عباس أنه قال: «أنا ممن يعلم تأويله». وعن مجاهد: ﴿وَالرَّاسِخُونَ فِي الْعِلْمِ﴾ [آل عمران:7]: يعلمون تأويله ويقولون: ﴿آمَنَّا بِهِ﴾ [آل عمران:7]. قال أبو جعفر: «وأما معنى التأويل في كلام العرب فإنه التفسير والمرجع والمصير. ورجح ابن جرير الطبري (وهو من أئمة السلف): القول الأول وهو: أن المتشابه لا يعلم تأويله إلا الله، قال: وأما ﴿الراسخون في العلم﴾ فلا يعلمون تأويل المتشابه، يقولون: ءامنا بالمتشابه وصدقنا أن علم ذلك لا يعلمه إلا الله».
وهذا المذهبان المرويان عن السلف حكاهما ابن كثير (وهو من علماء القرن الثامن الهجري) أولهما: أنه لا يعلم تأويل المتشابه إلا الله، وهو ما رواه ابن جرير على قراءة ابن عباس وابن مسعود وأبي ابن كعب، وكذا رواه ابن جرير عن عمر بن عبد العزيز ومالك بن أنس: أنهم يؤمنون به ولا يعلمون تأويله، واختار ابن جرير هذا القول. وهذا هو مذهب التسليم أو التفويض لأنهم يفوضون علم ذلك لله ولا يأولون المتشابه بل يؤمنون به ويقولون: لا يعلم تأويله إلا الله، وهذا القول مروي عن أئمة السلف.
وثانيهما: لا يعلم تأويل المتشابه الذي أراد ما أراد ﴿إِلَّا اللَّهُ وَالرَّاسِخُونَ فِي الْعِلْمِ﴾ [آل عمران:7] يعلمون تأويله ﴿يَقُولُونَ آمَنَّا بِهِ﴾ [آل عمران:7]، ثم ردوا تأويل المتشابه على ما عرفوا من تأويل المحكمات التي لا تأويل لأحد فيها إلا تأويل واحد، فاتسق بقولهم الكتاب، وصدق بعضه بعضا فنفذت الحجة وظهر به العذر وزاح به الباطل ودفع به الكفر، ويسمى مذهب التأويل وهو مروي عن بعض أئمة السلف،
قال ابن كثير: «وتبعهم كثير من المفسرين وأهل الأصول وقالوا: الخطاب بما لا يفهم بعيد، وقد روى ابن أبي نجيح عن مجاهد عن ابن عباس أنه قال: «أنا من الراسخين الذين يعلمون تأويله». وقال ابن أبي نجيح عن مجاهد: والراسخون في العلم يعلمون تأويله ويقولون: آمنا به. وكذا قال الربيع بن أنس. وقال محمد بن إسحاق عن محمد بن جعفر بن الزبير: ﴿وَمَا يَعْلَمُ تَأْوِيلَهُ﴾ [آل عمران:7] الذي أراد ما أراد ﴿إِلَّا اللَّهُ وَالرَّاسِخُونَ فِي الْعِلْمِ يَقُولُونَ آمَنَّا بِهِ﴾ [آل عمران:7] ثم ردوا تأويل المتشابه على ما عرفوا من تأويل المحكمة التي لا تأويل لأحد فيها إلا تأويل واحد، فاتسق بقولهم الكتاب، وصدق بعضه بعضا فنفذت الحجة وظهر به العذر وزاح به الباطل ودفع به الكفر، وفي الحديث: أن رسول الله صلى الله عليه وسلم دعا لابن عباس فقال: «اللهم فقهه في الدين وعلمه التأويل»».
هناك نصوص من الكتاب والسنة تدل على استخدام الاستدلالات العقلية في إثبات مسائل الاعتقاد، وهذا لا خلاف فيه عند أهل السنة والجماعة، إلا أن الكلام في مسائل الاعتقاد الذي استحدثته الفرق المنشقة عن أهل السنة والجماعة أخذ منحىً آخر، حيث أنهم تكلموا فيما نهى الله ورسوله عن الخوض فيه.
قال الشهرستاني: «اعلم أن السلف من أصحاب الحديث لما رأوا توغل المعتزلة في علم الكلام ومخالفة السنة التي عهدوها من الأئمة الراشدين ونصرهم جماعة من أمراء بني أمية على قولهم بالقدر وجماعة من خلفاء بني العباس على قولهم بنفي الصفات وخلق القرآن تحيروا في تقرير مذهب أهل السنة والجماعة في متشابهات آيات الكتاب الحكيم وأخبار النبي الأمين ﷺ». قال: «فأما أحمد بن حنبل وداود بن علي الأصفهاني وجماعة من أئمة السلف فجروا على منهاج السلف المتقدمين عليهم من أصحاب الحديث مثل: مالك بن أنس ومقاتل بن سليمان وسلكوا طريق السلامة فقالوا: نؤمن بما ورد به الكتاب والسنة ولا نتعرض للتأويل بعد أن نعلم قطعا أن الله عز وجل لا يشبه شيئا من المخلوقات وأن كل ما تمثل في الوهم فإنه خالقه ومقدره، وكانوا يحترزون عن التشبيه إلى غاية أن قالوا من حرك يده عند قراءته قوله تعالى: ﴿خَلَقْتُ بِيَدَيَّ﴾ [ص:75] أو أشار بإصبعيه عند روايته: «قلب المؤمن بين إصبعين من أصابع الرحمن» وجب قطع يده وقلع أصبعيه». وسبب توقفهم في تفسير الآيات واجتناب الخوض في المتشابهات، للمنع الوارد في التنزيل في قوله تعالى: ﴿فَأَمَّا الَّذِينَ فِي قُلُوبِهِمْ زَيْغٌ فَيَتَّبِعُونَ مَا تَشَابَهَ مِنْهُ ابْتِغَاءَ الْفِتْنَةِ وَابْتِغَاءَ تَأْوِيلِهِ وَمَا يَعْلَمُ تَأْوِيلَهُ إِلَّا اللَّهُ وَالرَّاسِخُونَ فِي الْعِلْمِ يَقُولُونَ آمَنَّا بِهِ كُلٌّ مِنْ عِنْدِ رَبِّنَا وَمَا يَذَّكَّرُ إِلَّا أُولُو الْأَلْبَابِ ۝٧﴾ [آل عمران:7] قالوا: فنحن نحترز عن الزيغ، وقالوا: أن التأويل أمر مظنون بالاتفاق والقول في صفات الباري بالظن غير جائز فربما أولنا الآية على غير مراد الباري تعالى فوقعنا في الزيغ بل نقول كما قال الراسخون في العلم ﴿كُلٌّ مِنْ عِنْدِ رَبِّنَا﴾ [آل عمران:7] آمنا بظاهره وصدقنا بباطنه ووكلنا علمه إلى الله تعالى ولسنا مكلفين بمعرفة ذلك إذ ليس ذلك من شرائط الإيمان وأركانه. فهذا هو طريق السلامة وليس هو من التشبيه في شيء. غير أن جماعة من الشيعة الغالية وجماعة من أصحاب الحديث الحشوية صرحوا بالتشبيه.
وكان للإمام أحمد بن حنبل دور بارز في مناصرة السنة والدفاع عنها، والصبر في المحنة وواجه الاضطهاد من المعتزلة، وتبعه في ذلك أئمة الحنابلة الذين تابعوا طريقته في الدفاع عن السنة وساروا على طريقته، وعمل أبو الحسن الأشعري في الرد على أهل الأهواء وصاغ منهجا يقوم على أساس إثبات العقائد الدينية بالأدلة السمعية والعقلية، ويعتمد على منهج الأئمة السابقين، على قاعدة أن النقل هو الأساس وأن العقل خادم للنقل ووسيلة لإثباته والبرهان على صحته. وجمع ما تفرق من كلام علماء أهل السنة والجماعة، وأيد النقل بالعقل، وأبطل مغالطات وأباطيل المعتزلة وغيرها، وقارن ذلك ظهور أبو منصور الماتريدي فيما وراء النهر، وقام بعمل مماثل لعمل لعمل أبي الحسن الأشعري. قال الشهرستاني: «وأما السلف الذين لم يتعرضوا للتأويل ولا تهدفوا للتشبيه فمنهم: مالك بن أنس رضي الله عنهما إذ قال: الاستواء معلوم والكيفية مجهولة والإيمان به واجب والسؤال عنه بدعة، ومثل أحمد بن حنبل رحمه الله وسفيان الثوري وداود بن علي الأصفهاني ومن تابعهم حتى انتهى الزمان إلى عبد الله بن سعيد الكلابي وأبي العباس القلانسي والحارث بن أسعد المحاسبي وهؤلاء كانوا من جملة السلف إلا أنهم باشروا علم الكلام وأيدوا عقائد السلف بحجج كلامية وبراهين أصولية، وصنف بعضهم ودرس بعض حتى جرى بين أبي الحسن الأشعري وبين أستاذه مناظرة في مسألة من مسائل الصلاح والأصلح فتخاصما، وانحاز الأشعري إلى هذه الطائفة فأيد مقالتهم بمناهج كلامية وصار ذلك مذهبا لأهل السنة والجماعة وانتقلت سمة الصفاتية إلى الأشعرية.»
ذكر ابن خلدون في تاريخه:« أنه لما كثر تدوين العلوم وألف المتكلمون في التنزيه حدثت بدعة المعتزلة، واستحدثوا فتنة القول بأن القرآن مخلوق، وهو بدعة صرح السلف بخلافها وعظم ضرر هذه البدعة ولقنها بعض الخلفاء عن أئمتهم فحمل الناس عليها وخالفهم أئمة السلف، فاستحل لخلافهم إيسار كثير منهم ودماؤهم». ثم قال: «وكان ذلك سببا لانتهاض أهل السنة بالأدلة العقلية على هذه العقائد دفعا في صدور هذه البدع وقام بذلك الشيخ أبو الحسن الأشعري إمام المتكلمين فتوسط بين الطرق ونفى التشبيه وأثبت الصفات المعنوية وقصر التنزيه على ما قصره عليه السلف وشهدت له الأدلة المخصصة لعمومه، فأثبت الصفات الأربع المعنوية والسمع والبصر والكلام القائم بالنفس بطريق النقل والعقل ورد على المبتدعة في ذلك كله، وتكلم معهم فيما مهدوه لهذه البدع من القول بالصلاح والأصلح والتحسين والتقبيح وكمل العقائد في البعثة وأحوال الجنة والنار والثواب والعقاب». وقال: «وألحق بذلك الكلام في الإمامة لما ظهر حينئذ من بدعة الإمامية من قولهم إنها من عقائد الإيمان وإنه يجب على النبي تعيينها والخروج عن العهدة في ذلك لمن هي له وكذلك على الأمة وقصارى أمر الإمامة أنها قضية مصلحية إجماعية ولا تلحق بالعقائد فلذلك ألحقوها بمسائل هذا الفن وسموا مجموعة علم الكلام». وقال ابن خلدون: «وكثر أتباع الشيخ أبي الحسن الأشعري واقتفى طريقته من بعده تلاميذه كابن مجاهد وغيره وأخذ عنهم القاضي أبو بكر الباقلاني فتصدر للإمامة في طريقتهم وهذبها ووضع المقدمات العقلية التي تتوقف عليها الأدلة والأنظار». وقال: «وبالجملة فموضوع علم الكلام عند أهله إنما هو العقائد الإيمانية بعد فرضها صحيحة من الشرع من حيث يمكن أن يستدل عليها بالأدلة العقلية فترفع البدع وتزول الشكوك والشبه عن تلك العقائد».

## التعريف بأهل السنة والجماعة
أهل السنة والجماعة لقب جرى تداوله منذ فترات سابقة في تاريخ الإسلام بسبب الفرق التي ظهر معظمها في عصور السلف، ثم صارت هذه التسمية تمييزا لهم عن الفرق المخالفة لهم، وأصل التسمية عند أئمة أهل السنة والجماعة يرجع إلى معنى الاتباع، فالسنة المتبعة هي الطريقة المسلوكة في الدين، والجماعة أهل الاتباع هم الخلفاء الراشدون والأئمة المجتهدون من الصحابة والتابعين والفقهاء من أهل الرأي وأهل الحديث ومن سار على نهجهم واقتفى أثرهم وأخذ عنهم طريقتهم بالنقل والإسناد المتصل، وقد انتقل فقه الصحابة إلى التابعين فمن بعدهم من الأئمة، وكان لهم اجتهادات في الفروع والتي نتج عنها ظهور المذاهب الفقهية، واشتهر منها طريقتان للمنهج الفقهي ذكرهما ابن خلدون في تاريخه (الذي دونه في القرن الثامن الهجري) هما: منهج فقهاء أهل الرأي في العراق ومقدم جماعتهم الذي استقر المذهب فيه وفي أصحابه أبو حنيفة، ومنهج فقهاء أهل الحديث في الحجاز وإمامهم مالك بن أنس والشافعي من بعده. وذكر ابن خلدون وغيره أن الإمام الشافعي هو أول من وضع علم أصول الفقه الذي صاغه في كتابه: «الرسالة»، فجمع بذلك بين طريقتي الرأي والحديث، وتلخص مذهب أهل السنة في هذه المرحلة في مذاهب الأئمة الثلاثة وهم: أبو حنيفة ومالك والشافعي، واستقر فقه أهل السنة على هاتين الطريقتين فيهم وفي أصحابهم من بعدهم، ودخل في جماعتهم أئمة المذاهب الأخرى المتفقون معهم في أصول الدين، وتبعهم الأئمة الفقهاء من أصحاب هاتين الطريقتن في القرن الثالث الهجري، ثم استقر الفقه في أئمة المذاهب الأربعة، ودخل في جماعتهم أئمة المذاهب الفقهية الأخرى الذين اتفقوا معهم في الأصول.
بعد انتشار المعتزلة خصوصا في الفترات الأخيرة من عصر السلف وظهور المشبهة والمجسمة وغيرها من الفِرق التي ظهر معظمها في عصر السلف وحدوث الكلام في الصفات وغيرها بدأت بسبب ذلك مرحلة أخرى في استظهار أصول اعتقاد أهل السنة وتأييد مقالتهم بالأدلة ودفع الشبه عنها، وحصل من خلال هذا تمايز هذه الفِرق وكشف أوصافها ومقولاتها ومسمياتها وكتب عنها علماء الأصول في «كتب الفرق» (معظمها في القرن الرابع الهجري)، ومنهم: أبو المظفر الإسفراييني في كتاب: «التبصير في الدين» ذكر تلك الفِرق ثم قال: «فهؤلاء الذين ذكرناهم اثنتان وسبعون فرقة»، والفِرقة الثالثة والسبعون هم أهل السنة والجماعة من أصحاب الحديث والرأي. ومنهم: عبد القاهر البغدادي من فقهاء المذهب الشافعي في كتابه: «الفَرق بين الفِرق»، وضح فيه أسماء هذه الفِرق وصفاتها ومقولاتها التي افترقت بسببها عن بعضها ومخالفاتها لأهل السنة، وأن أهل السنة والجماعة هي الفرقة الثالثة والسبعون وأنهم جماعة واحدة من أهل الرأي وأهل الحديث، وكلهم متفقون على قول واحد في أصول الدين، وإن اختلفوا في فروع الأحكام فذلك لا يلحق بسببه تفسيق ولا تبديع ولا تكفير، وكانت التسمية تطلق على أهل السنة والجماعة تمييزا لهم عن الخوارج والمعتزلة والمجسمة وفرق التشيع وغيرها من الفِرق المخالفة لهم.
التعريف الذي يميز أهل السنة والجماعة عن غيرهم من المخالفين لهم إنما يقوم على أساس الاتفاق على قول واحد في الأصول التي اجتمعت عليها جماعة أهل السنة، في المنهج المتبع والطريقة المسلوكة، وإلى هذا أشار عبد القاهر البغدادي في موضع آخر من هذا الكتاب حيث قال: «قد اتفق جمهور أهل السنة والجماعة على أصول من أركان الدين كل ركن منها يجب على كل عاقل بالغ معرفة حقيقته ولكل ركن منها شعب وفي شعبها مسائل اتفق أهل السنة فيها على قول واحد وضللوا من خالفهم فيها..»، وقد بين هذه الأصول ثم قال: «فهذه أصول اتفق أهل السنة على قواعدها وضللوا من خالفهم فيها وفى كل ركن منها مسائل أصول ومسائل فروع وهم يجمعون على أصولها وربما اختلفوا في بعض فروعها اختلافا لا يوجب تضليلا ولا تفسيقا».
فأهل السنة هم أصحاب المذاهب الفقهية المعتبرة من فقهاء أهل الرأي وأهل الحديث الذين سلكوا مسلك أئمة هاتين الطريقتين، وكلهم متفقون على قول واحد في الأصول، وأصول اعتقاد أهل السنة مأخوذة أصلا من الصحابة باعتبار أنهم هم الذين تلقوا عقيدة الإسلام من مصدرها الأول وتلقاها عنهم من بعدهم، وأصول اعتقاد أهل السنة في أواخر عصر السلف ومن بعدهم منقولة عن أئمتهم السابقين من أهل الرأي وأهل الحديث الذين تلقوها عمن سبقهم بالنقل عن أئمة الصحابة والتابعين حسب ما هو مقرر في كتب علمائهم، وإنما يظهر الفرق في سبب تأسيس قواعد علم التوحيد ومنهج أئمته في الاستدلال.
وطريقة أهل الحديث تعتمد في الاستدلال على الأدلة السمعية أي: النقلية من الكتاب والسنة والإجماع فيما يكون منها دليلا تقوم به حجة لإثبات الحكم، وطريقة أهل النظر والصناعة النظرية، وتعتمد في الاستدلال على الأدلية السمعية والنظرية باعتبار أن الأدلة السمعية هي الأصل، والأدلة العقلية خادمة لها.
كان ظهور تلك الفِرق المخالفة لأهل السنة في الأصول وتمايزها وافتراق بعضها عن بعض أدى بواقع الحال إلى وصف أهل السنة في هذه الحالة بأنها فِرقة من ضمن هذه الفِرق، ووصف أهل السنة والجماعة بذلك إنما هو بالنسبة لتعريفهم في مقابل الفِرق المخالفة لهم في الأصول.
بعد ذهاب عصر السلف انتقل مذهب أهل السنة والجماعة إلى من بعدهم، واشتهر مذهب أهل السنة والجماعة على طريقة أبي الحسن الأشعري في العراق وخراسان والشام والمغرب والأندلس وغيرها، واشتهر مذهب أهل السنة والجماعة على طريقة أبي منصور الماتريدي في ما وراء النهر وغيرها، واختص جماعة من أهل الحديث بنقل معتقد أهل السنة والجماعة على طريقة الأثرية من أهل الحديث، ثم أصبح لقب أهل السنة والجماعة يطلق على الأشعرية والماتريدية والأثرية من أهل الحديث، باعتبار أن أهل السنة والجماعة من أصحاب الصناعة النظرية هم الأشعرية والماتريدية، حيث قرروا عقيدة أهل السنة والجماعة بطريقة الصناعة النظرية، وأما الأثرية فلم يكونوا أصحاب صناعة نظرية، بل اقتصروا في تقرير عقيدة أهل السنة والجماعة على الطريقة السمعية (الكتاب والسنة والإجماع)، وربما أخذ بعضهم بطريقة المتكلمين من أهل النظر، فأهل السنة والجماعة على اختلاف طرقهم في تقرير عقيدة أهل السنة والجماعة هم مكون واحد متفقون على قول واحد في أصول الدين، وربما اختلفوا في بعض فروعها اختلافا لا يوجب تضليلا ولا تفسيقا.
هناك تسميات متعددة ذكرها العلماء للتعريف بأهل السنة والجماعة، ومهما اختلفت صياغتها في استعمالات العلماء من أهل السنة والجماعة فمردها واحد، والاختلاف في صياغتها خلاف شكلي لا أكثر، وبعد ظهور أبي الحسن الأشعري وأبي منصور الماتريدي اشتهر لقب أهل السنة والجماعة على الأشعرية والماتريدية أكثر، قال ابن عابدين في تقرير اعتقاد أهل السنة والجماعة: مما يجب اعتقاده على كل مكلف بلا تقليد لأحد وهو ما عليه أهل السنة والجماعة وهم الأشاعرة والماتريدية، وهم متوافقون إلا في مسائل يسيرة أرجعها بعضهم إلى الخلاف اللفظي كما بين في محله. وذكر غيره مثل هذا، ووجه ذلك: أن الأشعرية والماتريدية عملوا على إثبات عقيدة أئمة أهل السنة بالمناهج الكلامية، وإنما كان اشتهار هذه التسمية باعتبار أن أصحاب الصناعة النظرية من أهل السنة والجماعة دونوا وحققوا أكثر من غيرهم، إذ أن الأثرية لم يكونوا أهل صناعة نظرية، وكان أول من وضع قواعد علم التوحيد على مذهب أهل السنة والجماعة أبو الحسن الأشعري ومن تبعه من بعده، وأبو منصور الماتريدي ومن تبعه من بعده. فلو قلنا مثلا: أجمع جمهور أهل السنة والجماعة على تقديم الشرع على العقل، ومقابل هذا أن المعتزلة بالغوا في تقديس العقل فقدموه على نصوص الشرع بدليل أن بعض المعتزلة كبعض الخوارج أنكروا حد الرجم بحجة أنه مستقبح عقلا، وأنكروا نصوص السنة الثابتة في الرجم، وقام أبو الحسن الأشعري باستخدام البراهين العقلية والحجج الكلامية لإثبات قول أهل السنة والجماعة في مسألة تقديم أدلة الشرع على العقل، والماتريدية فعلوا كذلك، وعلى كل الأحوال فإن الأشعرية والماتريدية والأثرية كلهم متفقون على القول بتقديم الشرع على العقل.
كما أنهم ذكروا الفرق الإسلامية وجعلوا منها أهل السنة والجماعة فرقة واحدة، وإنما يكون الخلاف بين أهل السنة والجماعة في الفروع، ومهما كان اختلافهم في فروع الأحكام فلا يحكم بعضهم على بعض بالكفر ولا يصفه بالابتداع، وما قد يقع من خلاف في مسائل العقيدة فهو خلاف شكلي قد يلتبس على العوام، بسبب الحكم على الأشياء من غير استبيان، أو المبالغة في الحكم من غير علم، ومن انتسب إلى أهل السنة والجماعة وخالف إجماعهم فقوله منسوب إليه ومحسوب عليه وحده ومردود عليه، فأهل السنة والجماعة في أصول الاعتقاد مذهب واحد.
قال تاج الدين السبكي في شرح عقيدة ابن الحاجب: «اعلم أن أهل السنة والجماعة كلهم قد اتفقوا على معتقد واحد فيما يجب ويجوز ويستحيل، وإن اختلفوا في الطرق والمبادي الموصلة لذلك، أو في لِمِّية ما هنالك. وبالجملة فهم بالاستقراء ثلاث طوائف الأول: أهل الحديث ومعتمد مباديهم: الأدلة السمعية أعني: الكتاب، والسنة، والإجماع. الثانية: أهل النظر العقلي والصناعة الفكرية وهم: الأشعرية، والحنفية. وشيخ الأشعرية: أبو الحسن الأشعري، وشيخ الحنفية: أبو منصور الماتريدي، وهم متفقون في المبادي العقلية في كل مطلب يتوقف السمع عليه، وفي المبادي السمعية فيما يدرك العقل جوازه فقط، والعقلية والسمعية في غيرها، واتفقوا في جميع المطالب الاعتقادية إلا في مسألة التكوين ومسألة التقليد. الثالثة: أهل الوجدان والكشف؛ وهم الصوفية، ومباديهم مبادي أهل النظر والحديث في البداية، والكشف والإلهام في النهاية».
وقد قام الإمام عبد القاهر البغدادي في كتابه الفرق بين الفرق بإحصاء الفرق والطوائف المخالفة لمذهب أهل السنة والجماعة التي ظهرت في تاريخ المسلمين، والتي عاصرها وهي تشتمل على اثنتين وسبعين فرقة منها: الروافض، والخوارج، والقدرية، والمرجئة، والنجارية، والبكرية، والضرارية، والجهمية، والكرامية، ثم قال: «فأما الفرقة الثالثة والسبعون فهي أهل السنة والجماعة من فريقي الرأي والحديث دون من يشتري لهو الحديث، وفقهاء هذين الفريقين وقراؤهم ومحدثوهم ومتكلمو أهل الحديث منهم، كلهم متفقون على مقالة واحدة في توحيد الصانع وصفاته، وعدله وحكمته، وفي أسمائه وصفاته، وفي أبواب النبوة والإمامة، وفي أحكام العقبى، وفي سائر أصول الدين. وإنما يختلفون في الحلال والحرام من فروع الأحكام، وليس بينهم فيما اختلفوا فيه منها تضليل ولا تفسيق وهم الفرقة الناجية، ويجمعها الإقرار بتوحيد الصانع وقدم صفاته الأزلية، وإجازة رؤيته من غير تشبيه ولا تعطيل، مع الإقرار بكتب الله ورسله وبتأييد شريعة الإسلام، وإباحة ما أباحه القرآن وتحريم ما حرمه القرآن، مع قيود ما صح من سنة رسول الله، واعتقاد الحشر والنشر، وسؤال الملكين في القبر، والإقرار بالحوض والميزان. فمن قال بهذه الجهة التي ذكرناها ولم يخلط إيمانه بشيء من بدع الخوارج والروافض والقدرية وسائر أهل الأهواء فهو من جملة الفرقة الناجية -إن ختم الله له بها- ودخل في هذه الجملة جمهور الأمة وسوادها الأعظم من أصحاب مالك والشافعي وأبي حنيفة والأوزاعي والثوري وأهل الظاهر...»
وذكر السفاريني «أهل السنة والجماعة ثلاث فرق: الأثرية: وإمامهم أحمد بن حنبل، والأشعرية: وإمامهم أبو الحسن الأشعري. والماتريدية: وإمامهم أبو منصور الماتريدي، وأما فرق الضلال فكثيرة جدا». وقال في كتاب العين والأثر: أهل السنة والجماعة ثلاث طوائف هم الأشاعرة والحنابلة والماتريدية.

### طريقة الأثرية في مسائل الاعتقاد
الطريقة الأثرية هي التي تستند على الأثر، والأثر في اللغة بقية الشيء، والمأثور ما ينقله خلف عن سلف، والأثرية من أهل الحديث عند علماء الكلام يطلق على العلماء الذين اعتمدوا في مسائل العقيدة على الأثر الذي يقوم على النقل والأخذ بالأدلة السمعية أي: الكتاب والسنة والإجماع، والأثر بمعنى المأثور قد يكون أعم من الحديث، إلا أن المقصود لا يختلف، وأهل السنة والجماعة سواء كانوا من أهل الأثر أو النظر كلهم من أهل الحديث، لكن الفرق في التسمية يظهر في طريقة الاستدلال، وهذا الفرق مهم في التسمية، وذلك أن الأدلة السمعية أساسية في الأحكام الشرعية سواء كانت علمية أو عملية، غير أن الأحكام العملية يكون فيها القياس عند فقد النص، بخلاف الأحكام العلمية (العقيدة) فهي تُؤخذ بالأدلة السمعية عن طريق النقل والنص، ولا مجال فيها للقياس، وقد كان أئمة أهل السنة والجماعة في عصر الصحابة والتابعين يهتمون بنقل علم الشريعة وروايته واستنباط الأحكام الفرعية، وأما الأمور الاعتقادية فكانوا يتلقونها بالمشافهة ولم تكن هي موضع بحثهم واجتهادهم؛ لأنها أمور ثابتة ومقررة متفق عليها، وإنما كانوا يوضحون منها ما هو بحاجة إلى إيضاح وبيان وعند الحاجة لدفع الشبهة، فالأثرية من أهل الحديث اعتمدوا بصفة أساسية على الأدلة السمعية، وأما أهل النظر والصناعة النظرية فجمعوا بين الأدلة السمعية والعقلية معا، ويقصد بهم المتكلمون من فقهاء أهل الرأي أو من فقهاء أهل الحديث.
بعد انتشار المعتزلة خلال القرن الثالث الهجري وبحسب ما ذكر ابن خلدون وغيره أن المعتزلة توغلوا في الصفات فأنكروا صفات ثابتة واستخدموا أساليب كلامية لتأييد ما استحدثوه، وكان من السلف جماعة تعلقوا بظواهر نصوص متشابهة وبالغوا في إثبات الصفات فوقعوا في التجسيم الصريح المناقض للتنزيه، وأما السلف الذين أخذوا بمنهج المتقدمين عليهم من أهل الحديث وسلكوا مسلك السلامة فقالوا في النصوص المتشابهة: نؤمن بها ولا نتعرض لتأويلها، قال الشهرستاني: «وأما السلف الذين لم يتعرضوا للتأويل ولا تهدفوا للتشبيه فمنهم: مالك بن أنس رضي الله عنهما إذ قال: الاستواء معلوم والكيفية مجهولة والإيمان به واجب والسؤال عنه بدعة، ومثل أحمد بن حنبل رحمه الله وسفيان الثوري وداود بن علي الأصفهاني ومن تابعهم حتى انتهى الزمان إلى عبد الله بن سعيد الكلابي وأبي العباس القلانسي والحارث بن أسعد المحاسبي وهؤلاء كانوا من جملة السلف إلا أنهم باشروا علم الكلام وأيدوا عقائد السلف بحجج كلامية وبراهين أصولية». والسلف من أهل الحديث لما رأوا توغل المعتزلة في علم الكلام ومخالفة السنة التي عهدوها من الأئمة الراشدين؛ تحيروا في تقرير مذهب أهل السنة والجماعة في النصوص المتشابهات، قال الشهرستاني: «فأما أحمد بن حنبل وداود بن علي الأصفهاني وجماعة من أئمة السلف فجروا على منهاج السلف المتقدمين عليهم من أصحاب الحديث مثل: مالك بن أنس ومقاتل بن سليمان، وسلكوا طريق السلامة فقالوا: نؤمن بما ورد به الكتاب والسنة ولا نتعرض للتأويل بعد أن نعلم قطعا أن الله عز وجل لا يشبه شيئا من المخلوقات، وأن كل ما تمثل في الوهم فإنه خالقه ومقدره، وكانوا يحترزون عن التشبيه إلى غاية أن قالوا: من حرك يده عند قراءته قوله تعالى: ﴿خَلَقْتُ بِيَدَيَّ﴾ [ص:75] أو أشار بإصبعيه عند روايته: «قلب المؤمن بين إصبعين من أصابع الرحمن» وجب قطع يده وقلع أصبعيه»

### طريقة أهل النظر
الطريقة النظرية بمعنى: الاستدلال العقلي والصناعة الفكرية القائمة على أسس منهجية، والمقصود بذلك على وجه الخصوص هو طريقة المتكلمين من أهل السنة لإثبات العقائد الدينية بالأدلة العقلية والنقلية، بناء على أن العقل يؤكد النقل ولا تعارض بينهما، وفي مواضع كثيرة من القرآن يُذكر التأمل والتفكر والتدبر والتعقل وإعمال العقل والاستدلال بالعقل، وأن التفكر في المخلوقات يدل على الخالق، ومن ذلك خطاب عَبَدة الأوثان ومنكري البعث وغيرهم بعبارات ترشدهم للتفكر في بطلان ما اعتقدوه، والحال أنهم لما كانوا لا يؤمنون بنصوص الشرع ذكر لهم أدلة عقلية في سياق النص الشرعي، وقد ذكر ابن خلدون في العبر: أن أمهات العقائد الإيمانية معللة بأدلتها العقلية وهي معلومة ومقررة عند الأئمة من السلف وحققها الأئمة من بعدهم إلا أنه عرض بعد ذلك خلاف في تفاصيل هذه العقائد أكثر مثارها من الآي المتشابهة فدعا ذلك إلى الخصام والنظر والاستدلال بالعقل وزيادة إلى النقل فحدث بذلك علم الكلام.
بعد سنة مائتين للهجرة ظهر جماعة من السلف بالغوا في إثبات الصفات فوقعوا في التجسم، وخالفوا أئمة السلف المتقدمين عليهم الذين ءامنوا بما ثبت من النصوص الموهمة للتشبيه ولم يتعرضوا لمعناها ببحث ولا تأويل، ولا تعرضوا لتأويلها ولا تفسيرها لجواز أن تكون ابتلاء فيجب الوقف والإذعان له، وقد وصفهم ابن خلدون بأنهم مبتدعة شذوا بما استحدثوه واتبعوا ما تشابه من الآيات وتوغلوا في التشبيه عملا بظواهر وردت بذلك فوقعوا في التجسيم الصريح ومخالفة آي التنزيه المطلق التي هي أكثر موارد الشرع.
ثم لما كثرت العلوم وألف المتكلمون في التنزيه حدثت بدعة المعتزلة في تعميم هذا التنزيه في آي السلوب فقضوا بنفي صفات المعاني.. قال: «وكان ذلك سببا لانتهاض أهل السنة بالأدلة العقلية على هذه العقائد دفعا في صدور هذه البدع وقام بذلك الشيخ أبو الحسن الاشعري إمام المتكلمين فتوسط بين الطرق ونفى التشبيه وأثبت الصفات المعنوية وقصر التنزيه على ما قصره عليه السلف وشهدت له الأدلة المخصصة لعمومه، فأثبت الصفات الأربع المعنوية والسمع والبصر والكلام القائم بالنفس بطريق النقل والعقل ورد على المبتدعة في ذلك كله وتكلم معهم فيما مهدوه لهذه البدع من القول بالصلاح والأصلح والتحسين والتقبيح وكمل العقائد في البعثة وأحوال الجنة والنار والثواب والعقاب..»، وذكر أنه كثر أتباع الشيخ أبي الحسن الأشعري واقتفى طريقته من بعده تلاميذه كابن مجاهد وغيره وأخذ عنهم القاضي أبو بكر الباقلاني وغيره.
وتضمن كلام ابن خلدون بيان السبب المباشر لنشأة علم الكلام على مذهب أهل السنة حيث صاغه أبو الحسن الأشعري وتبعه أصحابه من بعده، وهو علم يقوم على أساس إثبات العقائد الدينية بأدلة العقل والنقل، وكان أبو الحسن الأشعري من فقهاء أهل الحديث، وبنى طريقته على منهج العقل والنقل على أنه لا تعارض بين العقل والنقل.
من جهة أخرى فقد كان هناك عمل مماثل لعمل أبي الحسن الأشعري، قام به أبو منصور الماتريدي (المتوفى سنة: 333 هـ) كان من علماء المذهب الحنفي في بلاد ما وراء النهر، وكان ذلك بسبب انتشار مقولات المعتزلة والمشبهة وغيرهما في أواخر عصر السلف، وقد صنف أبو منصور مؤلفات في المقالات وفي الأصول وفي الرد على المعتزلة والقرامطة والروافض، مات بسمرقند سنة: ثلاث وثلاثين وثلاثمائة هجرية. والذي قام به أبو الحسن الأشعري (المتوفى سنة 324 هـ)، وأبو منصور الماتريدي (المتوفى سنة 333 هـ) هو أخذ أقول الصحابة والتابعين ومن بعدهم من الأئمة في أصول الدين وإيضاحها وتأييدها بزيادة وشرح وتبيين، وتأسيس المنهج النظري وقواعد الاستدلال العقلي لإثبات العقائد الدينية بالطرق السمعية والنظرية معا، أي: بالأدلة النقلية والعقلية، ودفع الشبهات عنها، حيث قاما بصياغة هذا المنهج على طريقة أهل السنة والجماعة هما وأصحابهما من بعدهما، وصار هذا المنهج علما مستقلا يسمى علم الكلام، وكان الغرض منه إيضاح عقيدة أهل السنة التي كان عليها الصحابة ومن تبعهم من الأئمة وتأييدها بالأدلة، بسبب انتشار بدعة المعتزلة والمجسمة وغيرها من الفرق المخالفة لأهل السنة، وصارت سمة أهل النظر والصناعة النظرية عند أهل السنة والجماعة تُطلق على الأشاعرة نسبة إلى إمامهم أبي الحسن الأشعري، والماتريدية نسبة إلى إمامهم أبي منصور الماتريدي.قال عبد القادر بن أبي الوفاء القرشي (المتوفى: 775 هـ) في كتابه: الجواهر المضية في طبقات الحنفية: «الإمام أبو مَنْصُور الماتريدي رئيس أهل السّنة وَأَتْبَاعه من الحنيفة أكثر، والإمام أبو الحسن الْأَشْعَرِيّ وَأَتْبَاعه من الشَّافِعِيَّة أكثر».
لا خلاف أن أئمة السلف استخدموا البرهنة العقلية، ومن أمثلة ذلك ما ذكره أبو عبد الرحمن الأذرمي في مجلس الواثق، حتى ظهر في عصر السلف جماعة أيدوا عقائد أهل السنة والجماعة بحجج كلامية وبراهين أصولية ودونوا في ذلك، قال الشهرستاني في الملل والنحل: «حتى انتهى الزمان إلى عبد الله بن سعيد الكلابي وأبي العباس القلانسي والحارث بن أسعد المحاسبي وهؤلاء كانوا من جملة السلف إلا أنهم باشروا علم الكلام وأيدوا عقائد السلف بحجج كلامية وبراهين أصولية..».
واستخدام الطرق الكلامية عند أهل السنة والجماعة لا يعد مذموما لذاته إذ أنه طريقة استدلالية، وإنما قد يكون مذموما لاعتبارات أخرى، وذلك أن ما يُؤْثَر عن السلف من ذم الكلام فيما سكت عنه الصحابة، وفيما يستخدم منه للجدل والمراء، فأهل السنة والجماعة إنما استخدموه عند انتشار أهل الأهواء من أجل إِبطال شُبههم وبيان الحق لا ليعد مهنة للجدل والتشويش على العامة، وقد ذكر المؤرخ ابن خلدون أن نشأة علم الكلام كانت بسبب حدوث بدعة المعتزلة والمشبهة وغيرها، وذكر أنه غير ضروري لهذا العهد، أي: الفترة التي عاشها في القرن الثامن الهجري، وذكر أن الملحدة والمبتدعة قد انقرضوا، والأئمة من أهل السنة كفونا شأنهم فيما كتبوا ودونوا، والأدلة العقلية إنما احتاجوا إليها حين دافعوا ونصروا، وأما الآن فلم يبق منها إلا كلام تنزه البارئ عن كثير إيهاماته وإطلاقه.
وقد انقرضت تلك الفرق فلا حاجة للكلام فيما هو غائب عن أذهان الناس، لكن إمكان ظهور أهل الأهواء يستلزم أن يكون من بين علماء الدين في كل عصر متمرس في علم الكلام إذا كانت له معرفة واسعة بعلوم الشريعة، فالمتكلم الذي لا علم له في الدين واقع في الخطأ لا محالة، ولو قرأنا تاريخ أهل السنة والجماعة لوجدنا المتكلمين منهم علماء في الدين من أهل الحديث والفقه وعلم الشريعة، كما أنه لا يلزم كل فرد تعلم علم الكلام بل هو مخصوص ببعض أفراد من أهل العلم في الدين في كل زمان للرد على أهل الأهواء، قال ابن خلدون: «لكن فائدته في آحاد الناس وطلبة العلم فائدة معتبرة إذ لا يحسن بحامل السنة الجهل بالحجج النظرية على عقائدها». وأيضا نجد بعضهم اشتهر بالكلام وبعضهم لم يشتهر به، وسبب ذلك يرجع إلى قاعدة عندهم فسرها أبو حامد الغزالي بالقول: أن مثل علم الكلام مثل الدواء الخطر الذي يحتاج لطبيب ماهر، لا يُستخدم إلا عند الحاجة، أي: أن الصحيح لا حاجة له إلى الدواء، بل ربما يضره تناول الدواء، وشبَّهه في موضع آخر بالسلاح فلا يُستخدم إلا عند الحاجة.
تصدر الأشاعرة والماتريدية للرد على الفرق الضالة والطوائف المنحرفة، ويعدون هم وأهل الطريقة الأثرية مكون واحد هم سواد علماء أهل السنة والجماعة الأعظم في علم التفسير وعلم الحديث وفي شتى تخصصات العلم الشرعي.
قال بدر الدين الزركشي في كتابه «البحر المحيط»: «واعلم أن الشيخ أبا الحسن الأشعري كان يتبع الشافعي في الفروع والأصول وربما يخالفه في الأصول، كقوله بتصويب المجتهدين في الفروع، وليس ذلك مذهب الشافعي، وكقوله: "لا صيغة للعموم". قال الشيخ أبو محمد الجويني: «ونقل مخالفته أصول الشافعي ونصوصه وربما ينسب المبتدعون إليه ما هو بريء منه كما نسبوا إليه أنه يقول: ليس في المصحف قرآن، ولا في القبور نبي، وكذلك الاستثناء في الإيمان ونفي قدرة الخالق في الأزل، وتكفير العوام، وإيجاب علم الدليل عليهم. وقد تصفحت ما تصحفت من كتبه، وتأملت نصوصه في هذه المسائل فوجدتها كلها خلاف ما نسب إليه». وقال ابن فورك في كتاب شرح كتاب المقالات للأشعري في مسألة تصويب المجتهدين: اعلم أن شيخنا أبا الحسن الأشعري يذهب في الفقه ومسائل الفروع وأصول الفقه أيضا مذهب الشافعي ونص قوله في كتاب التفسير في باب إيجاب قراءة الفاتحة على المأموم: خلاف قول أبي حنيفة، والجهر بالبسملة: خلاف قول مالك، وفي إثبات آية البسملة في كل سورة آية منها قرآنا منزلا فيها، ولذلك قال في كتابه في أصول الفقه بموافقة أصوله».

### علم السلوك
علم السلوك أو علم التصوف، من العلوم الشرعية، منهج أو طريق يسلكه العبد للوصول إلى المعرفة بالله والعلم به، والتحقق بمقام الإحسان، وذلك عن طريق الاجتهاد في العبادات واجتناب المنهيات، وتربية النفس وتطهير القلب من الأخلاق السيئة، وتحليته بالأخلاق الحسنة، والزهد في الدنيا وأصله أن هذه الطريقة لم تزل طريقة الحق والهداية عند كبار الصحابة والتابعين ومن بعدهم، وأصلها العكوف على العبادة والانقطاع إلى الله تعالى والإعراض عن زخرف الدنيا وزينتها والزهد فيما يقبل عليه الجمهور من لذة ومال وجاه، والانفراد عن الخلق في الخلوة للعبادة، وكان ذلك عاما في الصحابة والسلف فلما فشا الإقبال على الدنيا في القرن الثاني وما بعده وجنح الناس إلى مخالطة الدنيا اختص المقبلون على العبادة باسم الصوفية والمتصوفة. طريقة التصوف منهج السلوك، والمريد هو السالك في الطريقة، ويحتاج في علمه بالطريقة إلى المربي وهو الذي يقود السالك ويرشده إلى السلوك القويم حتى يتمكن من سلوك الطريق، ويترقى في مراقي العبودية بازدياد الإيمان بفعل الطاعات وترك المنهيات، والترقي في مراتب الإحسان بالتقرب إلى الله بالنوافل بعد فعل الفروض والواجبات، والانفراد عن الخلق والإقبال على العبادة ومحاسبة النفس ومعالجة القصور ومجاهدة النفس، حتى ينشأ في كل مجاهدة وعبادة حال يترقى فيها من حال إلى حال، وأصلها كلها الطاعة والإخلاص ويتقدمها الإيمان ويصاحبها، وتنشأ عنها الأحوال، والصفات نتائج وثمرات، ثم تنشأ عنها أخرى وأخرى إلى مقام التوحيد والعرفان، ولا يزال المريد يترقى من مقام إلى مقام إلى أن ينتهي إلى التوحيد والمعرفة التي هي الغاية المطلوبة للسعادة. ولهم مع ذلك آداب مخصوصة بهم واصطلاحات في ألفاظ تدور بينهم، وقد صار علم الشريعة على صنفين صنف مخصوص بالفقهاء وأهل الفتيا، وصنف مخصوص بأهل التصوف في القيام بهذه المجاهدة ومحاسبة النفس عليها والكلام في الأذواق والمواجد العارضة في طريقها وكيفية الترقي منها من ذوق إلى ذوق وشرح الاصطلاحات التي تدور بينهم في ذلك.
قال ابن خلدون: «وبعد تدوين العلوم كتب رجال من أهل هذه الطريقة في طريقهم، فمنهم من كتب في الورع ومحاسبة النفس على الاقتداء في الأخذ والترك كما فعله القشيري في كتاب الرسالة، والسهروردي في كتاب عوارف المعارف وأمثالهم، وجمع الغزالي رحمه الله بين الأمرين في كتاب إحياء علوم الدين فدون فيه أحكام الورع والاقتداء ثم بين آداب القوم وسننهم وشرح اصطلاحاتهم في عباراتهم وصار علم التصوف في الملة علما مدونا بعد أن كانت الطريقة عبادة فقط وكانت أحكامها إنما تتلقى من صدور الرجال كما وقع في سائر العلوم التي دونت بالكتاب من التفسير والحديث والفقه والأصول وغير ذلك».
وقد عد بعض علماء السنة بعض أساليب التصوف من الأمور المخالفة للسنة، مثل الامتناع عن الطعام قال القرطبي: «فَأَمَّا طَرِيقَةُ الصُّوفِيَّةِ: أَنْ يَكُونَ الشَّيْخُ مِنْهُمْ يَوْمًا وَلَيْلَةً وَشَهْرًا، مُفَكِّرًا لَا يَفْتُرُ، فَطَرِيقَةٌ بَعِيدَةٌ عَنِ الصَّوَابِ، غَيْرُ لَائِقَةٍ بِالْبَشَرِ، وَلَا مُسْتَمِرَّةٌ عَلَى السُّنَنِ»، وأما الرقص والتصفيق فهو منسوب إلى من يفعله لا إلى هذا العلم، قال العز بن عبد السلام: «وأما الرقص والتصفيق فخفة ورعونة مشبهة لرعونة الإناث، لا يفعلها إلى راعن أو متصنع كذاب، وكيف يتأتى الرقص المتزن بأوزان الغناء ممن طاش لبه، وذهب قلبه، وقد قال عليه السلام: «خير القرون قرني، ثم الذين يلونهم، ثم الذين يلونهم»، ولم يكن أحد من هؤلاء الذين يُقتدى بهم يفعل شيئاً من ذلك، وإنما استحوذ الشيطان على قوم يظنون أن طربهم عند السماع إنما هو متعلق بالله عز وجل، ولقد مانوا فيما قالوا، وكذبوا فيما ادعوا... ومن هاب الإله وأدرك شيئاً من تعظيمه لم يَتصور من رقص ولا تصفيق، ولا يَصدر التصفيقُ والرقصُ إلا من غبي جاهل، ولا يصدران من عاقل فاضل». وأهل التصوف بعد عصر السلف الصالح في أصول الاعتقاد يأخذون بمذهب أهل السنة والجماعة على طريقة الأشعرية والماتريدية، ويأخذون بأحد المذاهب الفقهية السنيّة الأربعة، ويأخذون بالكشف والإلهام، وقد تنوعت الطرق التي يسلكها المربون في تربيتهم لمريديهم فنشأ عنها ما عرف بـ «الطرق الصوفية»، أشهرها عند أهل السنة:
- الطريقة الدسوقية.
- الطريقة النقشبندية.
- الطريقة الشاذلية.
- الطريقة القادرية.
- الطريقة التيجانية.
- الطريقة الرفاعية.

### الملاحظات
1. ↑  أهل الرأي وأهل الحديث يقصد بهما: الفقهاء من أصحاب الطريقتن.
2. ↑  قال الشوكاني: وهذا الحديث وإن تكلم فيه بعض أهل العلم بما هو معروف فالحق أنه من قسم الحسن لغيره وهو معمول به وقد أوضحت هذا في بحث مستقل.
3. ↑  أخرجه أبو نعيم بمعناه من طريق إبراهيم بن الجنيد عن الشافعي، انظر فتح الباري حديث رقم: (6849).
4. ↑  أخرجه البيهقي في مناقب الشافعي نقلا عن الشافعي، انظر فتح الباري حديث رقم: (6849).
5. ↑  سورة الأنفال آية: 46.
6. ↑  صحيح مسلم كتاب الإمارة باب وجوب طاعة الأمراء في غير معصية وتحريمها في المعصية، حديث رقم: (1836)
7. ↑  قال ابن خلدون: فأما اشتراط العلم فظاهر، لأنه إنما يكون منفذاً لأحكام الله تعالى إذا كان عالماً بها، وما لم يعلمها لا يصح تقديمه لها. ولا يكفي من العلم إلا أن يكون مجتهداً، لأن التقليد نقص، والإمامة تستدعي الكمال في الأوصاف والأحوال. وأما العدالة فلأنه منصب ديني ينظر في سائر المناصب التي هي شرط فيها، فكان أولى باشتراطها فيه. ولا خلاف في انتفاء العدالة فيه بفسق الجوارح من ارتكاب المحظورات وأمثالها، وفي انتفائها بالبدع الاعتقادية خلاف.
8. ↑  ذكر القرطبي أن شروط الإمامة أحد عشر أولها: أن يكون من صميم قريش، وقد اختلف في هذا. الثاني: أن يكون ممن يصلح أن يكون قاضيا من قضاة المسلمين مجتهدا لا يحتاج إلى غيره في الاستفتاء في الحوادث، وهذا متفق عليه. الثالث: أن يكون ذا خبرة ورأي حصيف بأمر الحرب وتدبير الجيوش وسد الثغور وحماية البيضة وردع الأمة والانتقام من الظالم والأخذ للمظلوم. الرابع: أن يكون ممن لا تلحقه رقة في إقامة الحدود ولا فزع من ضرب الرقاب ولا قطع الأبشار والدليل على هذا كله إجماع الصحابة رضي الله عنهم، لأنه لا خلاف بينهم أنه لا بد من أن يكون ذلك كله مجتمعا فيه، ولأنه هو الذي يولي القضاة والحكام، وله أن يباشر الفصل والحكم، ويتفحص أمور خلفائه وقضاته، ولن يصلح لذلك كله إلا من كان عالما بذلك كله قيما به. الخامس: الحرية، والسادس أن يون مسلما، السابع: أن يكون ذكرا، قال: "وأجمعوا على أن المرأة لا يجوز أن تكون إماما وإن اختلفوا في جواز كونها قاضية فيما تجوز شهادتها فيه". الثامن: أن يكون سليم الأعضاء، التاسع والعاشر: أن يكون بالغا عاقلا، ولا خلاف في ذلك. الحادي عشر: أن يكون عدلا؛ لأنه لا خلاف بين الأمة أنه لا يجوز أن تعقد الإمامة لفاسق، ويجب أن يكون من أفضلهم في العلم؛ لقوله عليه السلام: "أئمتكم شفعاؤكم فانظروا بمن تستشفعون". وفي التنزيل في وصف طالوت: إن الله اصطفاه عليكم وزاده بسطة في العلم والجسم فبدأ بالعلم ثم ذكر ما يدل على القوة وسلامة الأعضاء، وقوله: اصطفاه معناه اختاره، وهذا يدل على شرط النسب. وليس من شرطه أن يكون معصوما من الزلل والخطأ، ولا عالما بالغيب، ولا أفرس الأمة ولا أشجعهم، ولا أن يكون من بني هاشم فقط دون غيرهم من قريش، فإن الإجماع قد انعقد على إمامة أبي بكر وعمر وعثمان وليسوا من بني هاشم.
9. ↑  قال ابن عابدين: ثم إذا وقعت البيعة من أهل الحل والعقد مع من صفته ما ذكر صار إماما يفترض إطاعته كما في خزانة الأكمل. وفي شرح الجواهر: تجب إطاعته فيما أباحه الشرع، وهو ما يعود نفعه على العامة، وقد نصوا في الجهاد على امتثال أمره في غير معصية. وفي التتارخانية: إذا أمر الأمير العسكر بشيء فعصاه واحد لا يؤدبه في أول وهلة بل ينصحه، فإن عاد بلا عذر أدبه ا هـ ملخصا. وأخذ البيري من هذا أنه لو أمر بصوم أيام الطاعون ونحوه يجب امتثاله. أقول: وظاهر عبارة خزانة الفتاوى لزوم إطاعة من استوفى شروط الإمامة، وهذا يؤيد كلام العارف قدس سره لكن في حاشية الحموي ما يدل على أن هذه الشروط لرفع الإثم لا لصحة التولية فراجعه.
10. ↑  قال أبو إسحاق الشيرازي في طبقات الفقهاء: «اعلم أن أكثر أصحاب رسول الله ﷺ الذين صحبوه ولازموه كانوا فقهاء..»
11. ↑  وقال الشيرازي في طبقات الفقهاء: «ولأن من نظر فيما نقلوه عن رسول الله ﷺ من أقواله، وتأمل ما وصفوه من أفعاله في العبادات وغيرها؛ اضطر إلى العلم بفقههم وفضلهم، غير أن الذي اشتهر منهم بالفتاوى والأحكام وتكلم في الحلال والحرام جماعة مخصوصة».
12. ↑  عقيدة التوحيد تقوم على أساس توحيد الله ونفي الشريك عنه والعلم أن مسبب الأسباب وموجدها المتصف بالكمال المطلق هو الله الواحد الذي لا شريك له، والذي دلنا على ذلك هو الشرع وليس العقل، أي: أن الله أرسل الرسل وأوحى إليهم بأنه هو الله الخالق وحده لا شريك له، فإذا تحقق العلم بوجود الله وحصل الإيمان به فذلك هو التوحيد، وكل ما يقع في النفس من تصورات أو تخيلات فهو الذي يجب الانصراف عنه؛ لأنه من دواعي الضلال، وعندما قال مشركوا مكة: يا محمد صف لنا ربك، قايسوا بما اعتادوا عليه من عبادة الأصنام المجسمة حسب أفهامهم فأنزل الله: ﴿إن في خلق السموات والأرض..﴾ الآية فبين الله أن حصول الإيمان بالله إنما يكون في النظر والتدبر في المخلوقات، وكل ما خطر ببالك فالله بخلاف ذلك، وترك الإدراك إدراك.
13. ↑  نص الحديث: عن معمر عن أيوب، عن ابن سيرين، عن عبيدة قال: سمعت عليًا يخطب فقال: (اللهم إني قد سئمتهم وسئموني فارحمني منهم وارحمهم مني، «مايمنع أشقاكم أن يخضبها بدم» وأشار إلى لحيته).
14. ↑  قال الله : ﴿هُوَ الَّذِي أَنْزَلَ عَلَيْكَ الْكِتَابَ مِنْهُ آيَاتٌ مُحْكَمَاتٌ هُنَّ أُمُّ الْكِتَابِ وَأُخَرُ مُتَشَابِهَاتٌ فَأَمَّا الَّذِينَ فِي قُلُوبِهِمْ زَيْغٌ فَيَتَّبِعُونَ مَا تَشَابَهَ مِنْهُ ابْتِغَاءَ الْفِتْنَةِ وَابْتِغَاءَ تَأْوِيلِهِ وَمَا يَعْلَمُ تَأْوِيلَهُ إِلَّا اللَّهُ وَالرَّاسِخُونَ فِي الْعِلْمِ يَقُولُونَ آمَنَّا بِهِ كُلٌّ مِنْ عِنْدِ رَبِّنَا وَمَا يَذَّكَّرُ إِلَّا أُولُو الْأَلْبَابِ ۝٧﴾ [آل عمران:7].
15. ↑  ذكر ابن خلدون: أن القرآن ورد فيه وصف المعبود بالتنزيه المطلق الظاهر الدلالة من غير تأويل في آي كثيرة وهي سلوب كلها وصريحة في بابها فوجب الإيمان بها ووقع في كلام الشارع صلوات الله عليه وكلام الصحابة والتابعين تفسيرها على ظاهرها، ثم وردت في القرآن آي أخرى قليلة توهم التشبيه وقضوا بأن الآيات من كلام الله فآمنوا بها ولم يتعرضوا لمعناها ببحث ولا تأويل، وهذا معنى قول الكثير منهم إقرأوها كما جاءت أي آمنوا بأنها من عند الله ولا تتعرضوا لتأويلها ولا تفسيرها لجواز أن تكون ابتلاء فيجب الوقف والإذعان له، وشذ لعصرهم مبتدعة اتبعوا ما تشابه من الآيات وتوغلوا في التشبيه ففريق أشبهوا في الذات باعتقاد اليد والقدم والوجه عملا بظواهر وردت بذلك فوقعوا في التجسيم الصريح ومخالفة آي التنزيه المطلق... العبر ج1 ص463
16. ↑  ترجم له المؤرخ ابن قطلوبغا في كتابه طبقات الحنفية: محمد بن محمد بن محمود أبو منصور الماتريدي إمام الهدى له، ألف كتبا منها: كتاب التوحيد، وكتاب المقالات وكتاب تأويلات القرآن وكتاب بيان وكتاب وهم المعتزلة وكتاب رد الأصول الخمسة، وله كتب في أصول الفقه وفي الرد على المعتزلة والقرامطة والروافض.
17. ↑  قال ابن خلدون: «وعلى الجملة فينبغي أن يعلم أن هذا العلم الذي هو علم الكلام غير ضروري لهذا العهد على طالب العلم إذ الملحدة والمبتدعة قد انقرضوا والأئمة من أهل السنة كفونا شأنهم فيما كتبوا ودونوا، والأدلة العقلية إنما احتاجوا إليها حين دافعوا ونصروا وأما الآن فلم يبق منها إلا كلام تنزه البارئ عن كثير إيهاماته وإطلاقه ولقد سئل الجنيد رحمه الله عن قوم مر بهم بعض المتكلمين يفيضون فيه فقال: ما هؤلاء؟ فقيل: قوم ينزهون الله بالأدلة عن صفات الحدوث وسمات النقص، فقال: "نفي العيب حيث يستحيل العيب عيب"، لكن فائدته في آحاد الناس وطلبة العلم فائدة معتبرة إذ لا يحسن بحامل السنة الجهل بالحجج النظرية على عقائدها والله ولي المؤمنين».

## وصلات خارجية
- الاعتصام للشاطبي
- فتح الباري شرح صحيح البخاري، كتاب الاعتصام بالكتاب والسنة
- لمعة الاعتقاد الهادي إلى سبيل الرشاد، لابن قدامة المقدسي نسخة محفوظة 19 فبراير 2010 على موقع واي باك مشين.